# オスナブリュック

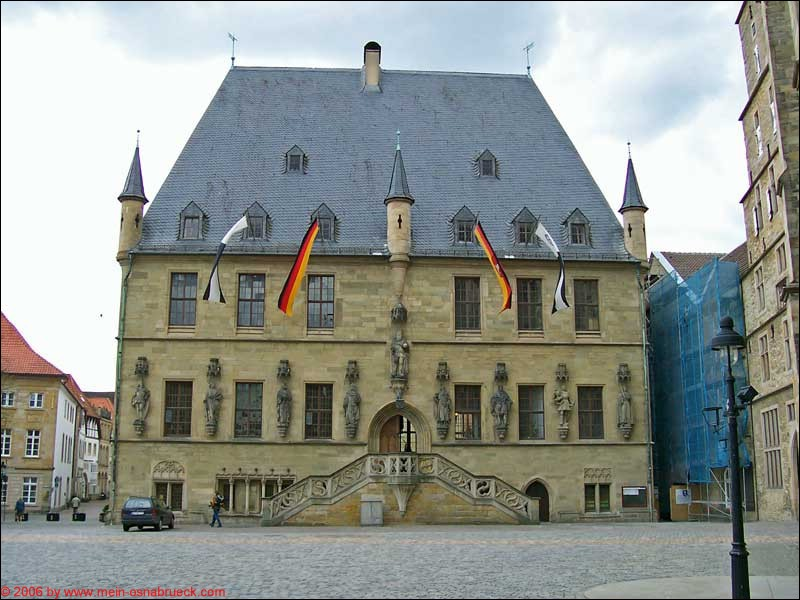
ヴェストファーレン条約が締結されたオスナブリュック市庁舎

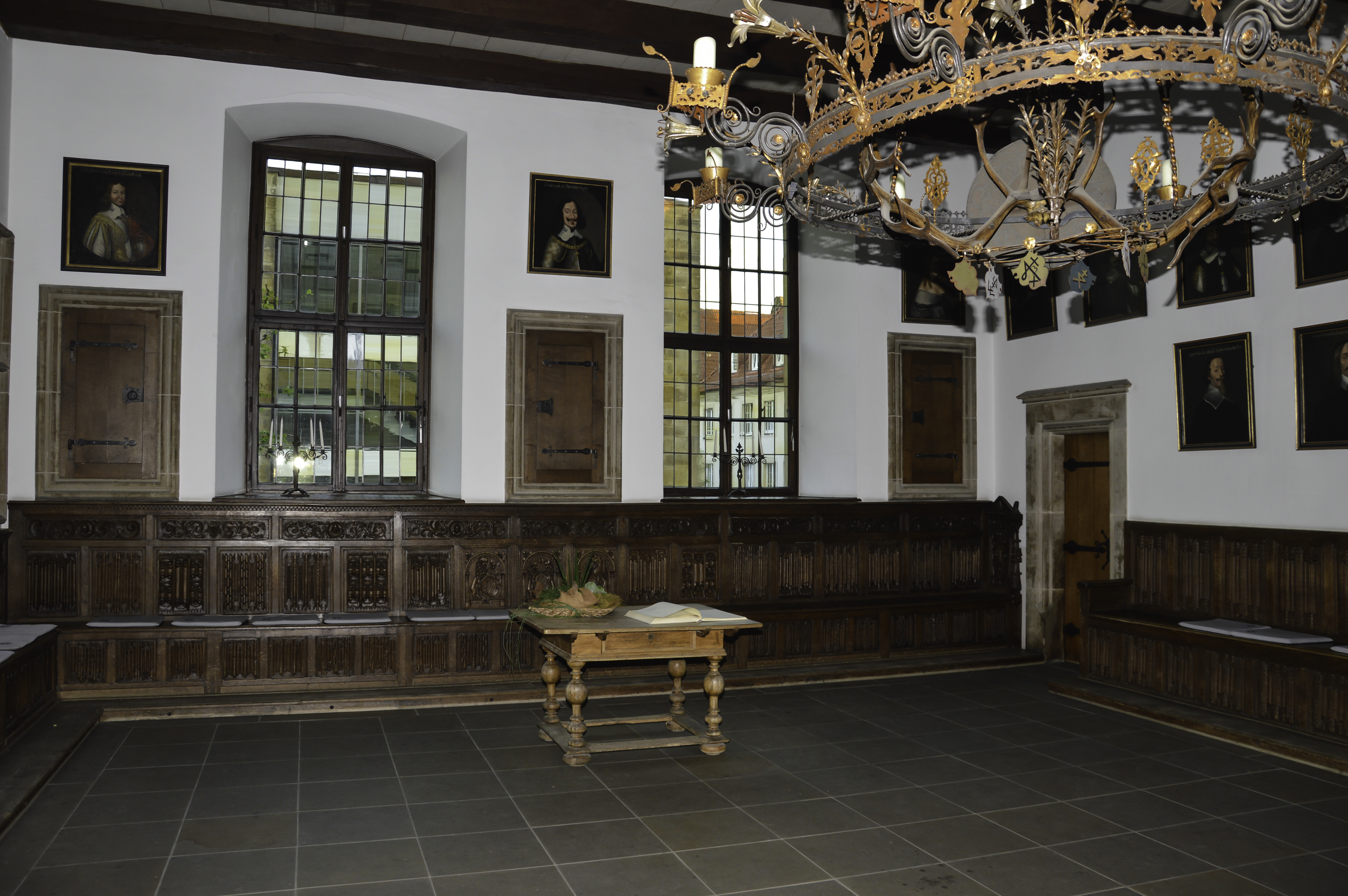
オスナブリュック市庁舎の平和の間

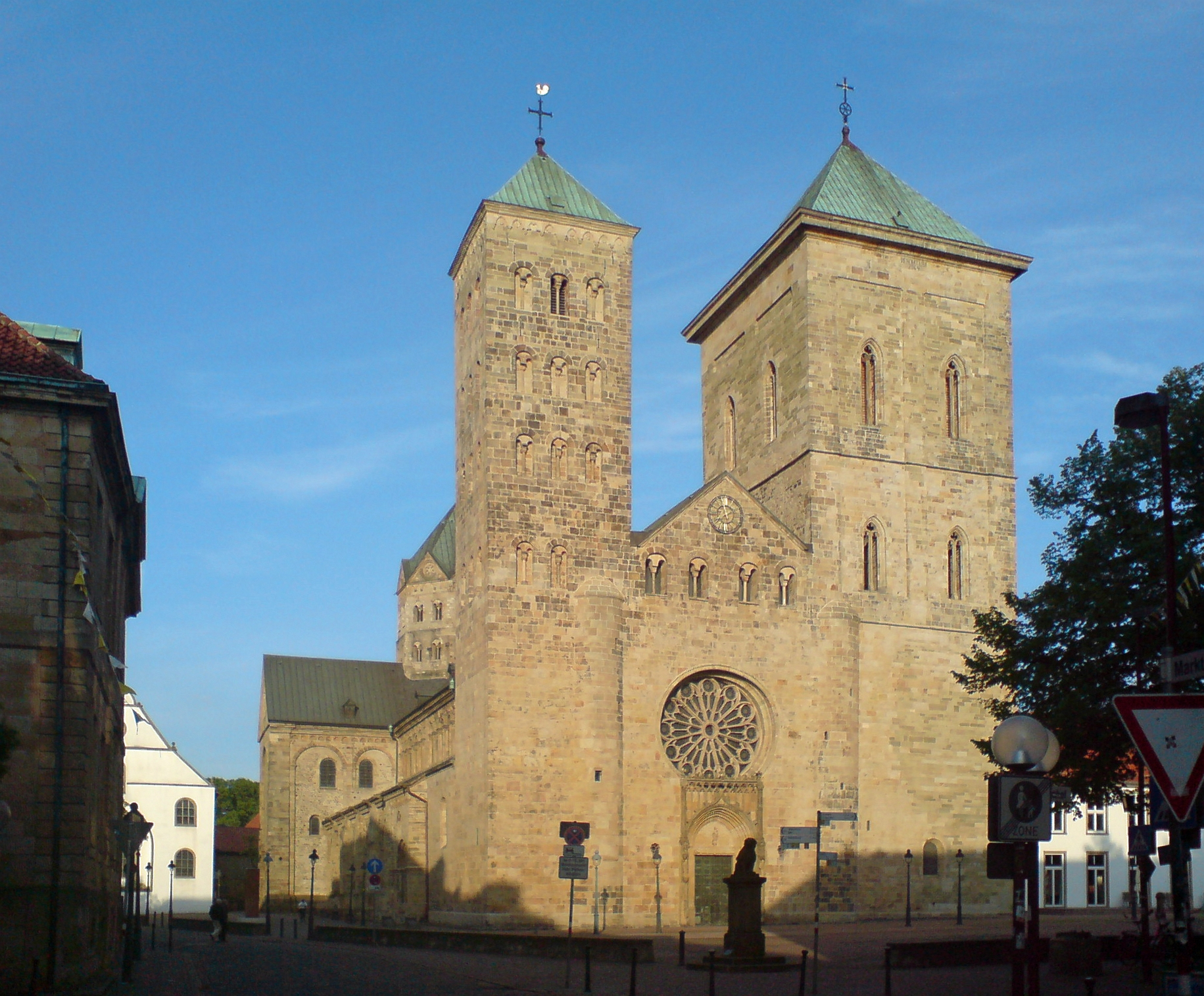
オスナブリュック聖ペーター聖堂

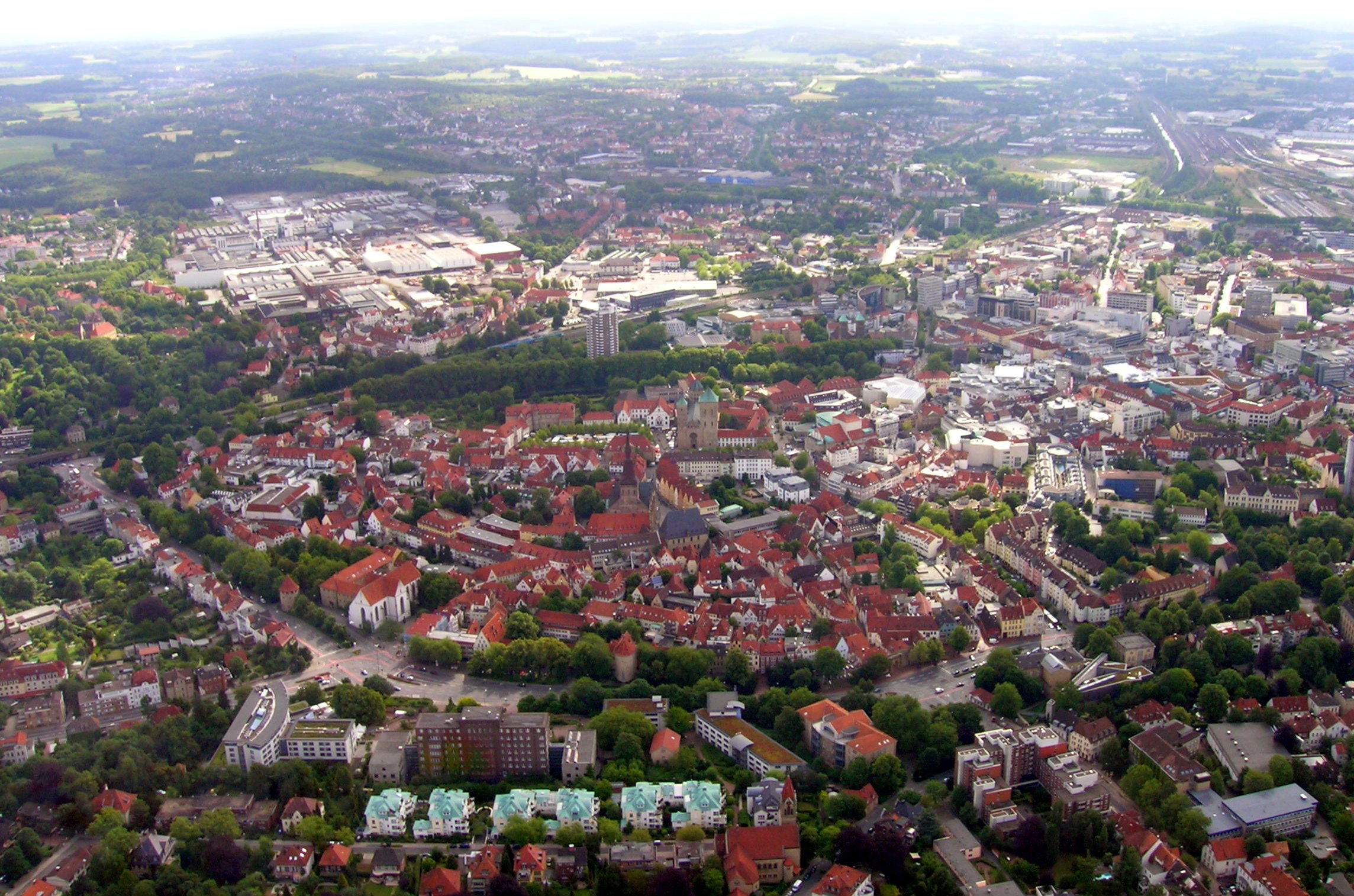
オスナブリュック内市街

オスナブリュック (ドイツ語: Osnabrück, [ɔsnaˈbrʏk] ( 音声ファイル), ヴェストファーレン方言: Ossenbrügge, 古低ドイツ語: Osenbrugge, ラテン語: Ansibarium) は、ドイツ連邦共和国ニーダーザクセン州の郡独立市で、同時にオスナブリュック郡の郡庁所在地である。この大都市はニーダーザクセン州の上級中心都市の1つであり、オスナブリュッカーラントの中心である。人口16万人を超えるこの街は、ハノーファー、ブラウンシュヴァイク、同規模のオルデンブルクに次ぐニーダーザクセン州第4の都市である。全人口の約 14 % にあたる約25,000人は大学生が占める。歴史に富んだこの街の創設には古い交易路が交わる地点に面していたことが寄与している。中世には、オスナブリュックはハンザのヴェストファーレン地域の中心都市となった。
オスナブリュックは、約 50 km 離れたミュンスターとともに1648年のヴェストファーレン条約締結の地として知られている。オスナブリュックでは、ヴェストファーレン条約の原則である「使命としての平和 - 平和に対して責任を持つこと」がこの街の文化・行政活動に今も息づいていると言われる。それはこの街のスローガン「オスナブリュック - 平和都市」にも表れており、たとえば、オスナブリュック市のコーポレート・デザインにも用いられている。
ウィーン会議の後、オスナブリュックとその周辺で「脱ヴェストファーレン化」が図られた。しかしオスナブリュックに刻まれたヴェストファーレンの刻印は現在も標準ドイツ語を話す地元住民、オスナブリュックおよびその周辺の建築物、郷土料理に色濃く残っている。本市は、780年に創設されたオスナブリュック司教区の司教座都市でもある。
オスナブリュックは、ヨーロッパの重要な経済軸の交わる点でもある。このため、この街は流通拠点に発展した。さらに重要な自動車産業、金属産業、製紙業の企業が立地している。

## 地理

### 位置
本市はノルトライン＝ヴェストファーレン州との州境に面しており、ヨーロッパの重要な経済軸の交点にあたる。このためこの街は、重要な流通拠点に発展してきた。
近隣の大都市は、北から時計回りにオルデンブルク、ブレーメン、ハノーファー、ビーレフェルト、ドルトムント、ミュンスター、エンスヘデー（オランダ）がある。
オスナブリュックは、ドイツで唯一の自然公園内にある大都市である。この街は自然・ジオパーク TERRA.vita に囲まれており、一部は市内にまで広がっている。オスナブリュックは、北をヴィーエン山地、南をトイトブルクの森に挟まれたオスナブリュック丘陵地に位置している。その支脈は市内に直接伸びており、このためオスナブリュックには多くの起伏が見られる。最も高い丘陵が 188 m のピースベルクで、かつての炭坑と鉱業博物館で知られている。オスナブリュックはおおむね、北ドイツ低地に接するニーダーザクセン山地に位置する。ノイマルク（内市街）の高度は海抜 64 m、最低地点はピエのハーゼ川沿いの海抜 54 m 地点である。市境の総距離は 79.5 km である。
ヴィーエン山地の北から、北ドイツ低地が始まる。オスナブリュックの北部は、末端堆石と大規模な泥炭地方および砂地の土地で占められている。

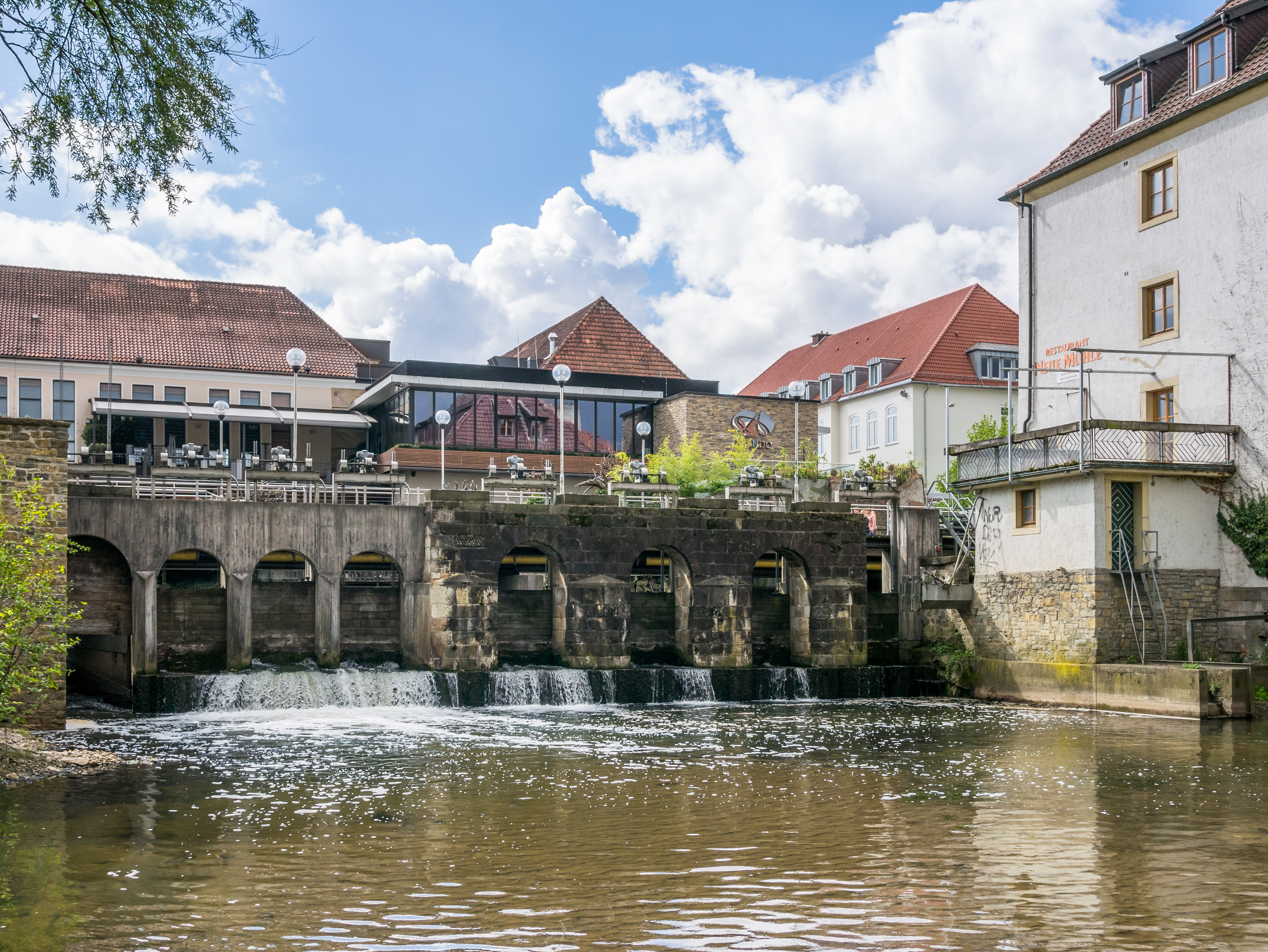
オスナブリュック市内のハーゼ川の堰

### 水域
オスナブリュックの主要な水域は、ハーゼ川とその支流のデューテ川である。ハーゼ川は東から市内リュストリンゲン市区に流れ込み、中心部を通って、北西の市境にあたるピエ市区から市の外へ流れ出している。ハーゼ川は水利経済的重要度区分では2級河川にあたる。2010年の春に豪雨と雪解け水によりオスナブリュックの大きな川で水位上昇が起こった。いくつかの市区と隣接する市町村で氾濫が起こるほど増水した。ハーゼ川と平行に設けられたオスナブリュック・シュティヒ運河は、全長約 14.5 km の人工の連邦水路で、オスナブリュックのハーフェン市区の港でミッテルラント運河と接続している。2つの重要な湖が、エーファーブルク市区のルベンブルーフ湖とアッター市区のアッター湖である。ルベンブルーフ湖は散策やジョギングに利用され、夏には釣りや青少年活動に人々が訪れる。アッター湖はキャンプ場やレジャースポットとなっている。また、市内唯一の水浴可能な湖である。小さな湖としては、ヴュステ市区のパッペル湖やヴュステン湖、グレテシュ市区のボルンハイデ湖がある。

### 市の構成
オスナブリュック市の面積は 119.8 km2 である。公式な人口は 166,960人で、人口密度は 1,394 人/km2（2023年12月31日現在）である。
オスナブリュックの市域は23市区 (ドイツ語: Stadtteil) に分けられ、通し番号がつけられている。市区の名称は、歴史的な地名や地理的条件に基づいて命名されている。一部では、古くは多くの集落に分かれていた範囲が1つの市区にまとめられている箇所もある。各市区は、統計上の管区 (ドイツ語: Statistischer Bezirk) をなしており、3桁の番号を与えられている。
23市区とその公式の番号を以下に示す。
| - 01 インネンシュタット（内市街） - 02 ヴェストシュタット - 03 ヴェスターベルク - 04 エーファースブルク - 05 ハーフェン - 06 ゾンネンヒューゲル - 07 ハステ - 08 ドーデスハイデ - 09 ガルトラーゲ - 10 シンケル - 11 ヴィドゥキントラント - 12 シンケル＝オスト | - 13 フレッダー - 14 シェーラーベルク - 15 カルクヒューゲル - 16 ヴュステ - 17 ズットハウゼン - 18 ヘレルン - 19 アッター - 20 ピエ - 21 ダルム/グレテシュ/リュストリンゲン - 22 ヴォックストルプ - 23 ナーネ | オスナブリュック市区図 |

それぞれの市区は、歴史の中で固有のキャラクターを発展させてきた。たとえば、内市街、ハーフェン、フレッダーでは小売業、商業、工業が定着しているが、ヘレンやヴィドゥキントラントは大部分が核家族の古典的な住宅街となっている。内市街の西部は建て込んだ住宅地で古い建物やアパートが多い。ヴェスターベルク方面には中産階級のクライアントが住み、ヴュステやヴェストシュタットには学生、若い家族、独居者が住んでいる。市境付近は一部田舎の風情であるが、シンケル、シンケル＝オスト、エーファースブルクは労働者地区として歴史に関与している。

### 隣接する市町村
オスナブリュックは、ノルトライン＝ヴェストファーレン州との州境に位置している。隣接する市町村の大部分はニーダーザクセン州のオスナブリュック郡に属すが、ノルトライン＝ヴェストファーレン州テックレンブルガー・ラント（シュタインフルト郡）のロッテとも境を接している。これら市町村はオスナブリュック大都市圏に含まれる。オスナブリュックは、経済・サービスの中心都市として比較的高い通勤者収支を示している。
オスナブリュックの市場範囲の人口は100万人近い。オスナブリュック大都市圏は約 277,900人を擁している。

### 気候
オスナブリュックは、暖かく穏やかな気候域に位置している。このため、市内にある 1900ヘクタールの森林は、主に広葉樹混交林である。
夏涼しく、冬温暖で、雨の多い気候を運ぶ西風および北西風が主である。気候条件は変わりやすい。長期平均の年間平均気温は 9.8 ℃、最も寒い月は1月で 2.0 ℃、最も暖かいのは7月の 18.1 ℃である。冬は、東ドイツや南ドイツに比べてやや温暖で、夏は涼しいが、土砂降りの雨だけでなく、長雨にもなる。
オスナブリュックの平均年間降水量は 861 mm と比較的多く、連邦平均 (830 mm/年)よりも多い。冬と夏の降水量はほぼ同レベルである。降水日は年間平均 122日である。
| オスナブリュックの気候 | オスナブリュックの気候 | オスナブリュックの気候 | オスナブリュックの気候 | オスナブリュックの気候 | オスナブリュックの気候 | オスナブリュックの気候 | オスナブリュックの気候 | オスナブリュックの気候 | オスナブリュックの気候 | オスナブリュックの気候 | オスナブリュックの気候 | オスナブリュックの気候 | オスナブリュックの気候 |
| 月                     | 1月                    | 2月                    | 3月                    | 4月                    | 5月                    | 6月                    | 7月                    | 8月                    | 9月                    | 10月                   | 11月                   | 12月                   | 年                     |
| ---------------------- | ---------------------- | ---------------------- | ---------------------- | ---------------------- | ---------------------- | ---------------------- | ---------------------- | ---------------------- | ---------------------- | ---------------------- | ---------------------- | ---------------------- | ---------------------- |
| 日平均気温 °C （°F）   | 2.0 (35.6)             | 2.3 (36.1)             | 5.5 (41.9)             | 9.1 (48.4)             | 13.4 (56.1)            | 15.8 (60.4)            | 18.1 (64.6)            | 17.8 (64)              | 14.2 (57.6)            | 9.9 (49.8)             | 5.9 (42.6)             | 3.0 (37.4)             | 9.75 (49.54)           |
| 降水量 mm （inch）     | 88.0 (3.465)           | 62.0 (2.441)           | 71.0 (2.795)           | 47.0 (1.85)            | 60.0 (2.362)           | 68.0 (2.677)           | 78.0 (3.071)           | 81.0 (3.189)           | 71.0 (2.795)           | 74.0 (2.913)           | 76.0 (2.992)           | 85.0 (3.346)           | 861 (33.896)           |
| 平均月間日照時間       | 46.0                   | 73.0                   | 109.0                  | 164.0                  | 203.0                  | 190.0                  | 207.0                  | 189.0                  | 138.0                  | 104.0                  | 52.0                   | 37.0                   | 1,512                  |
| 出典：ドイツ気象庁     |                        |                        |                        |                        |                        |                        |                        |                        |                        |                        |                        |                        |                        |

### 市の概要
本市には、オスナブリュック大学、オスナブリュック単科大学（応用科学大学）、ローマ＝カトリックのオスナブリュック司教区（司教座都市）、ハノーファー福音ルター派州教会のオスナブリュック管区、ドイツ連邦環境財団、ドイツ平和学会の所在地である。

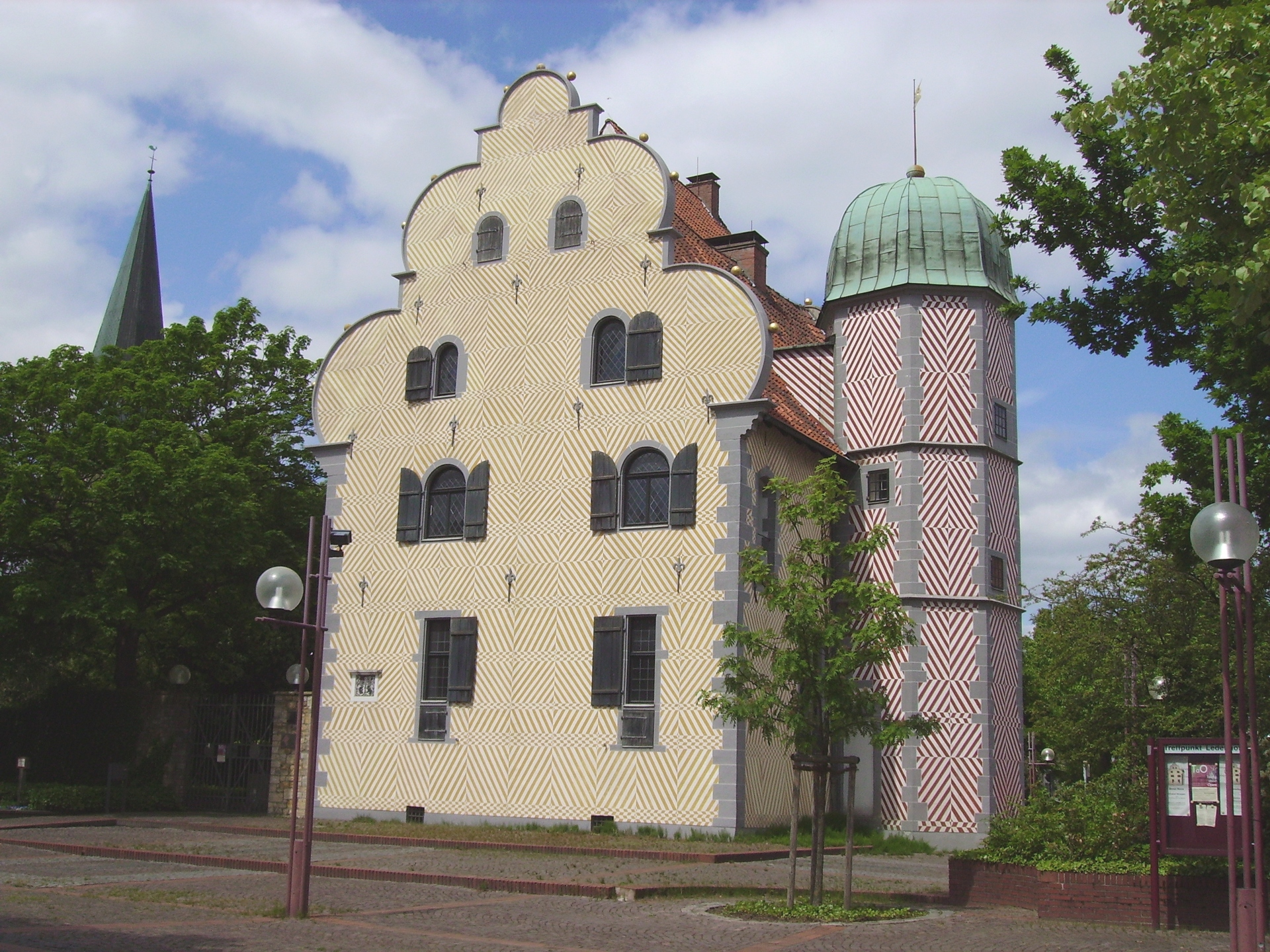
レーデンホーフ

オスナブリュックは、780年にカール大帝によって司教座として創建された。1648年にミュンスターとオスナブリュックの市庁舎でヴェストファーレン条約が締結された。この事から本市は「平和都市」を称している。2002年4月からレーデンホーフがドイツ平和学会の本部となった。オスナブリュックは1669年までハンザ都市であり、1980年から新ハンザ同盟に加盟して、2006年には第26回新時代のハンザの日のホスト都市となった。
オスナブリュック市の人口は1940年に10万人を超え、大都市の仲間入りをした。
内市街の景観は教会（聖カタリーネン教会、塔の高さは 103.5 m）によって特徴付けられている。内市街の北部、聖ペーター大聖堂とヘーガー門との間に、ヴェストファーレン条約が締結された市庁舎を含む旧市街が広がっている。ここには、1813年/1814年に建設されたテンゲ邸をはじめとする古典主義様式の建物が多くある。テンゲ邸では、鉄鋼業者のユルゲン・グロースマンがレストランを営んでいる。旧市街にはロココ様式の建物や、木組み建築が遺っている。こうした木組みの建物には1690年に建設されたホテル・ヴァルハラが含まれる。
ヴェストファーレン条約の市庁舎や聖マリエン教会がある三角形のマルクト広場は、中世の雰囲気を醸し出している。オスナブリュックには約150棟のロマネスク様式やゴシック様式の石造建築があったことがわかっており、現在も多くが良好な状態で遺されている。その数はドイツの他の都市よりも多い。このためオスナブリュックは「石造建築の首都」とも呼ばれている。特に印象的なのが、バロック様式の旧大司教城館の向かいにある石造建築の宮殿、レーデンホーフである。ドームホーフ（聖堂広場）には、1909年に建設されたユーゲントシュティール様式のテアター・オスナブリュックがある。ノイシュタット（新市街）のルター教会もユーゲントシュティール様式の装飾が施されている。この教会は、後期ゴシック様式のハレンキルヒェである前述の聖カタリーネン教会の娘教会として建設された。歴史上重要なのが旧ドミニコ会修道院で、その教会は現在文化ホールとして利用されている。

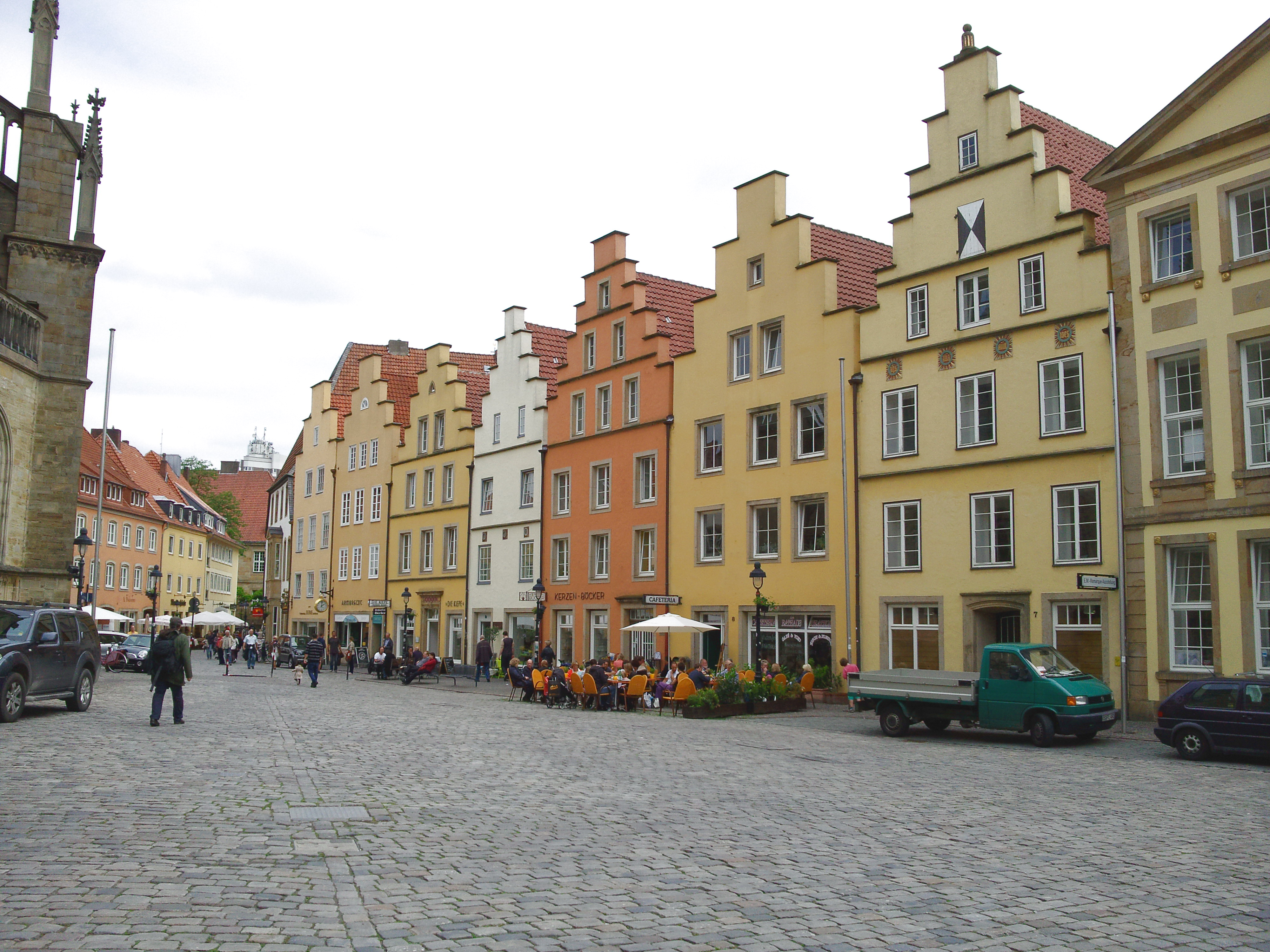
オスナブリュックのマルクト広場

内市街中央部の歩行者専用地区は旧市街につながっており、メインのショッピングストリート（グローセ通りとヨハニス通りの前半部）を形成している。ここでは、戦争を切り抜けた数棟の建物の他は近代的な目的建築が多い。旧市街と新市街との間（内市街南部）にノイマルクト（直訳すると「新市場」）がある。かつて街の中心的なマルクト広場（市場が開かれる広場）だったこの場所は、4車線の道路によって分断され、交通の要として中央バスステーションが設けられている。2011年まで歩行者はノイマルクトを横断するのに、路面を通るだけでなく地下通路も設けられていた。2005年に新たな外観に改造され、この通路は閉鎖され、現在は大きな建物が造られている。市は、この建築法上橋とされている建造物に莫大な維持管理費を費やすことを是としなかったのである。ノイマルクトの北側、ヴィテキント通りやベルリナー通り方面にはサービス業や金融業分野の企業があり、近代的な建築構造とガラスのファサードを見せて建ち並ぶ。新市街では、旧聖ヨハン修道院教会周辺に古い建物が遺っている。聖ヨハン教会の旧教会広場には保護文化財に指定された、地下トイレの吸排気を行う排気筒がある。この広場の南にはかつてのノイシュタット市庁舎がある。
内市街は、腎臓型の環状道路に囲まれており、自動車道となっている。この「ヴァル」（「土塁」を意味する）から、通りが放射状に伸びている。7つの塔、土塁、2つの市壁を境界とする環状道路は、古い都市防衛施設の名残である。
現在の「ヴァル」は、時計回りにハーゼトーアヴァル、ナトルパー＝トーア・ヴァル、ヘーガー＝トーア・ヴァル、シュロスヴァル、ヨハニストーアヴァル、ペータースブルガーヴァル、コンラート＝アデナウアー＝リング、ゲーテリング、エーリヒ＝マリア＝レマルク＝リングからなっている。
中心近くには、ダニエル・リーベスキントが設計したドイツ連邦環境財団やフェリックス＝ヌスバウム＝ハウスといった建築工学上興味深い近代建築が建っている。新旧建築を結び合わせたのがヴィーツィシャンツェで、これは古い都市防衛施設の上に近代建築が建てられている。2007年までカジノの一部が入居していた。その後は、オスナブリュック単科大学のインダストリアルデザインコースがこの建物を利用している。

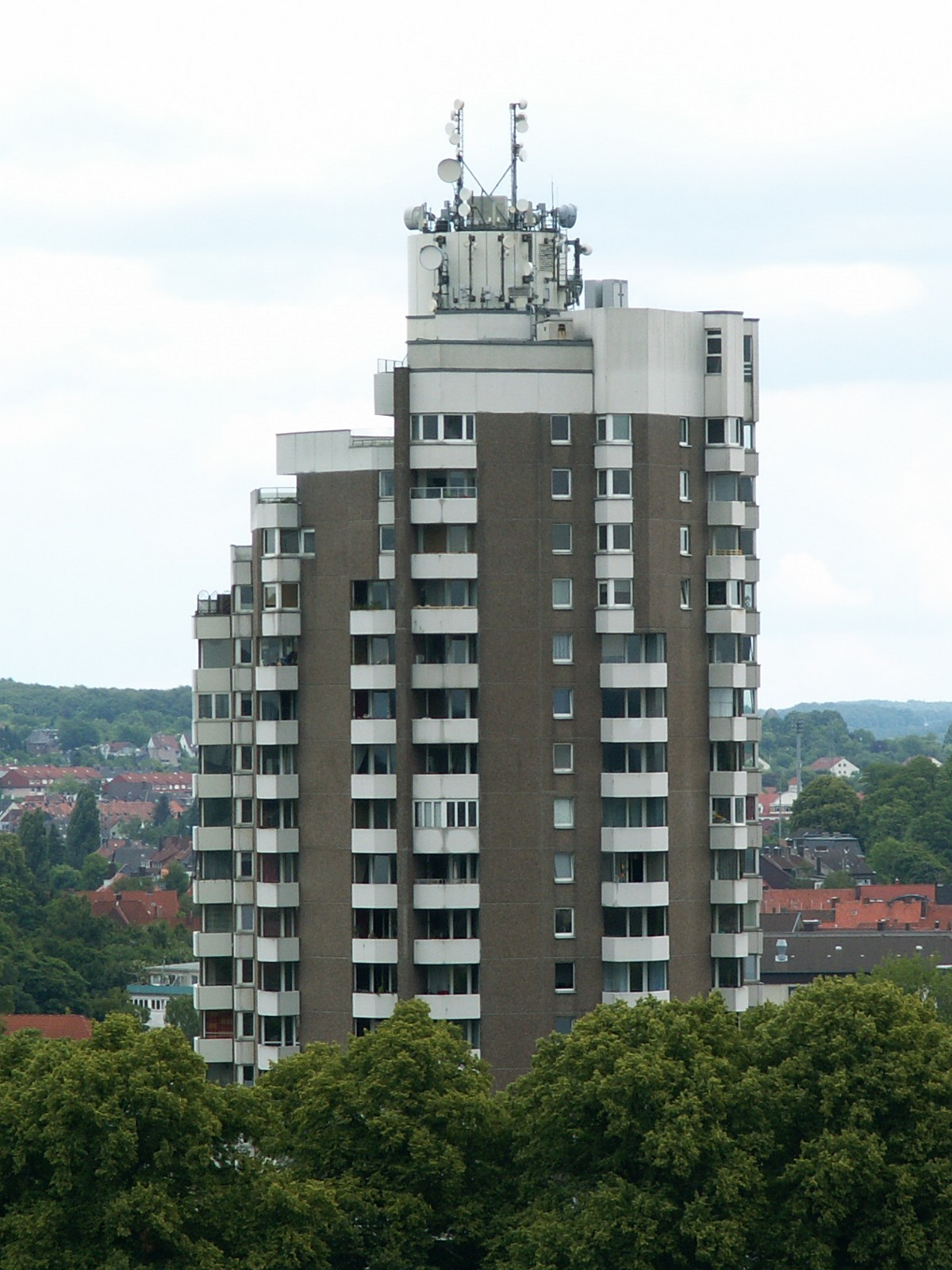
イドゥナ＝ホーホハウス

中心部の住宅地は大部分が主に4階建てから5階建ての集合住宅だが、ところによっては、戸建ての家（たとえばグローセ通り43番地）や邸宅（ヴェスターベルク）もある。中心部からやや離れると建物は、3階建てのラインハウスなどに移り変わる。大きな集合団地は珍しい。高層ビルはベルリナー通り周辺にあり、ほとんどがオフィスとして使われている。最も高いビルは1970年代前半に建てられた20階建てのイドゥナ＝ホーホハウスである。現在のインドゥナ＝ホーホハウスの場所にはかつて、化学者でザルツベルゲン精製所を起業したヴィルヘルム・レペナウの邸宅があった。
市の中核部の近くまであらゆる方向から緑地や森が迫っており、レジャー地として利用されている。1920年代に当時の都市建設監督レーマンによって「緑の指」というコンセプトが打ち出され、これに従って森や近郊保養地が「緑の肺」として中核市区近くまで保持された。現在の土地利用計画でも、気候保護の観点に基づき「緑の指」は尊重されている。オスナブリュックは自然公園内にあるドイツ最大の都市である。

## 歴史

### 名称
最も古い表記 Osenbrugge は、北欧の神の一族である Asen あるいは Osen に由来するもので、「神の橋」と翻訳できるものと推測される。また、名称研究家ユルゲン・ウードルフの説のように、Osna （あるいはこれに類する名称）はかつてハーゼ川の一部に対する名称であり、後に川の名称はハーゼ川に統一されたものの、オスナブリュックの地名にはそれが遺されたと推測することもできる。
ヘルマン・イェリングハウズの研究によれば、ハーゼ川沿いの新石器時代の入植地に旧市街が造られた。元々 Aha あるいは Aue（川辺の草地）から Ahusen あるいは Ohusen、これを短縮して Ohsen と呼ばれていたとしている。オスナブリュックの著述家ルートヴィヒ・ベーテはその著作「オスナブリュック市年代記」の中で、Ochsen（雄牛）にあたるヴェストファーレン語の Ossen をこの街の名称の前半部の語源と考える（ハーゼ川を渡る徒渉地があり、農民がここで牛の放牧を行っていた。その後ここに橋が架けられた）のは適切でないと述べている。なぜなら、都市の名前が創設してから数世紀も後に命名されるのは不自然だと考えるからである。

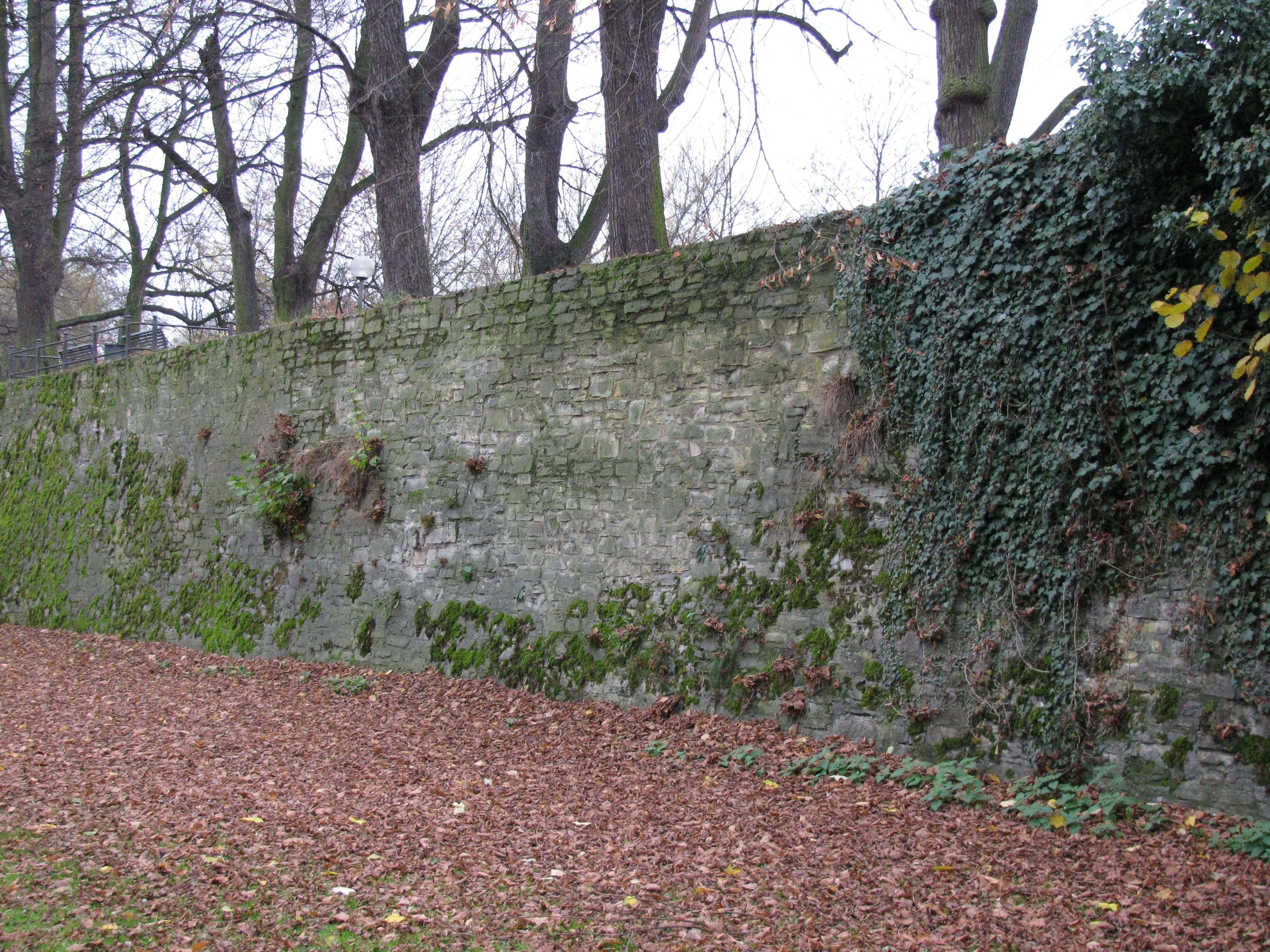
オスナブリュックの市壁跡、ヘレンタイヒスヴァル

### 中世
オスナブリュックは、780年頃にカール大帝によって創設された司教座の市場町として発展した。カール大帝は804年にカロリヌムも設立しており、この年号で最も古いギムナジウムの1つとされている。しかし、これを裏付ける文書はおそらく、中世初期の偽書である。神聖ローマ帝国内では、オスナブリュックは1803年まで同名の司教領に属した。最も古い都市法 die Sate は1348年に成立した。その伝統に基づき、現在も「ハントギフテンターク」という祝日が設けられている。最初の都市法が成立した頃にライシャフト（中世後期の自治組織）も成立したが、このうちヘーガー・ライシャフトとヘレンタイヒスライシャフトが現存している。
13世紀初めにブックス塔が監視塔として市壁沿いに設けられた。塔内には市の牢獄が設けられた。この頃に、最初のヘーガー門も建設された。この塔、門、稜堡、空堀、通路からなる防衛施設は取り壊されたが、1815年に「ワーテルロー門」として再建された。ただしこの呼称は浸透していない。この門はヘーガー地区へ通り抜けるエリアにあることから、引き続き「ヘーガー・トーア」（ヘーガー門）と呼ばれている。
聖マリエン教会の、先行する最初の建物であるロマネスク様式の教会は、島状の砂山の上に10世紀に建設された。続く11世紀には2代目となる教会堂が建設された。現在のゴシック様式の教区・市場教会聖マリエン教会は13世紀に建設が始まり、1430年から1440年に完成した。三十年戦争終結後、立派な建物が福音主義教会に与えられた。
ハンザ: オスナブリュクの商人は、ブレーメンやハンブルク、さらに13世紀末からはフリースラント、オランダ、リューベックとも交易を行った。本市は1412年にハンザ同盟に加盟し、商業政治上の一大勢力であるハンザの大量の交易により利益を得た。オスナブリュックの商人はノヴゴロドのペーターホーフ商館の設立に関与した。オスナブリュックはハンザのヴェストファーレン地区の主要都市の1つとなった。独立運動を背景にオランダやイングランドとの交易が衰退したため、南ドイツや北イタリアへの販路が開拓された。1606年、オスナブリュックのヨハン・ドーマンはハンザの最後の債権者代表に任命された。また、オスナブリュックは1669年の最後のハンザ総会に代表を派遣した9都市の1つであった。
1477年から1504年まで、エルトヴィン・エルトマンがこの街の初代市長を務めた。1487年から1512年までの間に後期ゴシック様式のオスナブリュック市庁舎が建設された。
魔女裁判: オスナブリュックにおける魔女狩りのピークは1561年から1639年の間であった。市長ハンマッハーが治めていた時代にあたる1582年に163人の女性が魔女の疑いを受けて逮捕され、そのほとんどが火刑に処された。市長ペルスター統治下の1636年から1639年には、40人以上の女性が魔女として亡くなっている。魔女裁判では、合わせて276人の女性と2人の男性が魔術使いとして逮捕された。オスナブリュク市議会は2012年9月25日に魔女裁判の犠牲者の名誉回復を宣言した。

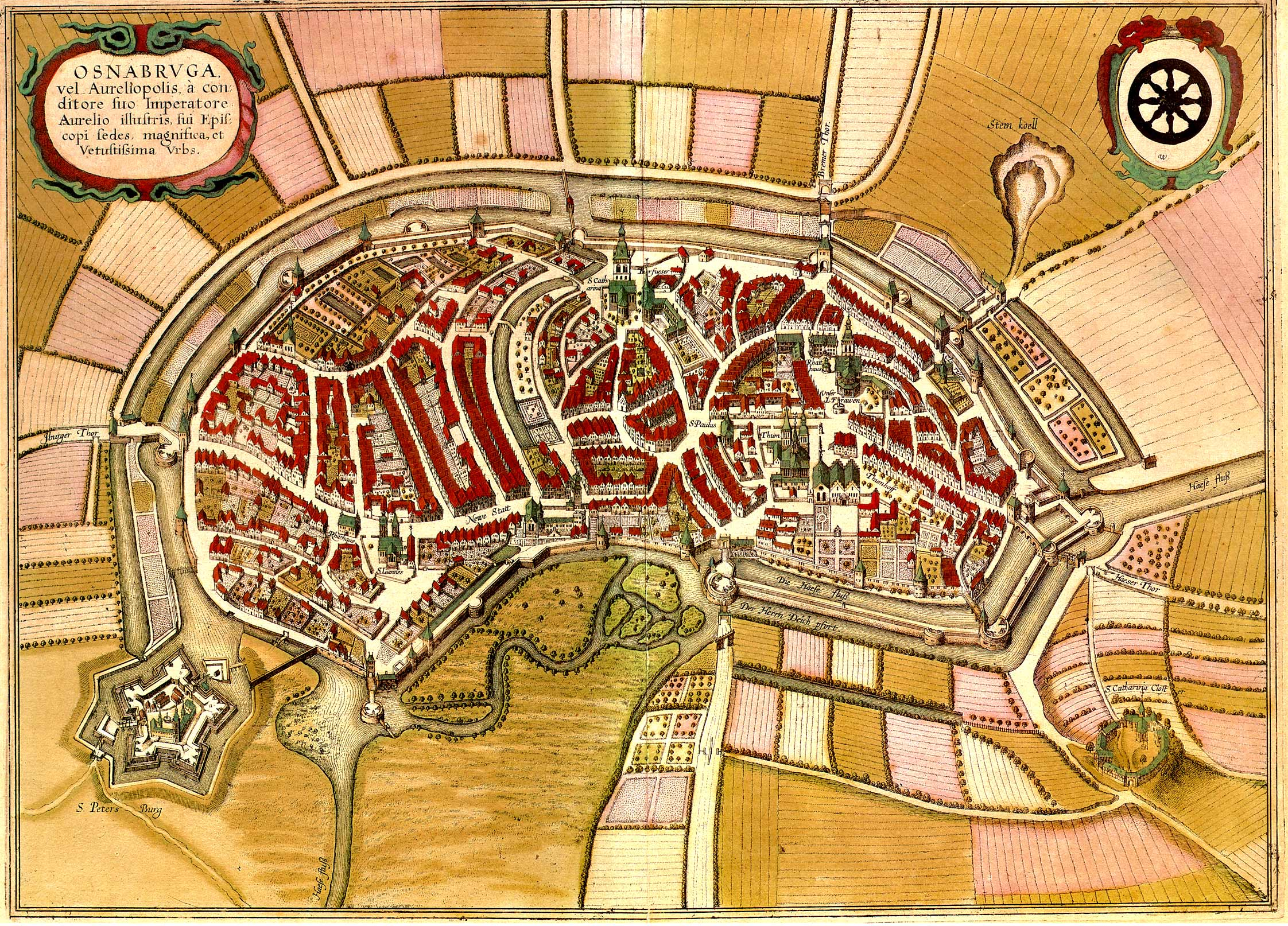
1633年のオスナブリュック古地図

### 1600年から1800年
1632年に設立された、ギムナジウム・カロリヌムを起源とするユダヤ人大学は、スウェーデンのオスナブリュック司教領総督グスタフ・グスタフソンによって1633年に廃止された。1643年から1648年まで、この街とミュンスターとにおいてヴェストファーレン条約の交渉が行われた。オスナブリュックは三十年戦争の動乱でほとんど被害を受けておらず、このため平和条約交渉の街に選ばれた。
この頃オスナブリュックは、帝国自由都市の地位を得ようと努力を重ねたが、いずれも失敗に終わった。Cuius regio, eius religio の原則（「信仰属地主義」、領主の信仰する宗教が、その支配地の宗教となること）に関して、オスナブリュックは特殊なケースであった。世俗化に至るまで、領主が死亡するごとに新たな司教領主の信仰が替わってしまう状況であった。1650年の Capitulatio Perpetua の規定によりカトリックと司教領主福音主義の領主（ブラウンシュヴァイク=リューネブルク公）が入れ替わり統治したのである。家臣の信仰はこれにより制約されなかった。オスナブリュック司教領は、現在のドイツの領域内で最初の宗教並立の領邦であった。
バロック様式のオスナブリュック城は17世紀後半に建設された。この城は、プロテスタントの領主エルンスト・アウグスト1世フォン・ブラウンシュヴァイク＝リューネブルクの居城であった。

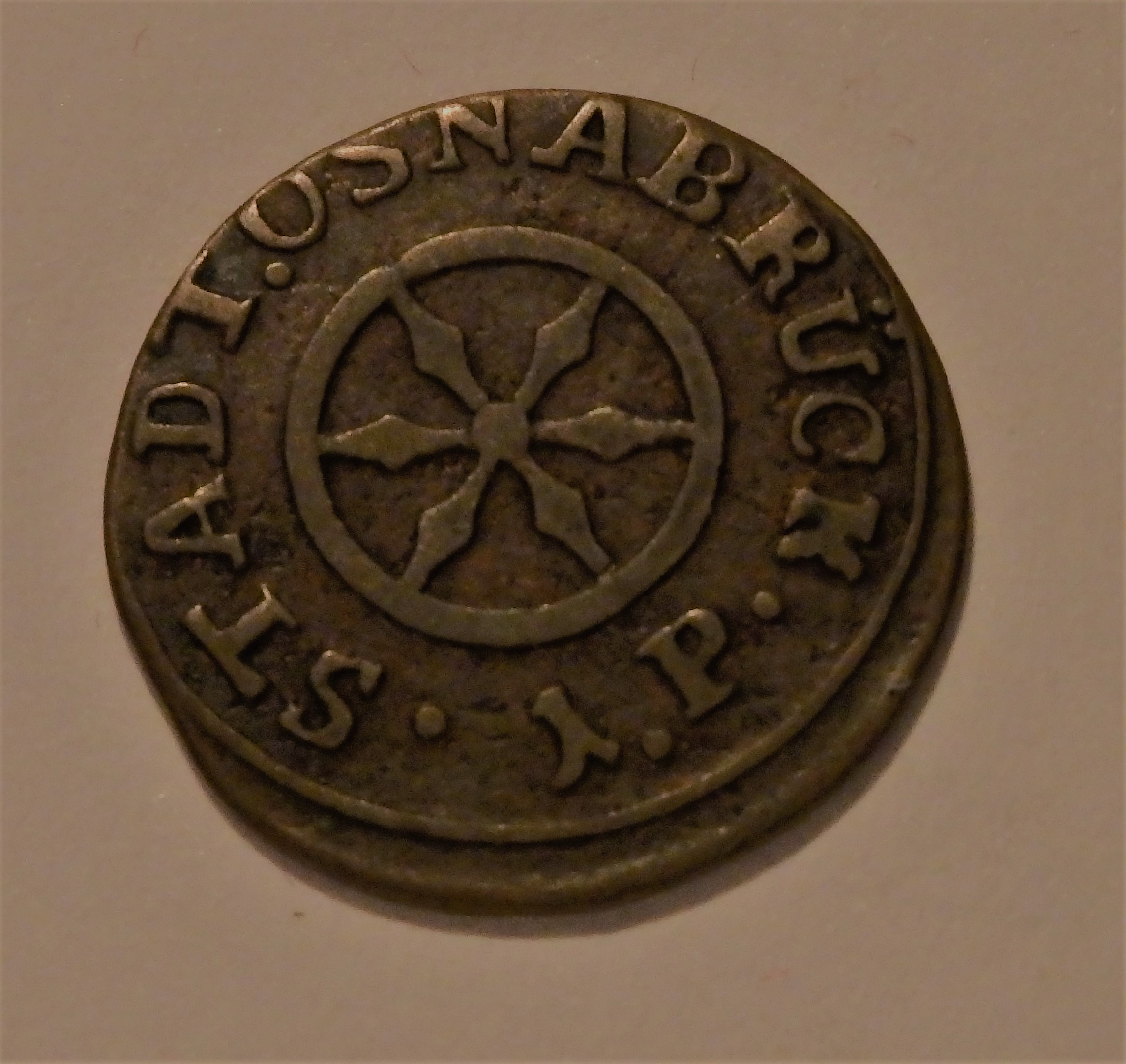
1805年にオスナブリュックで鋳造された1プフェニヒ硬貨

### 1800年から1945年
1803年の帝国代表者会議主要決議に基づく教会領の世俗化とオスナブリュック司教領の俗界諸侯領への移行により、本市はハノーファー選帝侯領となったが、1803年にフランス軍によって占領された。本市の最後の少額貨幣（1ヘラー、1, 1.5, 2, 3 プフェニヒ・コイン）は、1805年に鋳造された。オスナブリュックは1806年に短期間だけプロイセン王国に属した。1807年にはフランス皇帝ナポレオン1世が創設したヴェストファーレン王国領となり、1810年12月10日にフランス帝国領となった。オスナブリュックは1811年から1813年までハンザ4県の1つである、オーバー・エムス県の主邑となった。その範囲は、南に約 30 km、北、東、西はそれぞれ約 50 km におよんだ。1814年春のナポレオン・ボナパルト失脚後、オーバー=エムス県の大部分は、1814年10月のウィーン会議に基づいて創設されたハノーファー王国に属すこととなった。ナポレオンの百日天下を終わらせた1815年6月18日のワーテルローの戦いには約 400人のオスナブリュック兵が参加した。この兵士らを讃えてゲルハルト・フリードリヒ・フォン・ギューリヒはヘーガー・トーアにワーテルロー門を建造し、以下の銘を刻んだ:「1815年6月18日にドイツの勇気を示したオスナブリュックの戦士たちにこの記念碑を捧げる。G. F. v. Gülich D.R.D.R.」
1866年の普墺戦争の結果、オスナブリュックを含むハノーファー王国はプロイセンのハノーファー州とされた。本市は1885年にオスナブリュック県の主邑となった。この状態は、1977年の地域再編でオルデンブルクを主邑とするヴェーザー＝エムス行政管区が設けられ、オスナブリュックはその支部所在地とされるまで続いた。2005年1月1日にニーダーザクセン州のすべての行政管区は廃止された。これにより、オスナブリュックは郡独立市とされ、同名の郡の郡庁所在地となった。

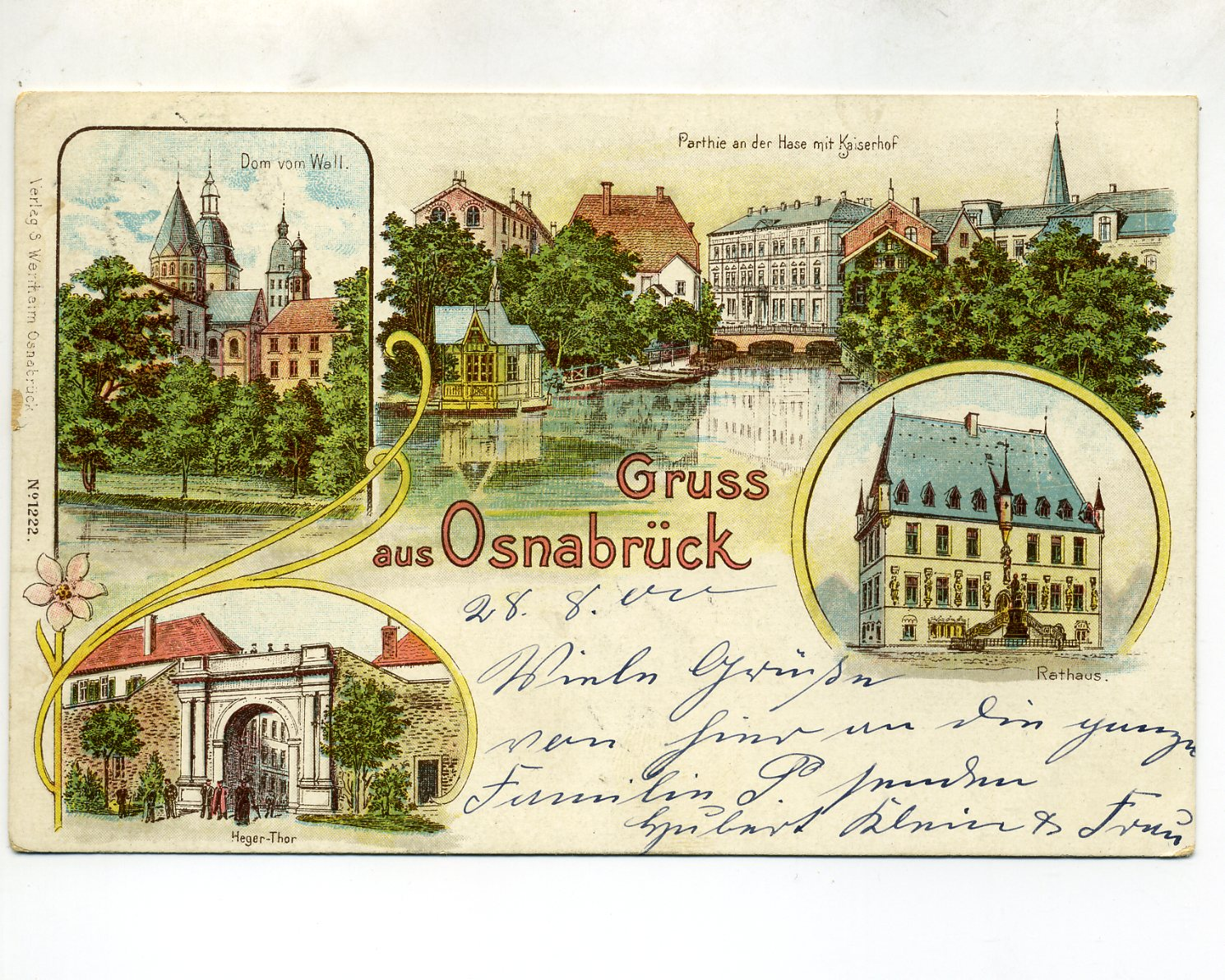
1900年のオスナブリュックの絵はがき

2つの余暇団体「アンティポディア・オスナブリュック」と「ミネルヴァ・オスナブリュック」から、1899年4月17日に「FC 1899 オスナブリュック」が設立された。後にこのクラブを起源として、この地域最大で最も重要なスポーツクラブ「VfLオスナブリュック」が創設された。
オスナブリュック内市街では、1910年にグローセ通り 34番地に「モードハウス・アルスベルク」が開店した。この店は、1920年代の黄金期のモードで大人気となった。しかし、オーナーがユダヤ人であったため、NSDAPによる権力掌握の2年後の1935年に強制的に閉店させられた。それ以前に、この店に買い物に来たすべての顧客は写真を撮られ、公共の掲示板でさらし者にされた。

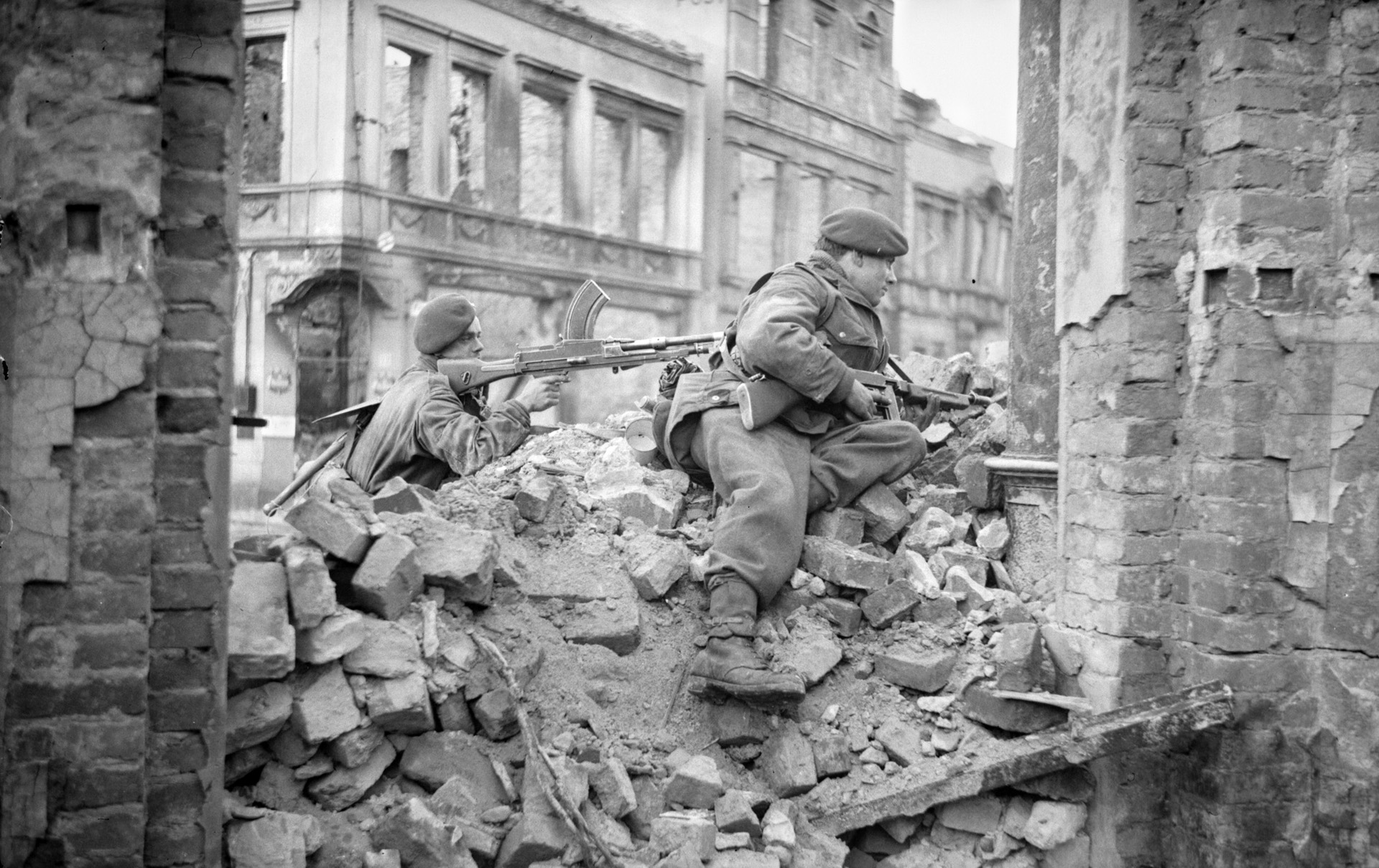
1945年4月4日、オスナブリュックのイギリス兵

第二次世界大戦では連合国により計79回もの空襲を受けた。最初の大規模な空襲は1942年6月20日で、イギリス軍により9000発の焼夷弾を投下された。同年10月6日には同じくイギリス軍が計1万1000発の破裂弾と焼夷弾を投下した。1944年9月13日には2171発の破裂弾と18万1000発の焼夷弾が投下され、市内の歴史的な建造物のほとんどは壊滅的な損傷を受けた。さらに、同年10月13日には2616発の破裂弾と1万6000発の焼夷弾が投下された。空襲による市民の死傷も多く、多い時では米国の1日の空襲により、241人の死亡者が出た。また、これらの空襲によって、市域の65%、歴史地区の94%が破壊された。当時につけられた空爆の跡は、現在も遺されている。

### 1945年以後

#### 占領時代とイギリス兵舎
戦後、オランダによる本市併合のバッカー＝シャット計画が立案されたが、アメリカ合衆国とイギリスの抵抗により実現しなかった。終戦直後イギリス陸軍ライン軍団の占領軍がオスナブリュックに駐留した。その後オスナブリュック駐屯地の敷地はどんどん拡大していった。やがてオスナブリュックは、イギリス国外最大のイギリス軍駐屯地となった。イギリス兵とその家族はオスナブリュック市民にとって数十年の間見慣れた故郷の風景の一部となった。1989年と1996年に、オスナブリュックのエーファースブルク地区にあるイギリス軍ケベック兵舎でアイルランドの地下活動組織 IRA によるテロが起こった。この事件により多大な物的被害が生じた。イギリス国防省は、2005年、組織改編に伴ってオスナブリュック駐屯地を完全に廃止することを決定した。撤退はその後数年かけて徐々になされた。最後のイギリス駐留軍司令官マーク・カトバート＝ブラウン大佐は2009年3月31日にオスナブリュックを離れた。

#### 戦後復興とさらなる発展
破壊されていたオスナブリュック市庁舎が、ヴェストファーレン条約公布300周年にあたる1948年に再開された。ドームホーフの市立劇場の再建は1950年に完成した。
オスナブリュックは1960年に路面電車を廃止した。公共旅客交通は完全に市バスに委ねられた。ノイマルクトの歩行者トンネルは1964年に開通し、2013年に閉鎖された。1968年に欧州旗がオスナブリュックに授与された。
オスナブリュック専門単科大学は1971年に設立され、2010年にオスナブリュック単科大学に改名された。新しいオスナブリュック総合大学は1974年に授業を開始した。
1979年にオスナブリュック市立ホール（現在のオスナブリュックハレ）が開館した。1980年、市と司教は建都1200年を祝った。1990年に設立されたドイツ連邦環境財団はオスナブリュックに本部を置いた。1995年ナトルパー通りに新しい本部が建設された。
フェリックス＝ヌスバウム＝ハウスは1998年に開館した。この美術館は180点以上のフェリックス・ヌスバウムの作品を収蔵しており、このオスナブリュックの芸術家最大のコレクションとなっている。この美術館はアメリカの建築家ダニエル・リベスキンドの設計に基づき、オスナブリュック文化史博物館の増築部分として建設された。

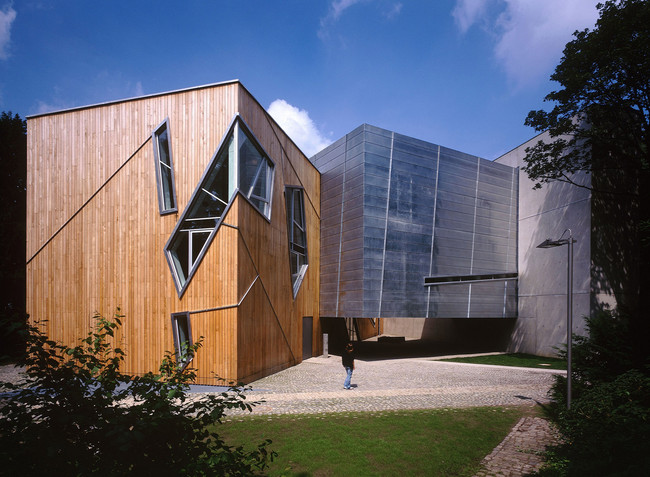
フェリックス＝ヌスバウム＝ハウス

1998年のヴェストファーレン条約公布350年祭は、何ヶ月にもわたって開催され、ニーダーザクセン州首相もこの街に訪れた。1999年には、芸術家フリードリヒ・フォルデンベルゲ＝ギルデヴァルトの生誕100年を2回の展示会で祝福した。2000年には国際博覧会 Expo 2000 の外部開催地となった。

### 町村合併
以下の町村がオスナブリュックに合併した。
- 1914年: シンケル
- 1940年: ハステ
- 1970年: ズットハウゼン
- 1972年7月1日[28]: アッター、ダルム、グレテシュ、ヘレルン、リュストリンゲン、ナーネ、ピエ、ヴォックストルプ

谷に位置することや、地理的にノルトライン＝ヴェストファーレン州に近いことなどから、オスナブリュックに合併した町村は比較的少ない。たとえば、ベルム（シンケルベルクの裏手にあたる）、ヴァレンホルスト、ビューレン（ロッテに合併した）、ハスベルゲン、ゲオルクスマリエンヒュッテは合併しなかった。また、北に位置するホラーゲ、レヒティンゲン、ルレは、ヴァレンホルストに合併した。

780年から2013年までのオスナブリュックの人口推移

### 人口推移
1575年にオスナブリュック住民の約 75 % がペストで死亡した。その後、疫病、火災、飢餓、戦争によって、200年の間この街の人口は1575年に減少した水準のまま推移した。工業化により、人口は1817年に1万人を超えると、1900年には5万人と約5倍に増加した。これにはレーネ - ライネ間（1855年）およびミュンスター - ブレーメン間（1873年）の鉄道建設が影響している。さらに1939年までに人口は倍増し、10万人を超え、オスナブリュックは大都市となった。1995年には168,618人の史上最高値を記録した。2015年12月31日現在の人口は、162,403人である。

## 住民

### 宗教

#### 統計
2015年7月現在、オスナブリュック住民の 30.8 % が福音主義教会、33.4 % がカトリックの信者である。35.8 % がその他の宗教または無宗教である。

#### キリスト教

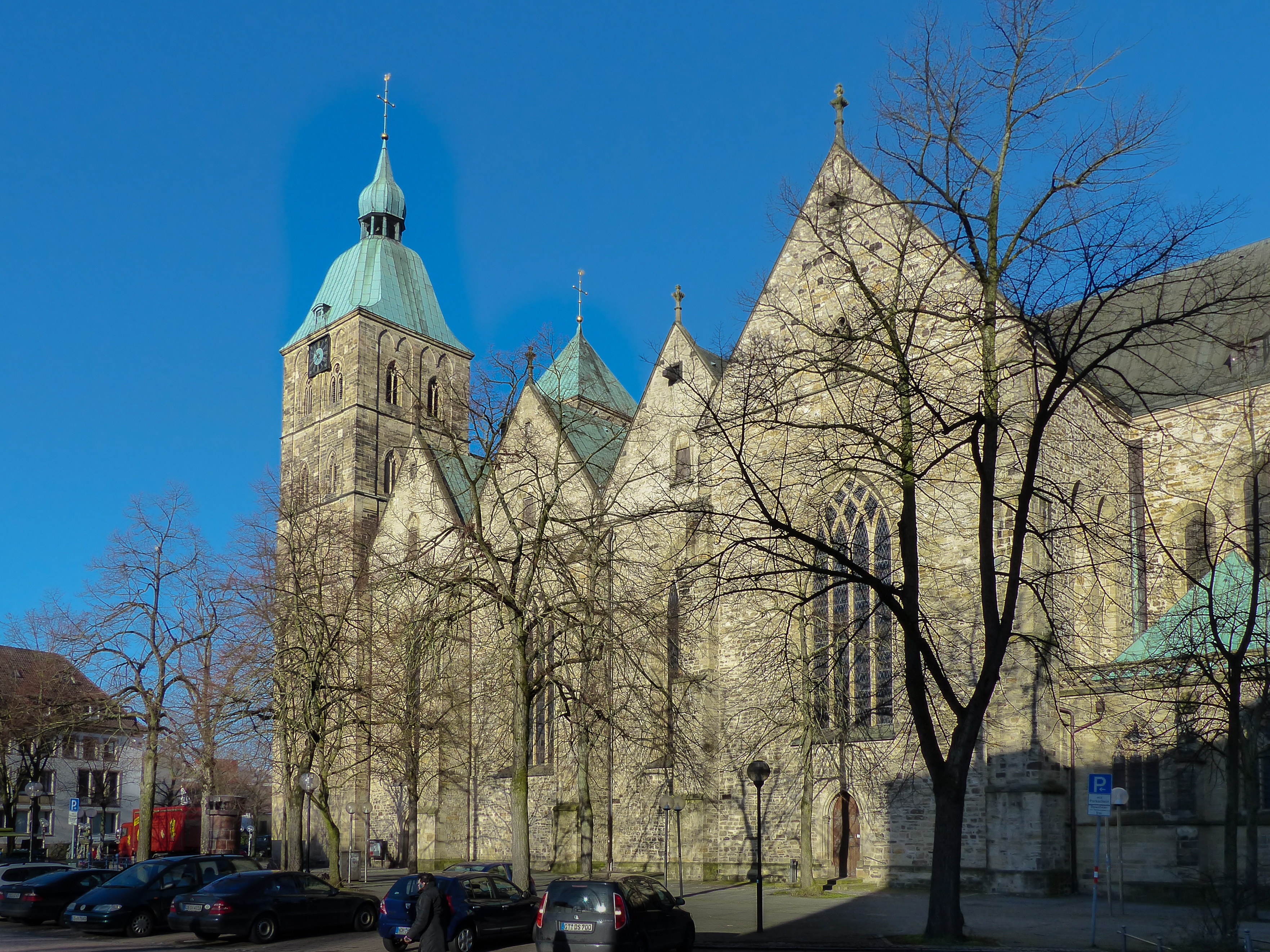
聖ヨハン教会

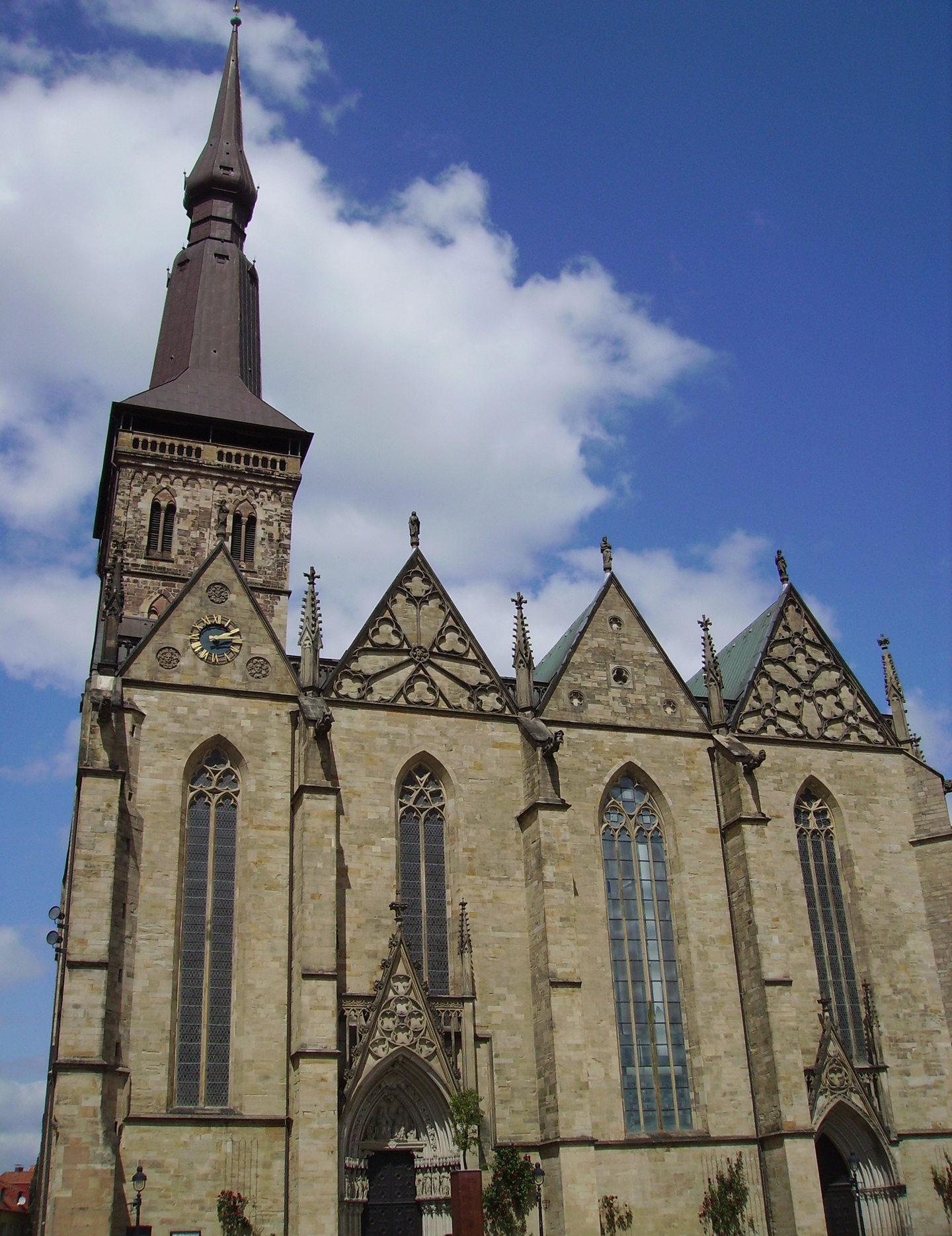
聖マリエン教会

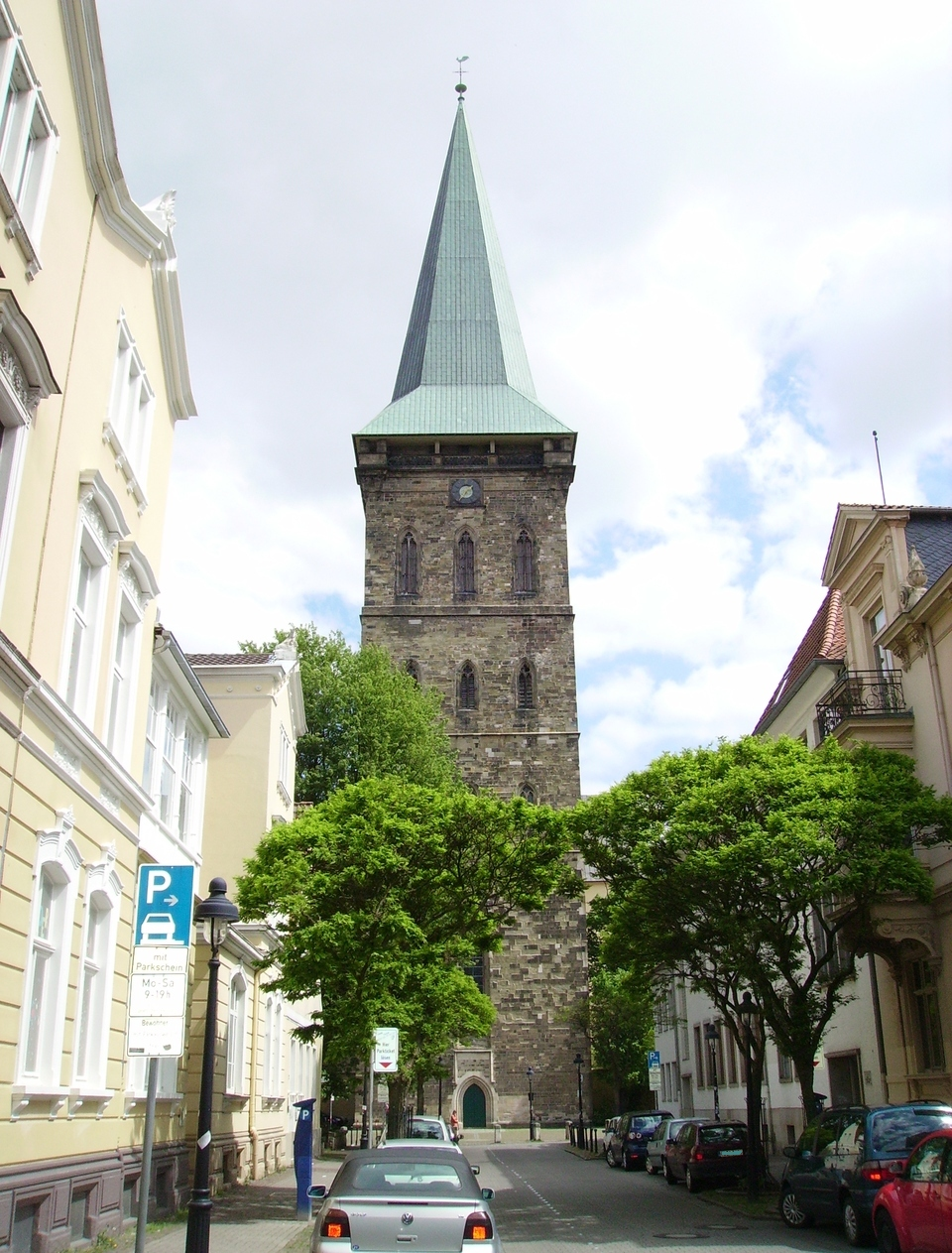
聖カタリーネン教会

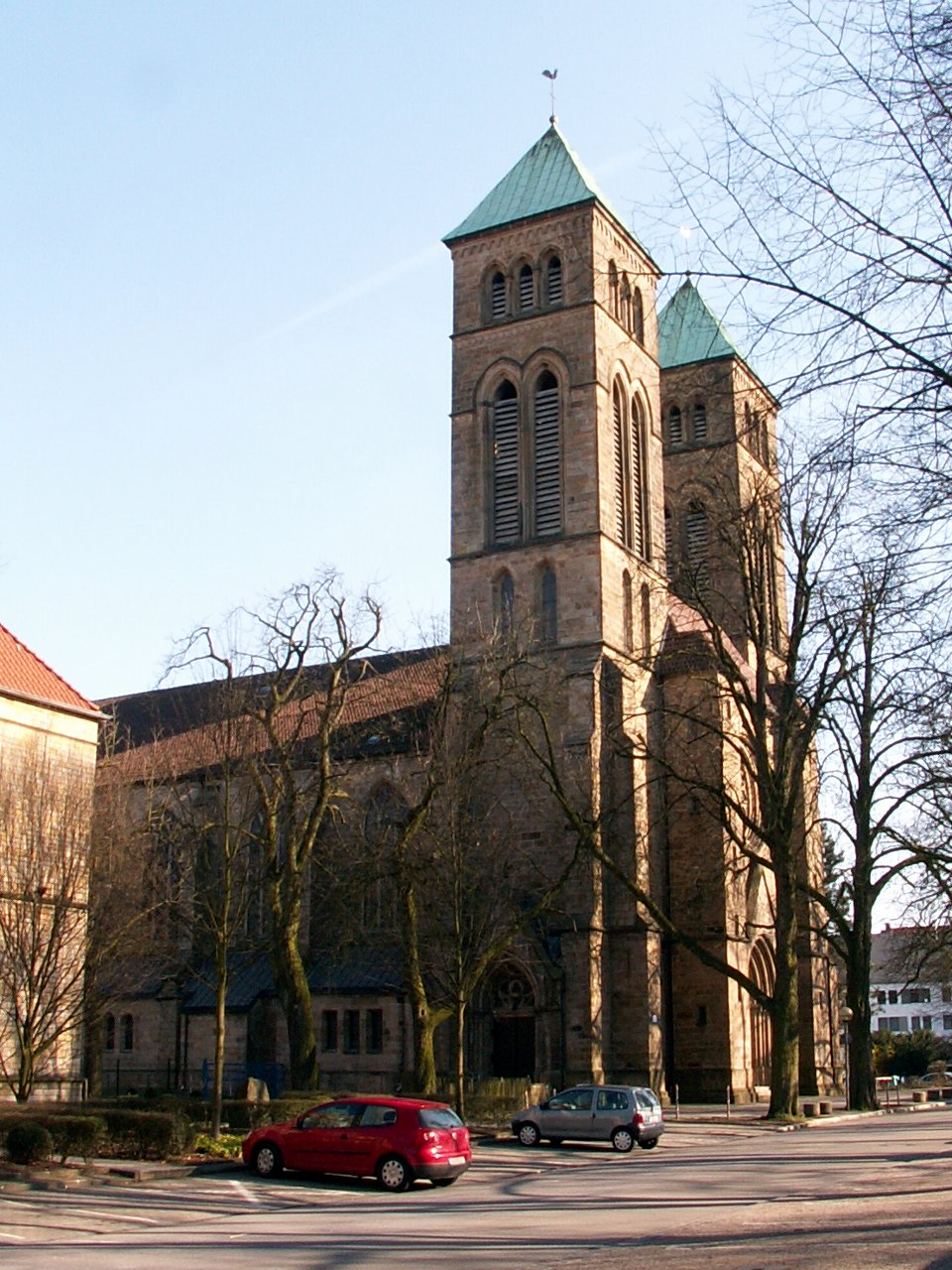
ヘルツ＝イェズ教会

オスナブリュックは804年に司教座都市となった。担当助祭長は司教座教会参事会首座であった。オスナブリュックには1521年からルター派の説教師がいた。1543年にこの街はルター派信仰による宗教改革がなされた。しかし聖ペーター聖堂や聖ヨハン教会はカトリックに留まった。聖堂はオスナブリュック司教区の中心であり続け、1803年まで神聖ローマ帝国の聖界諸侯として存続した。カトリック住民は司教区の下、プロテスタント住民は市参事会の下で教会管区評議会を設立する形で教会運営を行った。ウィーン会議後の1815年において、ルター派と改革派教会の属する福音主義教会側において、ハノーファー王を首長(summus episcopus)とする領邦教会が成立した。ハノーファー王国において6つの教会管区評議会によって領邦教会が運営された。東フリースラントのアウリッヒにはルター派と改革派が共存した教会管区評議会が設立された。 オスナブリュックはルター派のみの教会管区評議会本部所在地であった。1903年にオスナブリュックの教会管区評議会は撤廃され、ハノーファーにある領邦教会宗務局の下に置かれた。その後、オスナブリュックは再び、教会管区評議会の本部所在地となった。
現在、本市のルター派福音主義教会は、自由教会でない限り、ハノーファー福音ルター派州教会オスナブリュック教会管区内のオスナブリュック教会地区またはオスナブリュック＝ズットハウゼンのメレ＝ゲオルクスマリエンヒュッテ教会地区に属している。
改革派教会による宗教改革運動は、オスナブリュックでは1788年以降記録がある。この宗派はとなりのテックレンブルク伯領と関連している。19世紀に増加した改革派教会信者の移住によって、1889年にオスナブリュックに改革派教会が組織され、アウリッヒに教会管区評議会が成立した。この教会は1893年にベルク教会を建立した。これは宗教改革以後オスナブリュックで最初の教会建設であった。1926年に平和教会、1960年代にはさらに3つの改革派教会が建設された: 恩寵教会（1960年）、アッター教会（1962年）、救世主教会（1966年）である。教会組織再編に伴い、最後に挙げた3つの教会は、2007年12月に福音主義教会に売却された。これ以後、平和教会は青年教会として機能し、ベルク教会がその他の教会の一般的な活動に利用されている。オスナブリュック改革派教会は現在、福音主義改革派教会の第VII教会会議連合エムスラント/オスナブリュック教会会議連合に属している。
聖堂と旧修道院教会聖ヨハン教会は宗教改革後もカトリックに留まり、オスナブリュックは1803年までオスナブリュック司教領の首都として存続していた。この街にはカトリック住民も絶えず住んでいた。カトリックと福音主義の両宗派の比率はほぼ同程度であった。780年頃に創設されたオスナブリュック司教区は宗教改革の波によって著しく縮小した。
オスナブリュック司教領廃止後の1824年、オスナブリュックは新たに組織されたオスナブリュック司教区の主邑となった。この司教区は、エムスラント、ベントハイム伯領、東フリースラントを含むハノーファー王国西部を包含した。この司教区は1841年にスカンジナビアの北部宣教団の裁判権を獲得し、1868年にはブレーメン、ハンブルク、シュレスヴィヒ＝ホルシュタイン、メクレンブルクを含むドイツ北部の宣教団の裁判権を獲得した。これらの地域は1929年に公式にオスナブリュック司教区に編入された。これによりこの司教区は、ドイツで最も広い司教区となった。この司教区は1995年まではケルン教会管区に、その後は新たに創設されたハンブルク大司教区に属した。オスナブリュック市の教区や教会連合は、オスナブリュック市首席司祭区に属す。これはオスナブリュック市に属していない町（ハスベルゲン）をも包含している。
1852年から行われているテルクトの巡礼はオスナブリュックのカトリック教徒の風習で、参加者数ではドイツで2番目に大きな巡礼である。1899年に完成したヘルツ＝イェズ教会は、宗教改革以後に新築された最初のローマ＝カトリック教会である。
1980年11月16日、教皇ヨハネ・パウロ2世がオスナブリュックを訪れた。
2008年5月21日から25日までオスナブリュックで6万人が参加して第97回ドイツ・カトリックの日が開催された。これ以前には1901年に第48回ドイツ・カトリックの日も開催されていた。
オスナブリュックの自由教会:
- 福音主義＝自由教会（バプテスト） - 福音主義＝自由教会の萌芽は1928年に遡る。固有の教会創設は1948年になってからであった。これには旧ドイツ東部領土からの難民流入の波が大きな役割を演じた。現在この組織には280人の信者がいる（子供や愛好サークルを除く）。この中にはヴェトナム人、ロマ、ロシア系ドイツ人が含まれている。礼拝はヴェトナム人もロシア人も一緒に行う。2017年現在の聖職者はハイコ・ライネッケである。この教会はディープホルツに支部教会を有している。
- オスナブリュック・アンドレアス教会（ミュールハイマー連合） - アンドレアス教会は、1997年以前にクリストリッヒェ・ゲマインシャフト・オスナブリュックの名称で成立していた。その萌芽は第一次世界大戦以前に遡る。この教会は数十年間家庭に集まって礼拝を行っていたが、1950年代に固有の集会所を設立した。教会活動は1984年に専任の聖職者を置いて以降活発化し、拡大した。ハウスヴェルマンスヴェーク 90番地への移転に際してアンドレアス教会と改名した。2006年にイベンビューレンに娘教会組織が形成された（トーマス教会）。アンドレアス教会は約140人の成人信者を有している。
- 自由キリスト教会のオスナブリュック・キリスト＝センター（聖霊降臨祭組織）
- レーベンスクヴェレ（命の泉） - 2001年にシンケルで設立された聖霊降臨組織 (BfP) は、2003年から改築された工場ホールで礼拝を行っており、この地域内に4つの地元組織を形成している。地元では、新たな教団センターとして旧貨物駅前の土地購入を巡って、多くの芸術家のアトリエや貨物駅前の劇場、ホモセクシャル連合の指導者を脅すなどのトラブルを起こしたことで知られている[32]。
- 独立福音ルター派教会（ドイツ語版、英語版） (SELK)
- セブンスデー・アドベンチスト教会
- 福音主義メソジスト教会（ドイツ語版、英語版） (EmK)
- 自由教会 FIT-ゲマインデ・フュアス・レーベン
- 自由教会 ホームゾーン
- セルビア正教会聖ゲオルギウス
- ロシア正教会
- アンティオキアのギリシア正教会 (Rum-Orthodox) 聖母神マリア
- 復古カトリック教会

キリスト教会のほとんどはオスナブリュック・キリスト教会作業共同体 (ACKOS) に加盟しており、宗教上の問題についてテーマ対話集会や、毎年10月25日のオスナブリュク平和の日にエキュメニズム（超宗派）の礼拝を行っている。ヴェストファーレン条約350周年に教会は、宗派を超えたエキュメニズム教会会議を開催した。
この他にオスナブリュックには、末日聖徒イエス・キリスト教会（モルモン教）、新使徒派教会、使徒教会、カトリック使徒教会、エホバの証人が活動を行っている。

#### 仏教
仏教徒は、カルマ・カギュ派（チベット仏教）の仏教センターに入門施設を有している。禅の実践は、禅道場（曹洞宗）やオスナブリュック禅サークル（臨済宗）で行うことができる。「ヴェーク・デア・アハトザムカイト」（直訳すると「細心の道」）のグループはティク・ナット・ハンの教えに基づく仏教を実践している。

#### イスラム教
ムスリムの多くは、トルコ系住民であるが、アラブ人やクルド人も少なからぬ比率を占めている。2011年に建設されたアフマディーヤ・ムスリム・ジャマートのバシャラート＝モスクは、オスナブリュックで最初のムスリムの宗教建築である。その後市内に12のモスクや礼拝所が設けられている。

#### ユダヤ教

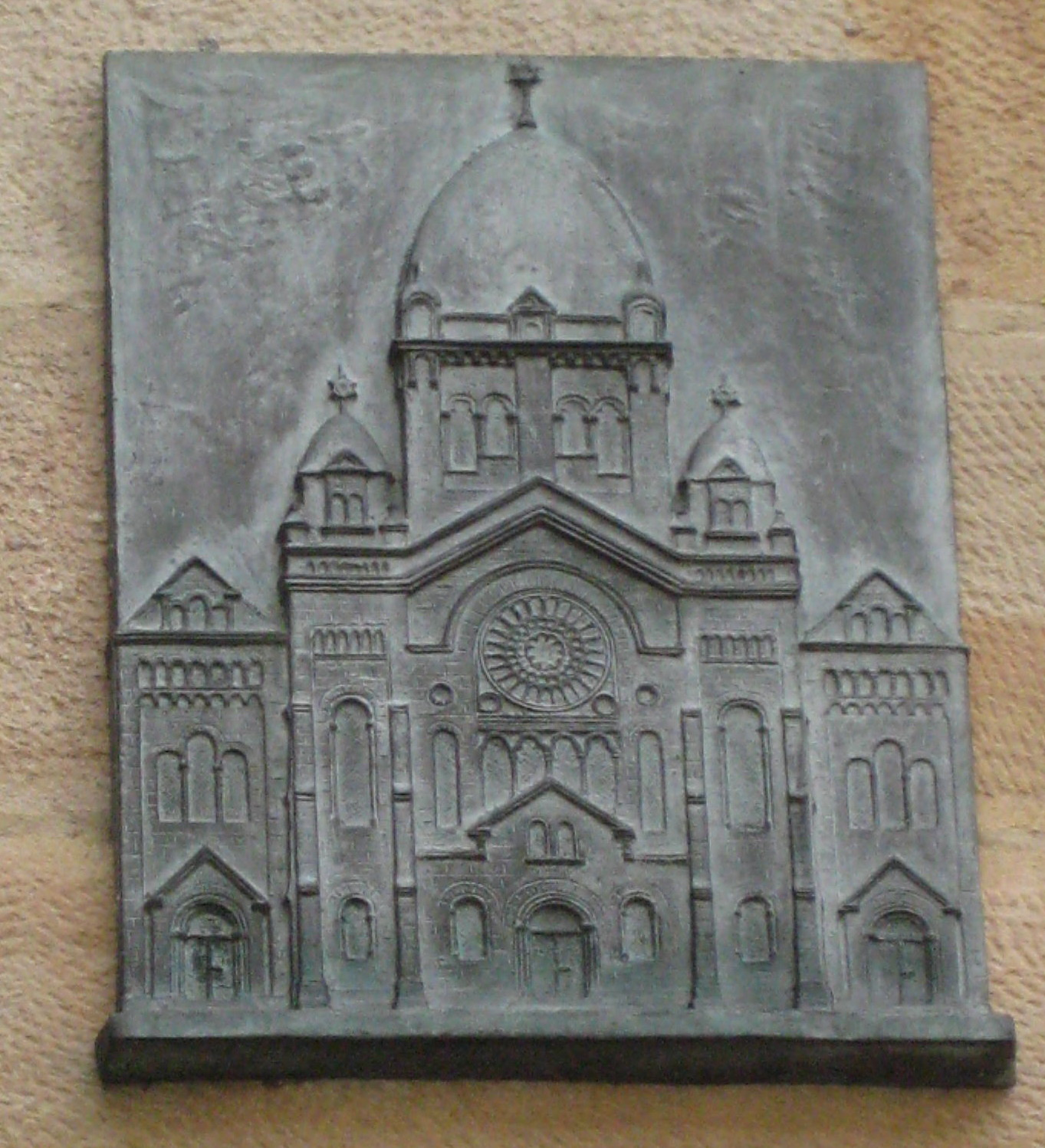
旧シナゴーグ記念プレート

旧シナゴーグは1906年に完成した。このシナゴーグは1938年11月9日のいわゆる「水晶の夜」に放火された。上級市長エーリヒ・ゲルトナーはその日の内に取り壊しを命じた。
19世紀に設けられたユダヤ人墓地は、早くも1927年10月に学生たちによって冒涜された。1938年11月には多くのユダヤ人商店が略奪され、ユダヤ人家族の住居が荒らされ、ユダヤ人墓地が冒涜された。1938年初めにはすでに、いわゆる「ユダヤ人の家」が設けられた。1941年12月12日に、まだ街に住んでいたユダヤ人190人の最初の移送が行われた。1893年から1906年にかけて建設されたアルテ＝シナゴーゲン通りのプロイセン王国時代の政庁に、旧シナゴーグを記念するプレートが設置された。略奪直前、オスナブリュックのユダヤ教会には約500人の信者がおり、フェリックス・ヌスバウムの家族もこれに含まれていた。
第二次世界大戦後、オスナブリュックには5人のユダヤ人が住んでいた。1969年にヴェストシュタットに新たなシナゴーグがオープンした。1991年までオスナブリュックには約90人のユダヤ人が住居を有した。旧ソ連邦からの難民受け容れによって、2005年にはユダヤ教会は1544人の信者を擁するまでになった。旧オスナブリュック県の建物に1978年から旧シナゴーグとその破壊に関する記念プレートが設置されている。ここでは毎年11月9日に水晶の夜に対する悔悟の花輪が捧げられ、カッディーシュが唱えられる。
1986年にユダヤ人墓地が再び冒涜された。2004年に旧シナゴーグ跡地に加え、ユダヤ人学校の基礎壁にも新たな記念碑が設けられた。

## 行政

### 首長
オスナブリュック市のトップは、14世紀から「ラート」（ドイツ語: Rat、参事会、現代ドイツ語では「議会」を意味する）であった。ラートは「アルター・ラート」と「ジッツェンダー・ラート」に分けられていた。「ビュルガーマイスター」（ドイツ語: Bürgermeister、現代ドイツ語では「市長」を意味する）は議会の代表であった。司教に対抗して市は早くから様々な自由権を獲得していたが、完全な帝国自由都市の権利を有してはいなかった。フランスに併合された後はメリー制（フランス語: Mairie、フランスの市町村長制度）となり、ハノーファー時代には「フェアヴァルトゥングスビュルガーマイスター」（ドイツ語: Verwaltungsbürgermeister、「行政市長」）とユスティツビュルガーマイスター (ドイツ語: Justizbürgermeister、「司法市長」) が市のトップになった。1851年、ハノーファー都市法が発効した。その後、多くが「オーバービュルガーマイスター」(ドイツ語: Oberbürgermeister、「上級市長」) の肩書きを持つ市長が立てられた。国家社会主義の時代には市長は NSDAP によって指名され、エーリヒ・ゲルトナーがその職に就いた。
1946年以降、上級市長はその時点のニーダーザクセン自治体法に基づき選出された。最初は2頭制の北ドイツ議会制度に倣って名誉職であったが、1997年から単独で専任の行政トップとなった。最初の専任上級市長には、SPD のハンス＝ユルゲン・フィップが就任し、1997年から2006年まで務めた。彼はその6年前から名誉職の上級市長を務めていた。2006年の選挙では、やはり SPD のボリス・ピストリウスが上級市長に選ばれた。ピストリウスは2013年2月19日に新たなニーダーザクセン州内務大臣に就任した。2013年9月22日の選挙では、いずれの候補も過半数を獲得できなかった。10月6日の決選投票ではオスナブリュック出身のビルギット・ボルネマン (SPD) 候補と、ミンデン (ヴェストファーレン) 出身のヴォルフガング・グリーゼルト候補 (CDU) が戦った。グリーゼルトが有効投票の 54.8 % を獲得して勝利した。この選挙の投票率は 41.8 % であった。2021年9月26日の上級市長選挙決選投票でカタリーナ・ペッターは 56.09 % の票を獲得して、対立候補のアネッテ・ニーマンに勝利し、新たな上級市長に選出された。この選挙投票率は 60.25 % であった。
第二次世界大戦後の首長を以下に列記する。
上級市長:
- 1945年: ヨハネス・ペーターマン
- 1945年: ヴィルヘルム・ローゼンブロック
- 1945年 - 1946年: ヴィリー・フォルブレヒト
- 1946年: アドルフ・クレフト
- 1946年 - 1948年: ハインリヒ・ヘルリツィウス
- 1948年 - 1949年: アドルフ・クレフト
- 1949年 - 1951年: ハインリヒ・ヘルリツィウス
- 1951年 - 1952年: フリードリヒ・ヤンセン
- 1952年 - 1956年: ハインリヒ・ブッデンベルク
- 1956年 - 1959年: ヘルムート・ドレッシャー
- 1959年 - 1972年: ヴィリー・ケルヒ (SPD)
- 1972年 - 1981年: エルンスト・ヴェーバー (SPD)
- 1981年 - 1985年: カール・メラー (CDU)
- 1985年 - 1991年: ウルズラ・フリック (CDU)
- 1991年 - 2006年: ハンス＝ユルゲン・フィップ (SPD)
- 2006年 - 2013年: ボリス・ピストリウス (SPD)
- 2013年 - 2021年: ヴォルフガング・グリーゼルト (CDU)
- 2021年 - : カタリーナ・ペッター (CDU)

事務総長（ドイツ語: Oberstadtdirektor、2頭制時代の行政責任者）:
- 1946年 - 1953年: ヴィリー・フォルブレヒト
- 1953年 - 1960年: ヴァルター・ヴェーゲナー
- 1960年 - 1972年: ヨアヒム・フィッシャー
- 1972年 - 1983年: ライムント・ヴィンマー
- 1983年 - 1995年: ディールク・マイヤー＝プリース
- 1995年 - 1997年: イェルク・ハーヴァーケンパー（彼の退任後、市のトップは上級市長に一元化された）

### 議会
| 政党       | 政党                                           | 2021年     | 2021年  | 2016年     | 2016年  | 2011年     | 2011年   | 2006年     | 2006年 |
| 政党       | 政党                                           | 得票率 (%) | 議席数  | 得票率 (%) | 議席数  | 得票率 (%) | 議席数   | 得票率 (%) | 議席数 |
| ---------- | ---------------------------------------------- | ---------- | ------- | ---------- | ------- | ---------- | -------- | ---------- | ------ |
| Grüne      | 同盟90/緑の党                                  | 29.21      | 14      | 18.15      | 9       | 20.91      | 11       | 12.11      | 6      |
| CDU        | CDU                                            | 25.64      | 13      | 37.59      | 19      | 45.17      | 18 38.41 | 19         |        |
| SPD        | SPD                                            | 23.34      | 12      | 24.89      | 13      | 29.88      | 15       | 34.73      | 18     |
| FDP        | 自由民主党                                     | 6.40       | 3       | 5.93       | 3       | 4.61       | 2        | 9.96       | 5      |
| Linke      | 左翼党                                         | 4.63       | 2       | 4.76       | 2       | 3.43       | 2        | 2.54       | 1      |
| BOB        | Bund Osnabrücker Bürger                        | 3.50       | 2       | 3.70       | 2       | -          | -        | -          | -      |
| AfD        | ドイツのための選択肢                           | 1.92       | 1       | -          | -       | -          | -        | -          | -      |
| Die PARTEI | パルタイ                                       | 1.62       | 1       | -          | -       | -          | -        | -          | -      |
| Volt       | Volt Deutschland                               | 1.42       | 1       | -          | -       | -          | -        | -          | -      |
| UWG        | Unabhängige Wählergemeinschaft Osnabrück-Stadt | 1.25       | 1       | 1.82       | 1       | 2.90       | 1        | 2.26       | 1      |
| dieBasis   | Basisdemokratische Partei Deutschland          | 0.70       | 0       | -          | -       | -          | -        | -          | -      |
| Piraten    | ドイツ海賊党                                   | -          | -       | 1.88       | 1       | 2.03       | 1        | -          | -      |
| BIG        | Bündnis für Innovation und Gerechtigkeit       | -          | -       | 0.53       | 0       | 0.84       | 0        | -          | -      |
| DMD        | Demokratische Mitte Deutschlands               | -          | -       | 0.53       | 0       | -          | -        | -          | -      |
| ödp        | エコロジー民主党                               | -          | -       | -          | -       | 0.22       | 0        | -          | -      |
| EB         | 無所属                                         | 0.37       | 0       | 0.23       | 0       | -          | -        | -          | -      |
| 合計       | 合計                                           |            | 50      |            | 50      |            | 50       |            | 50     |
| 投票率     | 投票率                                         | 53.35 %    | 53.35 % | 51.23 %    | 45.86 % | 45.86 %    | 47.12 %  | 47.12 %    |        |

### 紋章
オスナブリュック市の紋章は、銀地に6本スポークの静止した黒い車輪が描かれている。市の旗は、黒い縁取りのある白地に、車輪が描かれている。
オスナブリュック司教領の意匠としての車輪は、早くも13世紀から印章のデザインとして知られており、歴史とともに様々な様式に改編されてきた。最初は8本スポークで赤色であった。1946年から黒になった。その他には、6本スポークの、2本のスポークが水平に描かれている「動いている」車輪（紋章表現上、静止している車輪は2本のスポークが垂直になるように描かれる）のデザインがある。これは、中世のハンザで亜麻布製造の商標など国際的な取引の場で使われた。後には赤いデザインも現れた。現在、司教区の車輪は赤、市の車輪は黒で、ともに銀地の上に描かれる。
車輪は、神の馬車 (currus Dei) の一部を意味しており、時代につれ教会や使徒の徴として用いられた。13世紀の紋章には、車輪の他に聖堂の守護聖人として聖ペテロが描かれている。後に車輪だけが描かれるようになった。

### 姉妹都市
オスナブリュックは、多くの都市と姉妹都市協定や友好都市協定を結んでいる。外国の姉妹都市との間で、双方向に公式な市の使節を交換するのはドイツでもユニークなものとされている。若い男女が1年間姉妹都市の行政に従事するのである。これにより、その都度姉妹都市に起こっている問題を処理することができる。
オスナブリュックは以下の都市と姉妹都市/友好都市協定を結んでいる。
姉妹都市
- ハールレム（オランダ、北ホラント州）1961年
- アンジェ（フランス、メーヌ＝エ＝ロワール県）1964年
- ダービー（イギリス、ダービーシャー）1976年
- グライフスヴァルト（ドイツ、メクレンブルク＝フォアポンメルン州）1988年
- トヴェリ（ロシア、トヴェリ州）1991年
- チャナッカレ（トルコ、チャナッカレ県）2004年
- ヴィラ・レアル（ポルトガル、ヴィラ・レアル県）2005年

友好都市
- グミュント・イン・ケルンテン（ドイツ語版、英語版）（オーストリア、ケルンテン州）1971年
- エバンズビル（アメリカ合衆国、インディアナ州）1991年
- 光明市（大韓民国、京畿道）1997年
- 合肥市（中華人民共和国、安徽省）2006年

## 文化と見所

### 建築

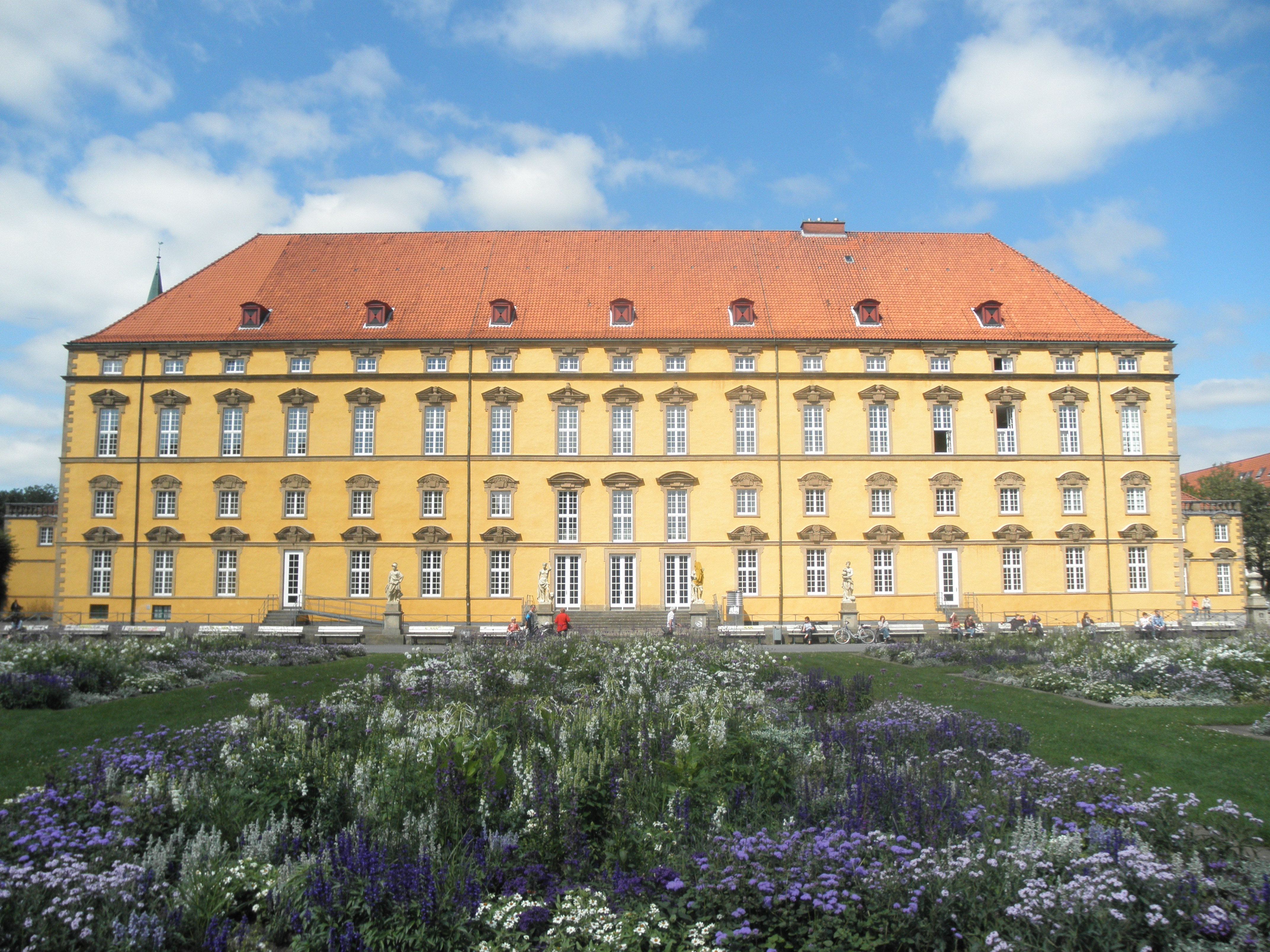
オスナブリュック城

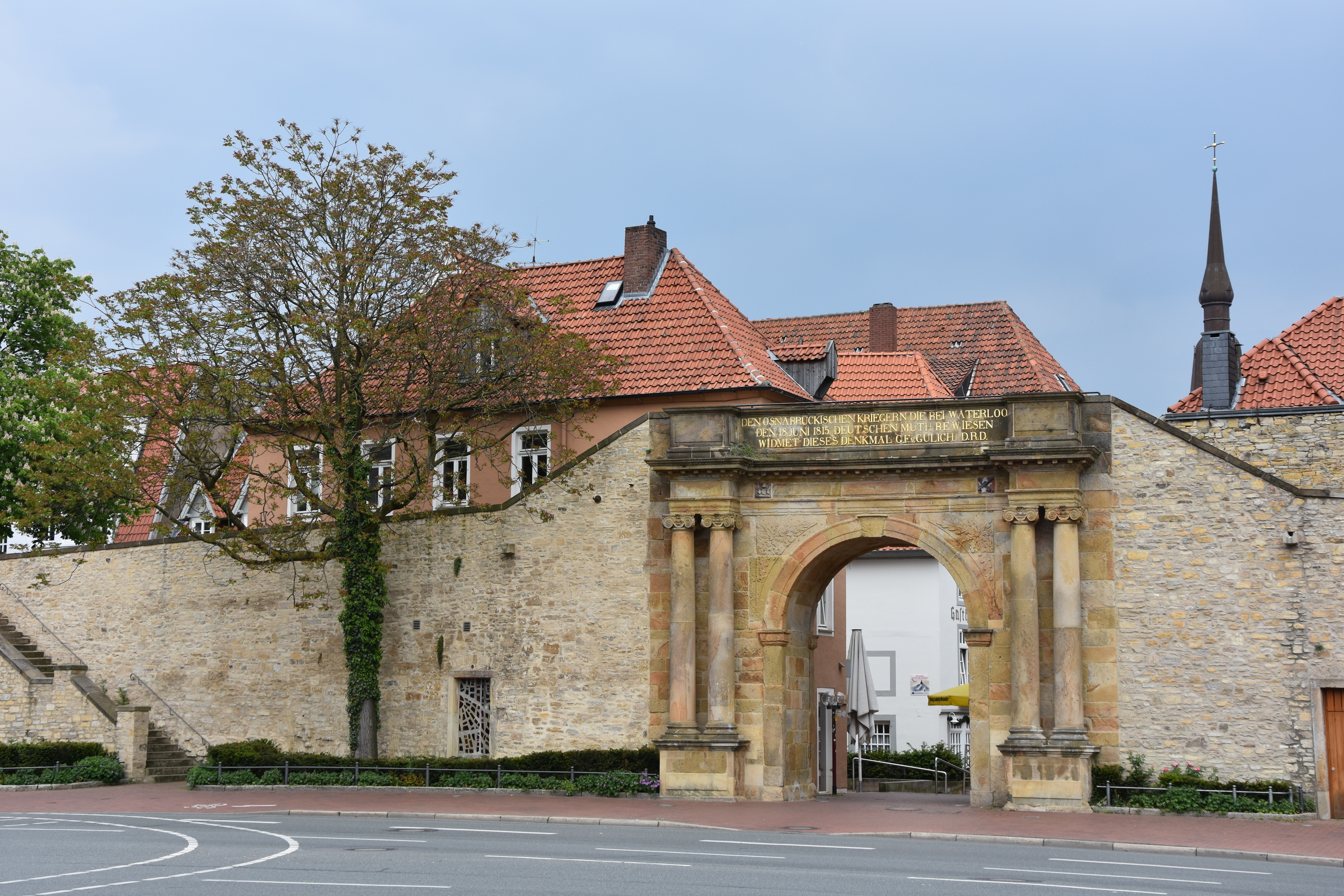
ワーテルロー門

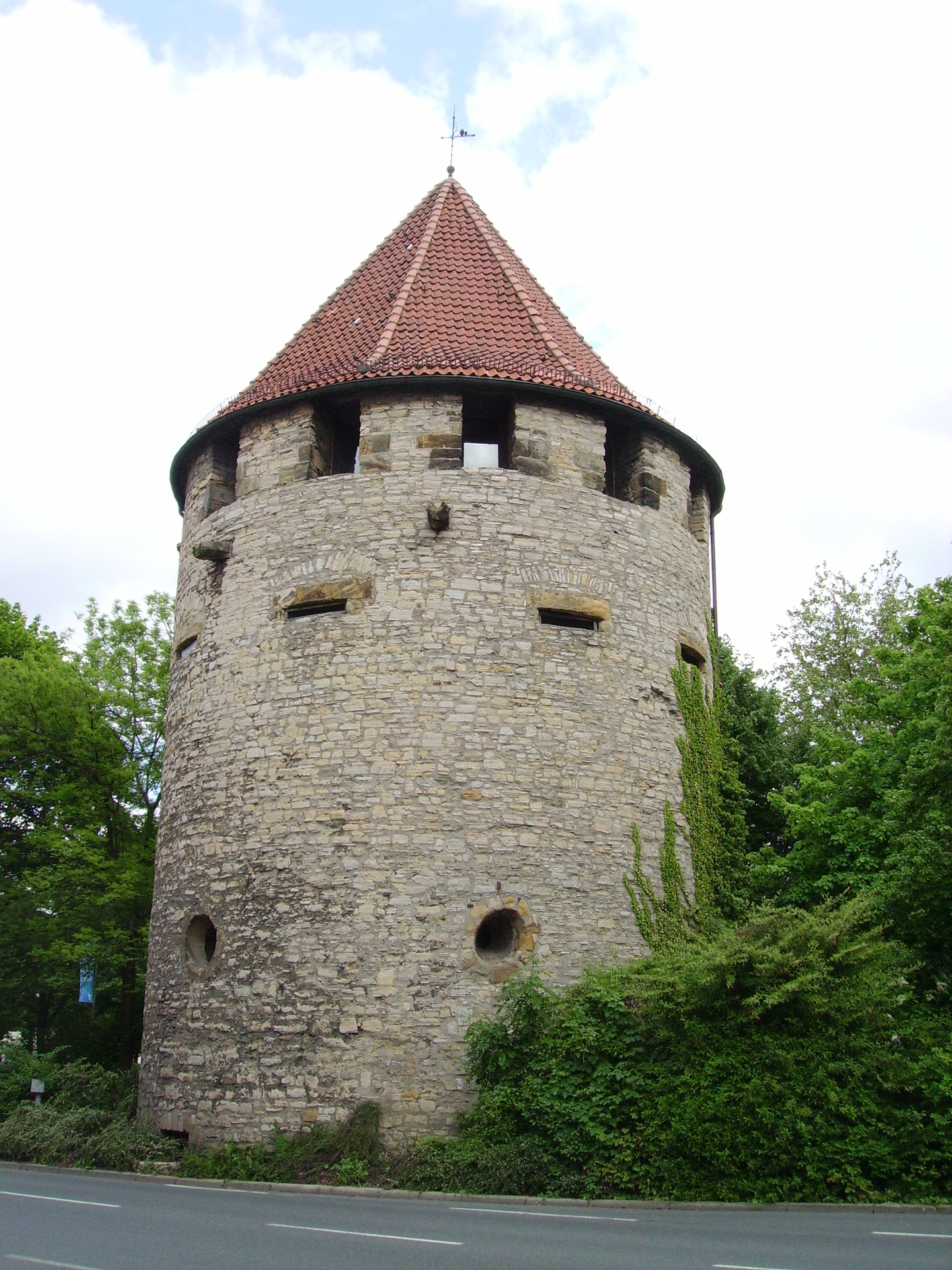
ビュルガーゲホールザム

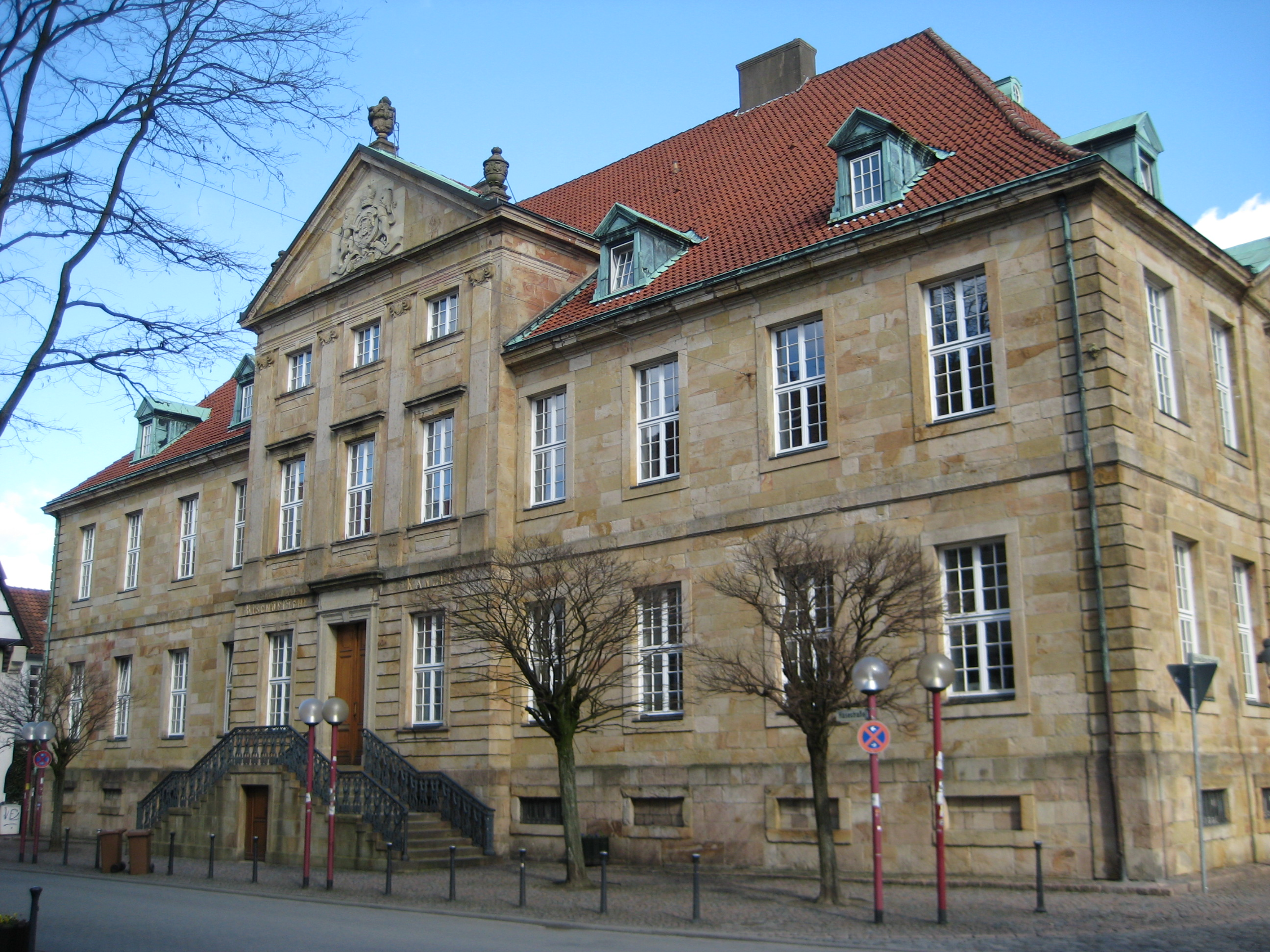
司教領主官房

オスナブリュック市庁舎はこの街の象徴的建造物である。この建物は、25年の工期の後、1512年に後期ゴシック様式で完成した。この市庁舎では、ミュンスター市庁舎とともに、1648年にヴェストファーレン条約が締結された。平和の間には現在、当時の領主やヨーロッパの使節の肖像画 42枚が掲げられている。宝物室では、1648年の条約文書の模本を見ることができる。
バロック様式のオスナブリュック城は17世紀後半に造られた。この城館は、プロテスタントの司教領主エルンスト・アウグスト1世フォン・ブラウンシュヴァイク＝リューネブルクとその妃ゾフィー・フォン・デア・プファルツの居城であった。この城館は、第二次世界大戦で外壁に至るまで破壊され、戦後に再建された。1953年からは教育大学として、1974年からはオスナブリュック総合大学の本部として利用されている。
ブックス塔は13世紀初めに市壁の見張り塔として建造された。中世には、塔内に牢獄が設けられていた。さらに、16世紀から17世紀の魔女狩りの時代には、拷問室としても使われた。
現在のヘーガー門は、防衛施設の外観をしのばせる。塔、門、堡塁、通路からなる防衛施設は、1815年頃に大部分が解体された。大部分の防衛施設が解体されたわずか2年後の1817年に、跡地にワーテルロー門が造られた。この門は、ワーテルローの戦いで奮闘したドイツ王軍のオスナブリュック兵士を記念して建設された。この門はゲルハルト・フリードリヒ・フォン・ギューリヒの寄進により、ヨハン・クリスティアン・ジークマンが設計した。この門には以下の銘文が刻まれている:「1815年6月18日にドイツの勇気を示したオスナブリュックの戦士たちにこの記念碑を捧げる。G. F. v. Gülich D.R.D.R.」この門には展望台が設けられており、そこからは旧市街の家並みを俯瞰することができる。展望台へはスロープと階段を使ってたどり着くことができる。ワーテルロー門周辺の広場は現在も主に「ヘーガー＝トーア」（ヘーガー門）と呼ばれている。それはここが旧市街からヘーガー地区への入り口にあたっていたためである。
聖マリエン教会は、聖堂とは異なり、市民の教会であった。800年頃に埋葬が行われていた現在の場所にあった木造の先行する教会に由来する。この教会は現存していない。10世紀から11世紀に単廊式のホール建築が建設され、早くも13世紀に両側廊が増築された。15世紀に内陣と内陣ヴォールトが付与された。13世紀からは、ゴシック様式のハレンキルヒェに改築された。この教会は市庁舎や市の秤量所とともに建築上の一体感を形成しており、現在もマルクト広場の外観を決定づけている。教会内には、13世紀の勝利の十字架や、1510年から1515年にアントワープで製作された主祭壇がある。内陣周辺には埋葬された人物の墓石があり、その中にはオスナブリュックの重要な官僚で弁護士でもあったユストゥス・メーザーの墓石もある。高さ 79 m の塔の、190段の階段を上るとオスナブリュックの街を一望できる。第二次世界大戦で完全に破壊された銅製の塔の先端は、1960年代初めに再建された。
聖ペーター聖堂は785年に現在の場所に建設された。ただし、現在の建物は1218年から1277年に造られたものである。この聖堂建築は後期ロマネスク様式で建設されている。この聖堂は元々双子の塔（同じ大きさの2本の塔）を有していたのだが、北西塔が15世紀に分厚いゴシック様式の塔に建て替えられた。内部には1225年製の青銅製の洗礼盤や12世紀末頃に創られた大きな勝利の十字架がある。高さ約 6 m、キリスト像の高さ 3.8 m のこの十字架は、この種のものとしてはヨーロッパ最大級のものの1つである。1210年から1233年まで聖堂の近くに、フローニンゲン出身の隠者で、後に列聖されたオスナブリュックのライナーが住んでいた。聖堂前には「レーヴェンプーデル」の像がある。
中世に創設された修道院が、ゲルトルーデンベルク修道院とドミニコ会聖十字架修道院である。これらの修道院は、1803年の帝国代表者会議主要決議によって廃止され、現存する建物は別の用途に使用されている。
ペルニッケル塔の建設時期は判っていない。この塔は13世紀前半に記録があり、狭間があることから判るようにペルニッケル水車を防衛するための監視塔として使われていた。この塔は19世紀以降住居として利用されていたため、内部は原形を留めていない。ペルニッケル水車は1891年に破壊され、ハーゼ川のすぐ近くの別の堤に再建された。
この他の都市防衛施設の塔としては、16世紀初めに造られたビュルガーゲホールザムが遺されている。
古典主義建築の時代は、1785年の司教領主官房の完成によって始まった。テンゲ家の住居および商店やグローセ通り 43番地の建物も古典主義建築である。
- 旧ゲルトルーデンベルク修道院のゲルトルーデン教会
- 教会
  - 聖ペーター聖堂オスナブリュック（上述）
  - カトリックの聖ヨハン教区教会
  - カタリーネン教会
  - ヘルツ＝イェズ教会
- ビュルガーブルンネン（市民の泉）
- ディーリンガー通り、ビール通り、レーデンホーフのロマネスク様式の石造建築

オスナブリュックにはかつてペータースブルク要塞や旧市庁舎があった。
- ブックス塔
- 聖マリエン教会の主祭壇
- 聖ペーター聖堂前のレーヴェンプーデル像
- ゲルトルーデンベルク修道院
- ペルニッケル塔
- グローセ通り43番地
- ビュルガーブルンネン

### 公共スペースの芸術作品

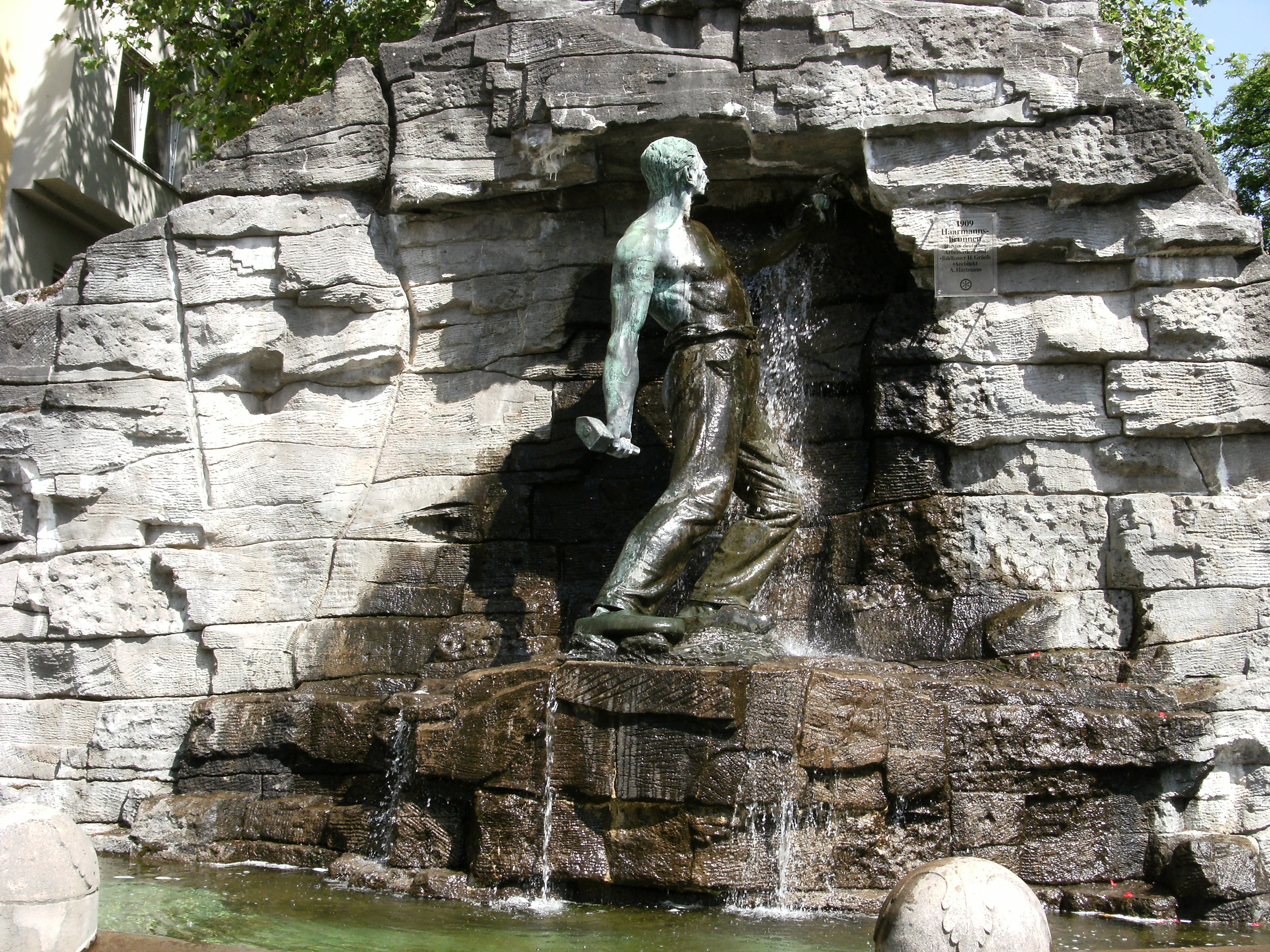
ハールマンの泉

オスナブリュックの最も重要な文化財の1つが、ヘレンタイヒスヴァルの「ハールマンの泉」である。鋼鉄工場主で市参事会員のアウグスト・ハールマンが1909年に寄贈したこの泉は、坑夫の仕事に対する記念碑である。等身大よりもやや大きい坑夫のブロンズ像を持つこの泉は、しばしば1893年にピースベルクで起こった鉱山事故と誤って関係づけられている。この事故は、ピースベルクで石炭採掘中に坑内出水が起き、多くの坑夫が命を落としたものである。
ヘレンタイヒスヴァルのエーバート＝エルツベルガー＝ラーテナウ記念碑は、ヴァイマル共和国の重要な3人の政治家（フリードリヒ・エーベルト、マティアス・エルツベルガー、ヴァルター・ラーテナウ）を記念したものである。抽象的な造形の記念碑の像は民主主義を象徴しており、3人の人物を顕彰したおそらくドイツで唯一の記念碑である。1928年にこの記念碑を建立することで政治権力への抵抗が示されたが、早くも1933年には突撃隊員によって像が撤去された。現在の像は1980年代初めに市によって再建されたものである。この記念碑の見取り図を密かに護ってきた勇気ある庶民のことを記した銘文が、再建された像内に記された。
都市建設監督官のエミール・ハックランダー（1800年 - 1902年）の設計によるシュトラスブルガー広場の記念碑は、1870年から1871年の普仏戦争にオスナブリュック侯領から参戦した戦没者のための記念碑である。この記念碑は1880年にノイマルクトに建立されたが、1928年にヴェスターベルク市区のシュトラスブルガー広場に移された。風刺めいたゲルマニア像は第二次世界大戦中に鋳つぶされた。現在のラーツギムナジウムの女生徒がデザインした「ディー・シュッツェンデ・トルジオーン」像を戴く記念碑は、独仏友好の記念碑である。
- エーバート＝エルツベルガー＝ラーテナウ記念碑
- ディー・シュッツェンデ・トルジオーン

### 動物園と公園

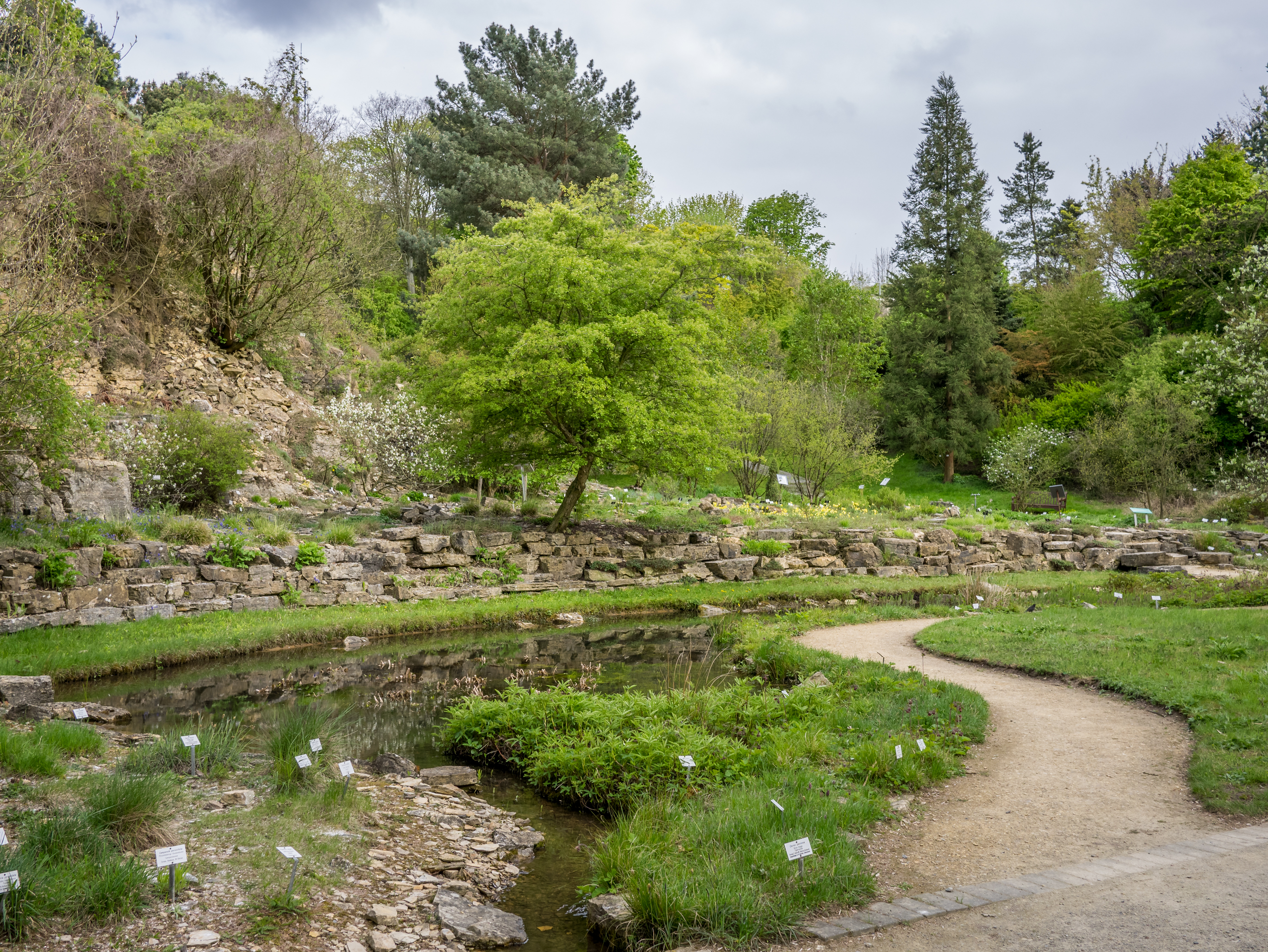
オスナブリュック植物園

- シェーラーベルク市区にオスナブリュック動物園がある。この動物園は1936年に地元の動物公園としてオープンした[48]。
- 1984年からオスナブリュック総合大学はヴェスターベルクで広さ 5.6 ha のオスナブリュック植物園を運営している[49]。
- オスナブリュック市で最も古い公共の公園は、旧市街北東部のゲルトルーデンベルクにある古木が植えられた市民公園である。樹木にはプレートがつけられており、樹木園の性格も有している[50]。

- オスナブリュック動物園の入り口
- 市民公園のモザイクのベンチと並木道

### 演劇
オスナブリュックには多くの劇場がある。

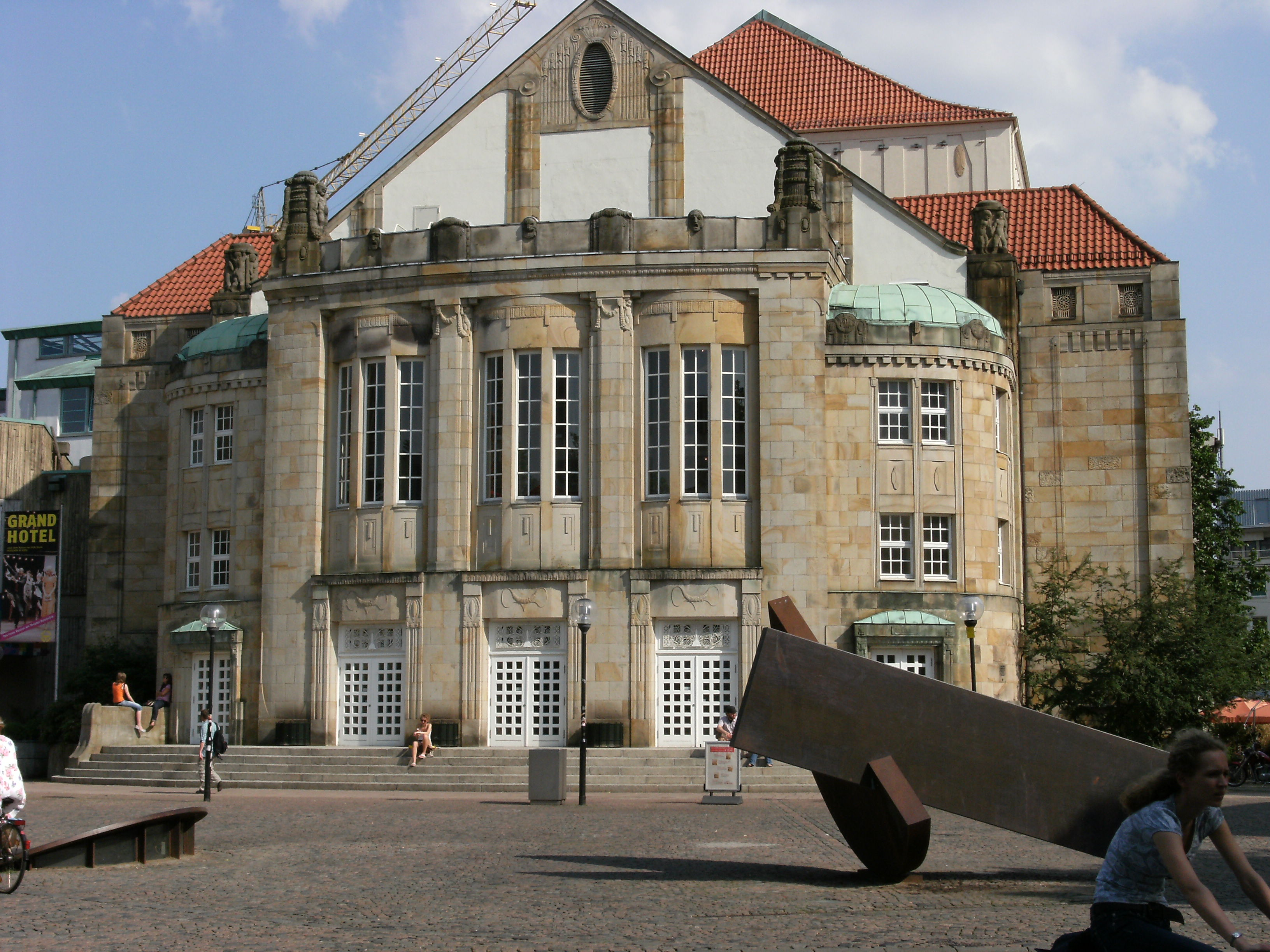
オスナブリュック劇場

- オスナブリュック劇場は、シュテティシェ・ビューネン・オスナブリュック gGmbHによって運営されている。
- プローベビューネ e.V.[51] は、エルスト・ウンオーデントリッヒェ室内劇場[52]で活動するアマチュアの演劇団である。
- 人形劇場
- ヴォックストルプ低地ドイツ語演劇団は定期的に公演を行っている。英語の劇団も存在している。

### 音楽

#### オーケストラ
- オスナブリュック交響管弦楽団[53]

#### 合唱団
- オスナブリュック・バッハ合唱団 e.V.
- ヨハニス合唱団 e.V.
- オスナブリュック青年合唱団 e.V.[54]
- マリエンカントライ・オスナブリュック[55]
- 女声合唱団ヴィヴァ・ラ・ムジカ e.V.[56]
- オリジナル・オスナブリュッカー・ウィンドジャマー＝シャンティーコーラス

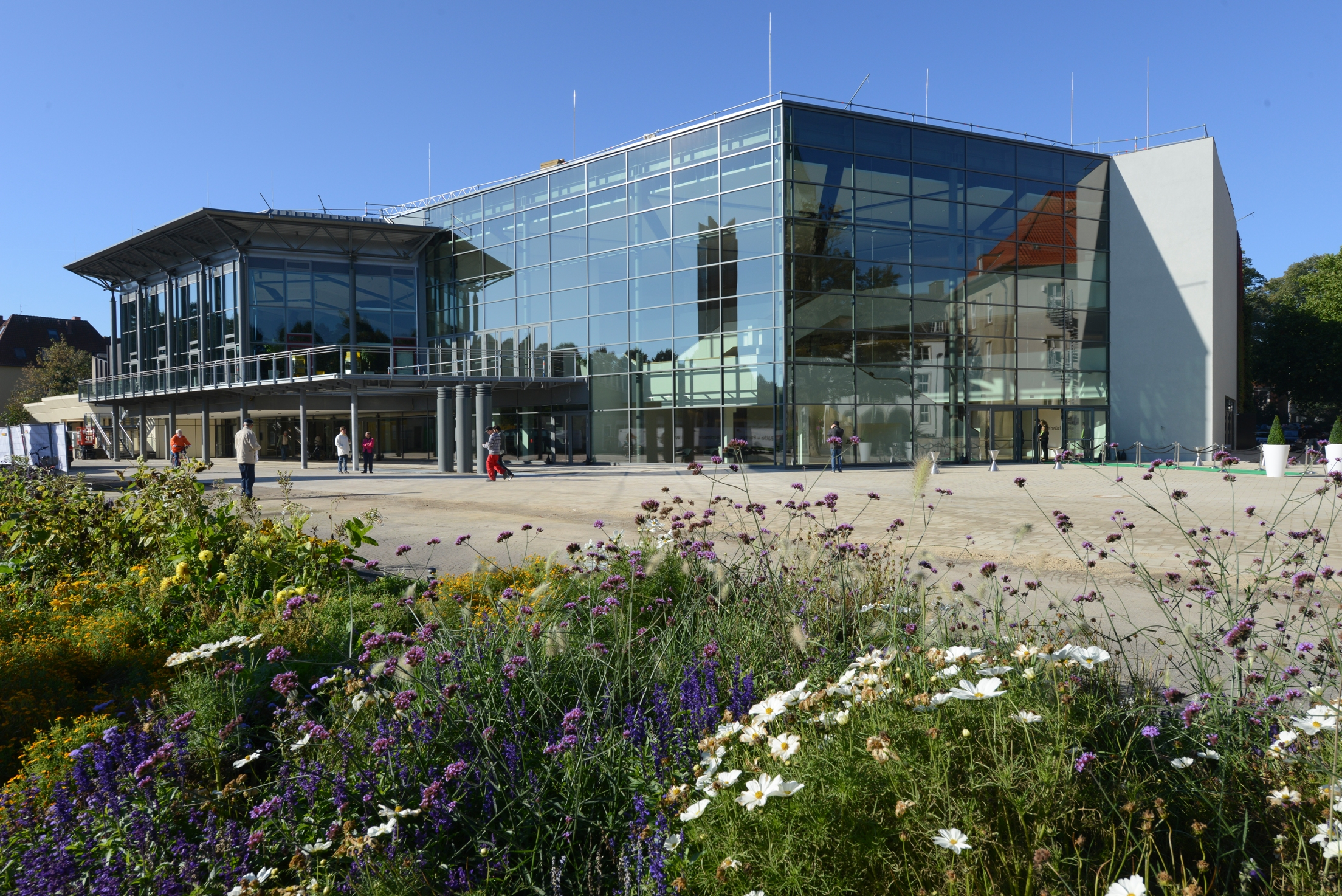
オスナブリュックハレ

### 文化センター
- ラーガーハレ・オスナブリュック[57]
- 自治センター「SubstAnZ」[58]
- オスナブリュックハレ（旧オスナブリュック市立ホール）[59]
- フライラウム・ペータースブルク（2007年から）は、「文化保護地区」としても知られている[60]。

### 博物館・美術館
- 司教区博物館の聖堂宝物室[61]
- エーリヒ・マリア・レマルク平和センター[62]
- フェリックス＝ヌスバウム＝ハウス[63]
- オスナブリュック文化史博物館[64]
- オスナブリュック芸術ホール[65]

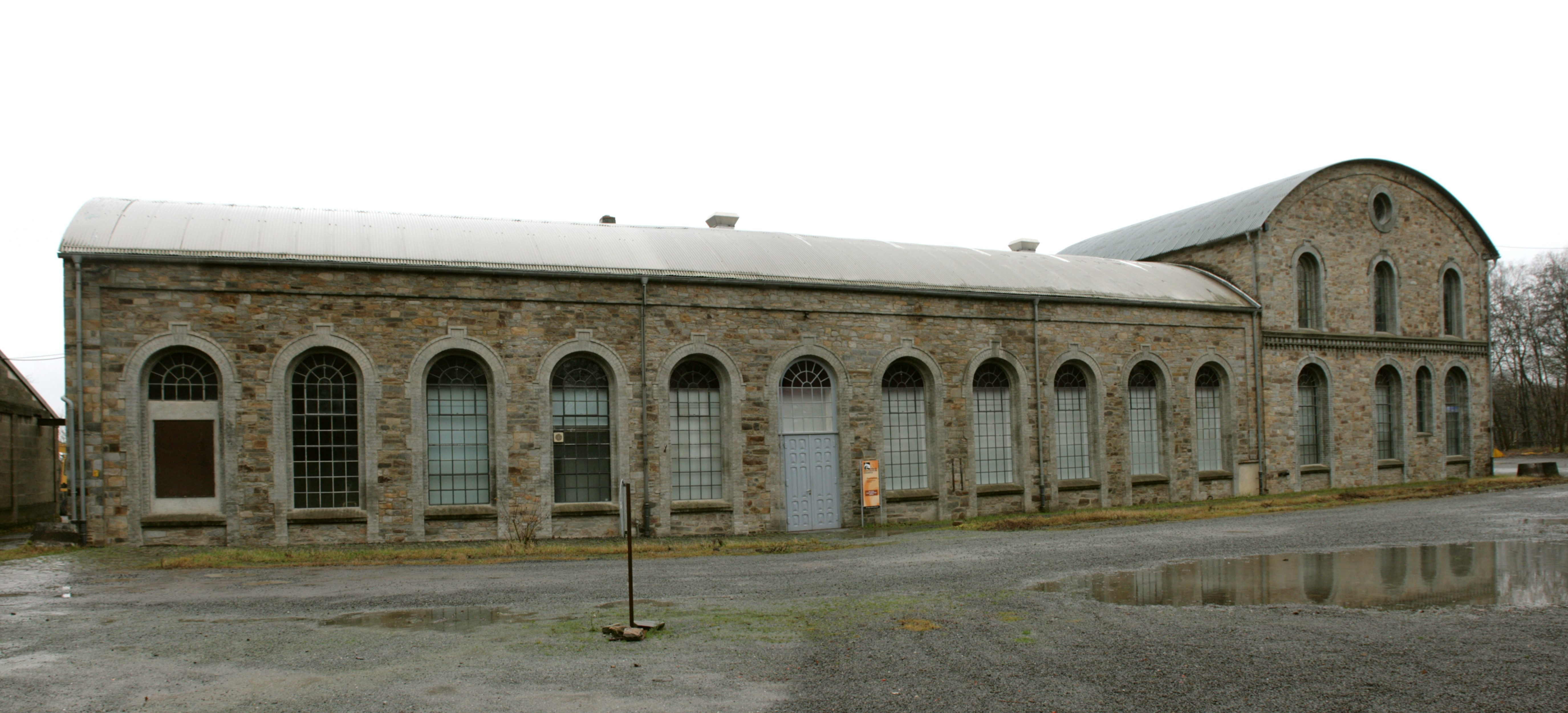
工業文化博物館の外観

- アム・シェーラーベルク博物館: 自然、環境、プラネタリウム[66]
- ピースベルク工業文化博物館[67]
- オスナブリュック＝ピースベルク坑内鉄道博物館[67]

- 聖堂宝物室
- オスナブリュック文化史博物館
- オスナブリュック文化ホール
- アム・シェーラーベルク博物館
- 工業文化博物館の展示室

### 映画
- シネマ・アートハウス - 5スクリーンのシネマコンプレックス
- シネスター・フィルムパラスト（旧UFA-パラスト）- 7スクリーンのシネマコンプレックス
- フィルムパサージェ・オスナブリュック - 9スクリーンのシネマコンプレックス
- フィルムテアター・ハーゼトーア - 1スクリーンの芸術映画・プログラム映画上演館

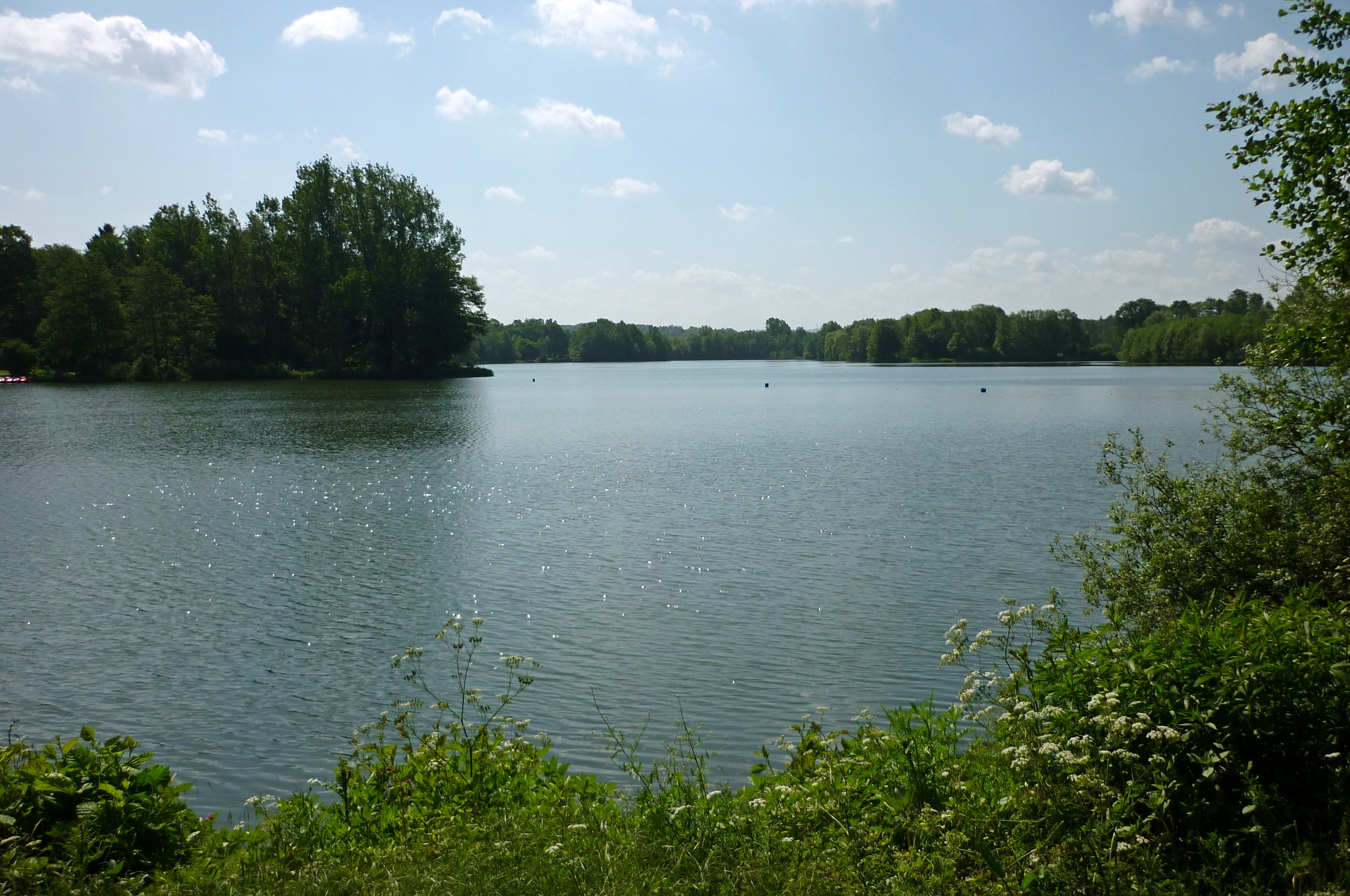
ルッベンブルーフ湖

### レジャー
エーファースブルク市区の南西部およびアッターとヴェスターベルクとの境界に、森、草地、ルッベッンブルーフ湖を有する大きなレジャー地がある。オスナブリュック＝アッターハイデ飛行場も多くの部分が自然とふれあう地域になっている。

### ストルパーシュタイン
2006年12月にオスナブリュック市議会は、ケルンの芸術家グンター・デムニヒのアイデアであるストルパーシュタイン（つまづきの石）を設けることを決定した。これは国家社会主義独裁制の犠牲者をしのび、その当時の住居や職場に名前を刻んだ小さなプレートを埋め込むものである。このプロジェクトは2007年11月から2013年3月まで行われ、192個のストルパーシュタインが設置された。

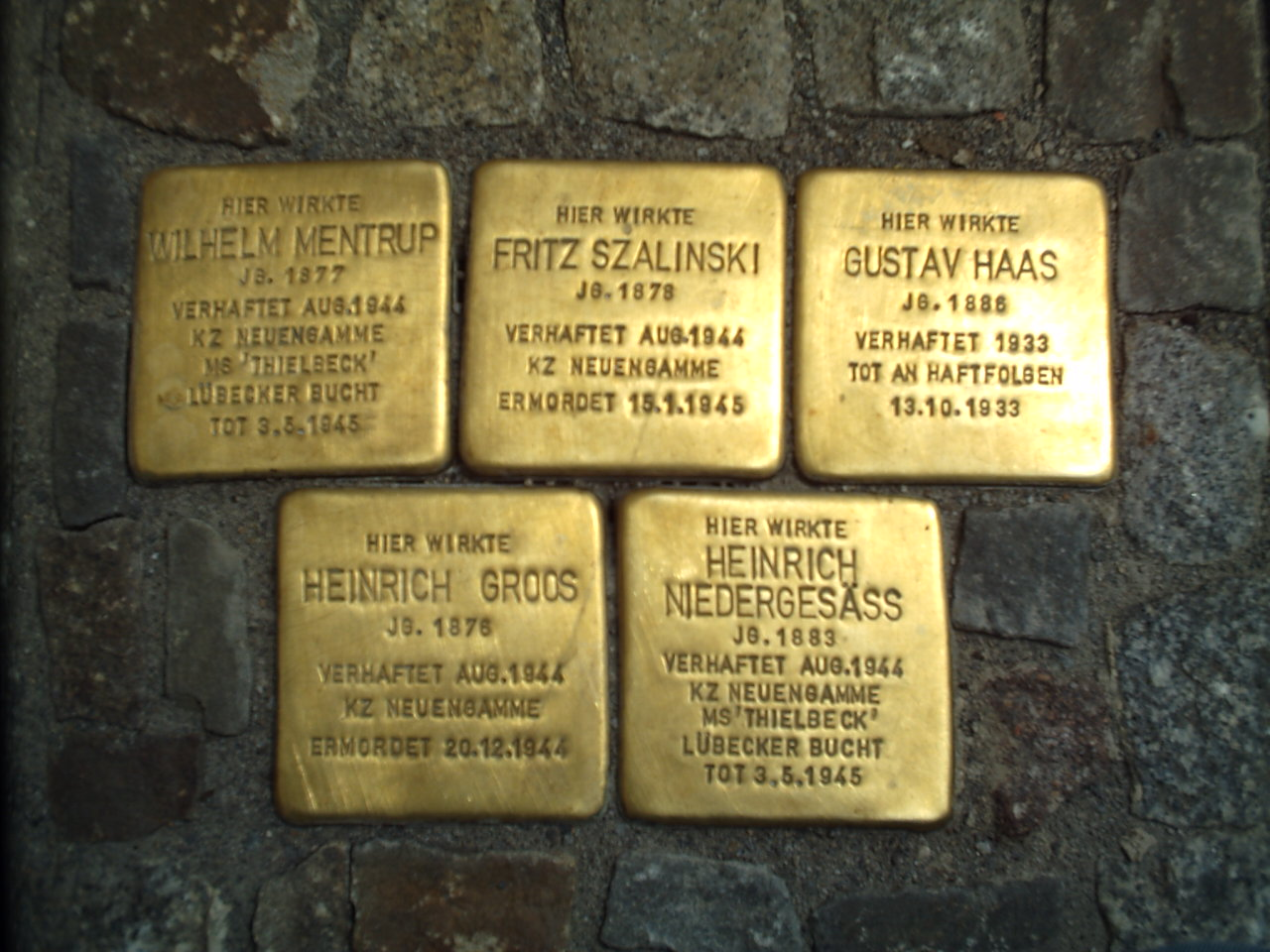
オスナブリュック＝コレギーンヴァルのストルパーシュタイン

### 歴史的墓地

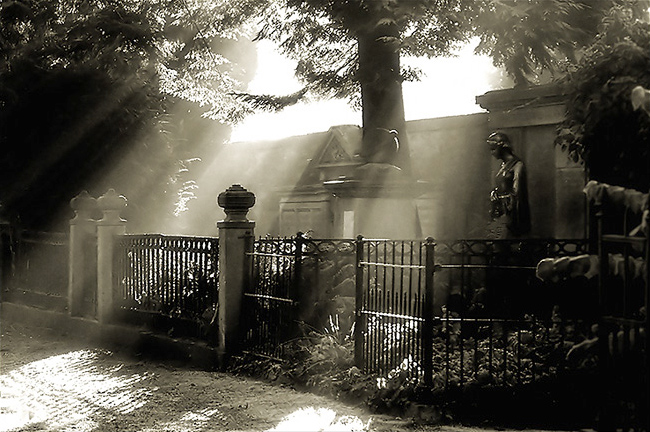
ヨハニス墓地

#### ハーゼ墓地とヨハニス墓地
両墓地は1808年に、衛生上の理由から当時の市の外側に設けられた: ハーゼ門前のハーゼ墓地とイーブルガー通りのヨハニス墓地である。ジェローム・ボナパルト王の命令によって1808年から内市街での埋葬が禁止された。
最も古い部分の埋葬者は、主に裕福で古くからの土着の家族の一員たちである。これらの人物たちは壁沿いに埋葬されている。中央部では社会的階級が低い人たちが最後の眠りに就いている。
ハーゼ墓地の最も古い門は、19世紀初めの典型的なシンボルを示している。すなわち、死と眠りを意味する聖霊が2人の子供の姿で門柱に刻まれている。この他に強調されているのは花を象った石、たとえば永遠の眠りを意味するケシの実や、キリストの血を意味するワインなどの深遠な象徴である。最後の埋葬は1995年に行われた。

### 年中行事
主な年中行事を以下に列記する。
- 1月: 「ハントギフテンターク」[69]

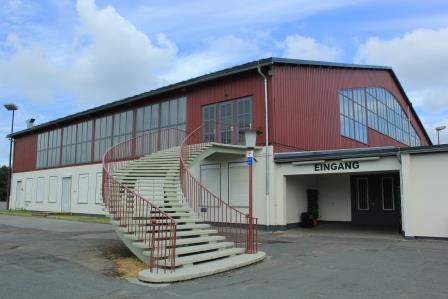
春と秋の歳の市が開催されるハレ・ガルトラーゲ

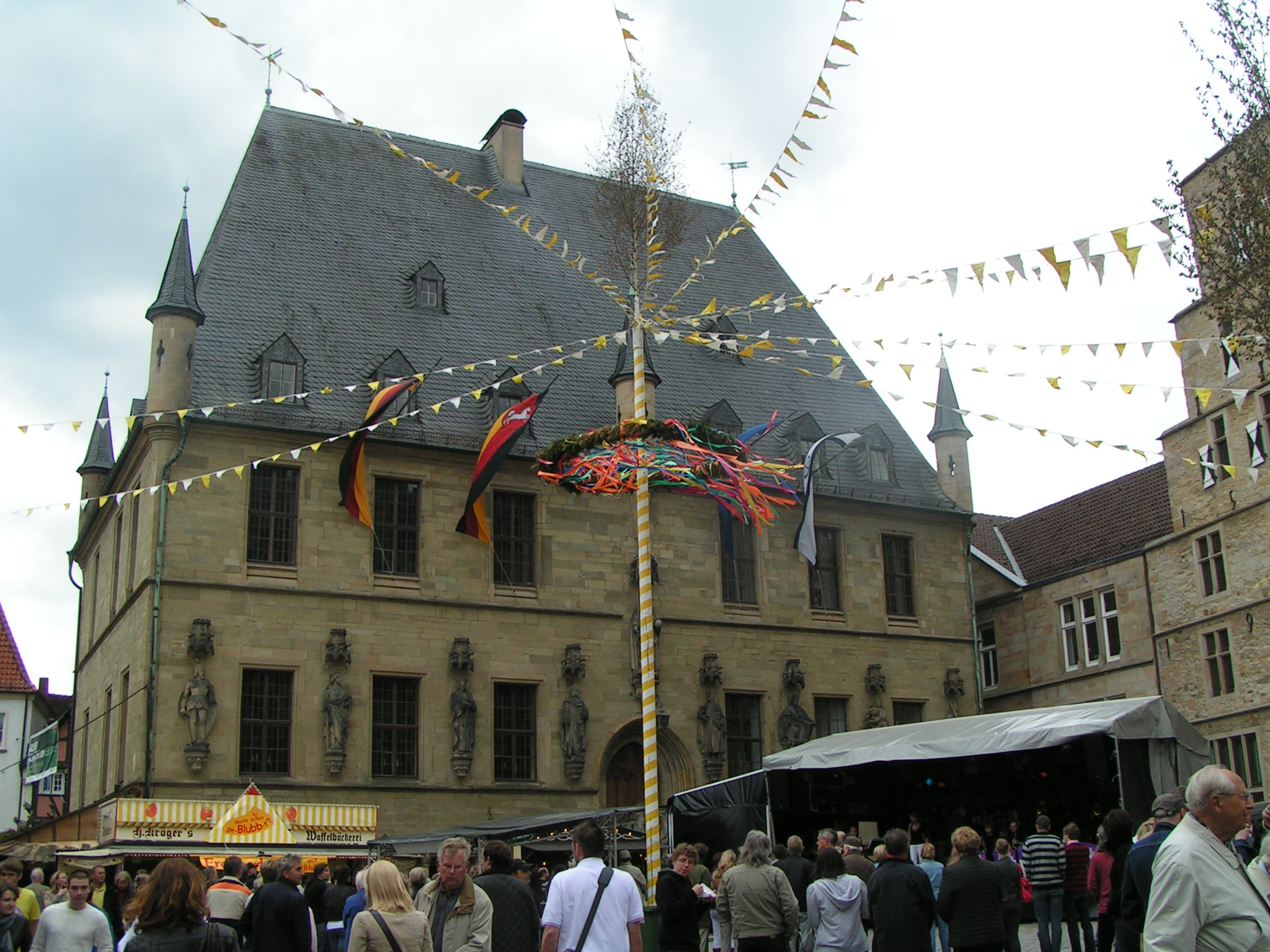
オスナブリュックの5月週間

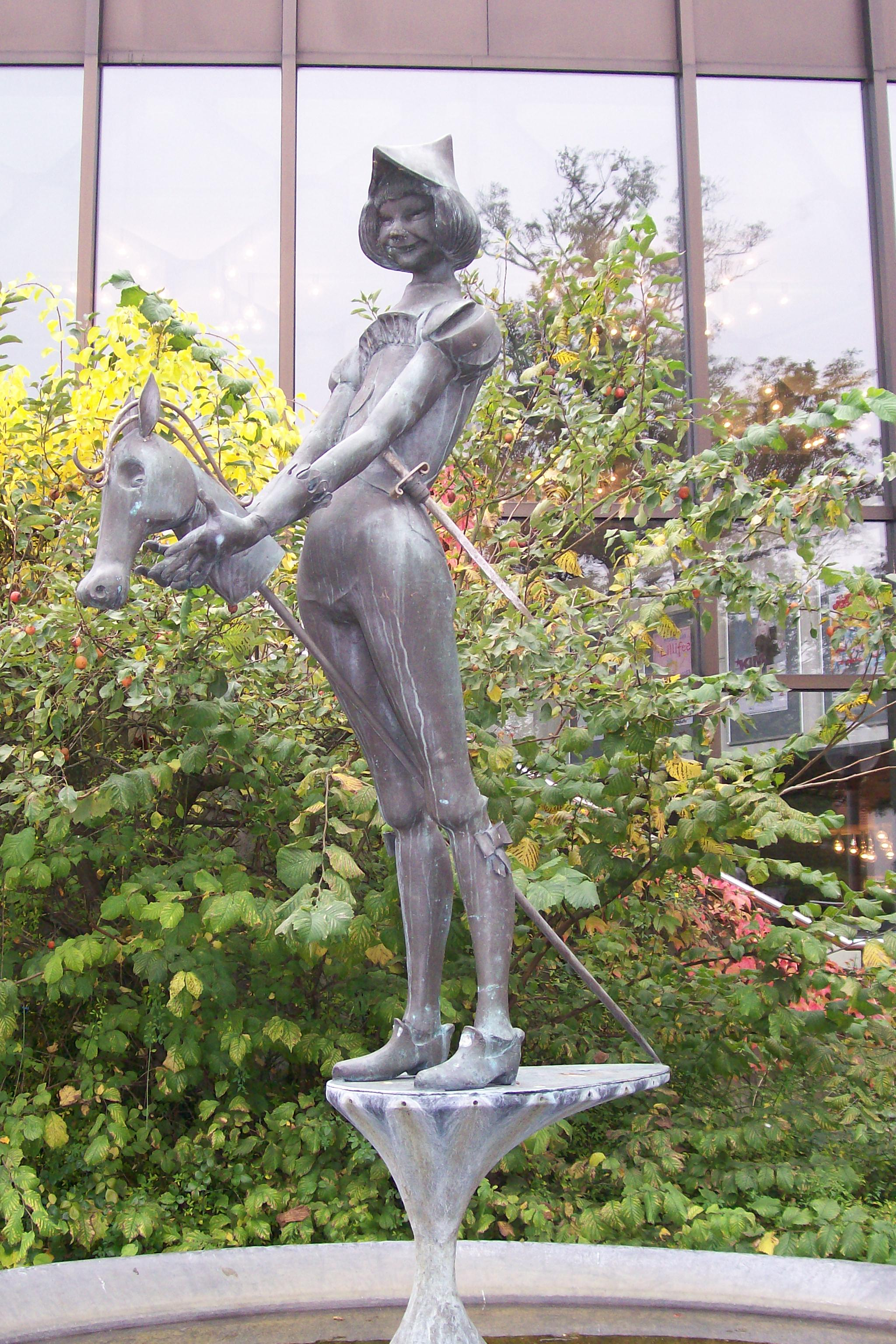
市立ホール前のシュテッケンプフェルトライター像

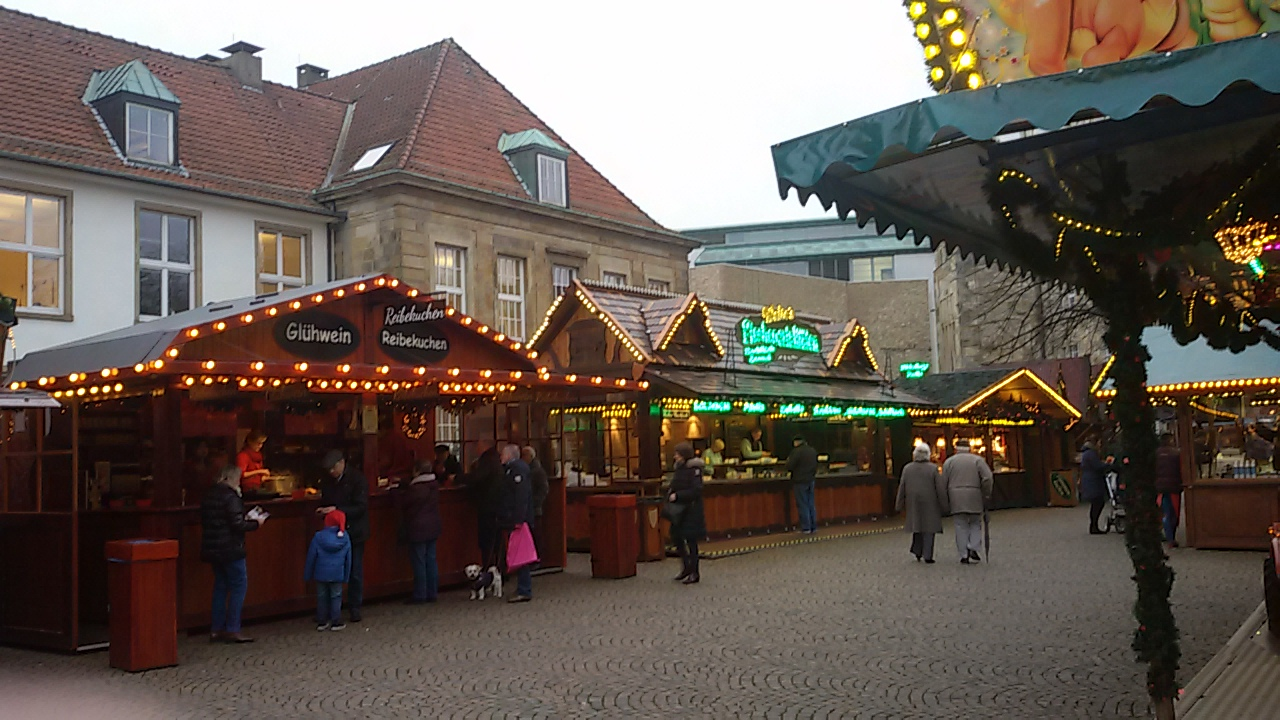
オスナブリュックのクリスマスマーケット

- バラの月曜日の前の土曜日: 「オッセンザムスターク」（約10万人が見学する大規模な謝肉祭のカーニバル）。日曜日に移動させて「オッセンゾンターク」として祝うかどうか議論されている[70]。
- 復活祭前: ハレ・ガルトラーゲでの「春の歳の市」
- 復活祭前: オスナブリュックの室内楽の日[71]
- 4月: ヨーロピアン・メディア・アート・フェスティバル[72]
- 4月 - 5月: オスナブリュック＝ベルゼおよび切手と貨幣の大交換会（オスナブリュックハレ）
- 5月: 内市街での5月週間[73]とハーゼ通り祭
- 5月: ゲイ・イン・メイ - 同性愛者の文化の日[74]
- 5月と9月: それぞれの第1週末に内市街で大規模な夜のがらくた市（土曜日の夜から日曜日の日中まで）が開催される。
- 夏: 文化の夜、オスナブリュックの民俗、射撃、郷土祭
- 6月: アフリカ＝フェスティバル（2年ごと）[75]
- 6月末、7月初め: オスナブリュック＝ナーネのナーナー・ヴァルトバーンでの国際モーターバイク芝コースレース
- 7月: ヨハニス通り祭
- 6月 - 8月: 「オスナブリュックの街の夏」市の夏の文化プログラム[76]
- 8月第1土曜日: 「ディー・ゴルデーネン・ゼーゲ」- オスナブリュックのストリート音楽祭[77]
- 8月: シュロスガルテン・オープン・エアー（ロック・ポップミュージックの2日間の音楽祭）は2015年から毎年8月の週末に城館庭園で開催されている[78]。
- 8月末: ワインフェスト
- 8月末/9月初め: 2007年から2年ごとにハーゼ川沿いでリヒターフェスト（光の祭）が開催される。
- 9月初め: エルスト・ウンオーデントリッヒェ室内劇団の演劇祭[79]
- 9月: モルゲンラント・フェスティバル・オスナブリュック（ドイツ語版、英語版）[80]
- 9月: ジョブメッセ・オスナブリュック（2004年から毎年）
- 9月: オスナブリュック不動産メッセ（毎年）
- 9月: ピースベルクの山祭[81]（ピースベルクガー・ゲゼルシャフツハウス、オスナブリュック＝ピースベルク坑内鉄道博物館 e.V.、工業文化博物館）とピースベルク炭坑駅でのオスナブリュック・ウンター・ダムプフ（オスナブリュック蒸気機関車愛好会 e.V. の蒸気機関車祭）[82]とが、1年ごとに交互に開催される。
- 9月 - 10月: inter.kult - 2年ごとに開催される文化週間
- 10月: オスナブリュック自主映画祭[83]
- 10月: シュテッケンプフェルトライテン[訳注 1]とクリンゲンデス・ラートハウス（平和祭と習俗祭）
- 10月末/11月初め: ハレ・ガルトラーゲでの秋の歳の市
- 11月: オスナブリュックのキャバレー祭
- 11月: 新日本映画祭、2年ごと[84]
- 12月: クリスマスマーケット[85]と旧市街の多くの家屋のイルミネーション
- 12月: オスナブリュック＝ベルゼおよび切手とコインの大交換市（オスナブリュックハレ）[86]
- 年に数回開かれるオスナブリュックの平和スピーチ[87]

### 自然文化財
- エーファーのオーク: 胸の高さにおける幹周りは 7.24 m である（2014年現在）[88]。

### スポーツ

#### スポーツクラブ
以下のリストは主なクラブをアルファベット順に列記したもので、すべてのクラブを挙げているわけではない。
| - AMGオスナブリュック - ASCオスナブリュック・タイガー - オスナブリュック・バドミントン・クラブ 82 - エーファースブルク球技クラブ - BBCブラック・ブルズ・オスナブリュック - BCジャイアンツ・オスナブリュック - ブラウ＝ヴァイス DJK シンケル - BSGオスナブリュック - ドイツ・アルペン協会オスナブリュク支部 - アイゼンバーナー体操・スポーツクラブ・オスナブリュック 1926 e.V. - FCコンコルディア - ジャイロライブ・パートナーズ・オスナブリュック (OSC) | - GSVオスナブリュック - オスナブリュッカー漕艇クラブ - オスナブリュッカー・スポーツクラブ - オスナブリュッカーTB - ピースベルガーSV - ポストSVオスナブリュック - ロート＝ヴァイス・ズットハウゼン - RSCオスナブリュック - オスナブリュック水泳クラブ04 - SCボスナ - シュピールフェライン16 - SSCドーデスハイデ - SVアッター | - SVアイントラハト・オスナブリュック - SVエーファースブルク - SVヘレルン - SVラーゼンシュポルトDJKオスナブリュック - TC VfLオスナブリュック - TSGブルク・グレーテシュ - TuSハステ 01 - TSVヴィドゥキントラント - TVヤーン・オスナブリュック 1897 - VfLオスナブリュック - VfRヴォックストルプ - オスナブリュック・ウォータースポーツクラブ - ツェン・ヴ・オスナブリュック |

ほとんどのクラブがオスナブリュック市スポーツ連盟に加盟している。

#### スポーツ施設

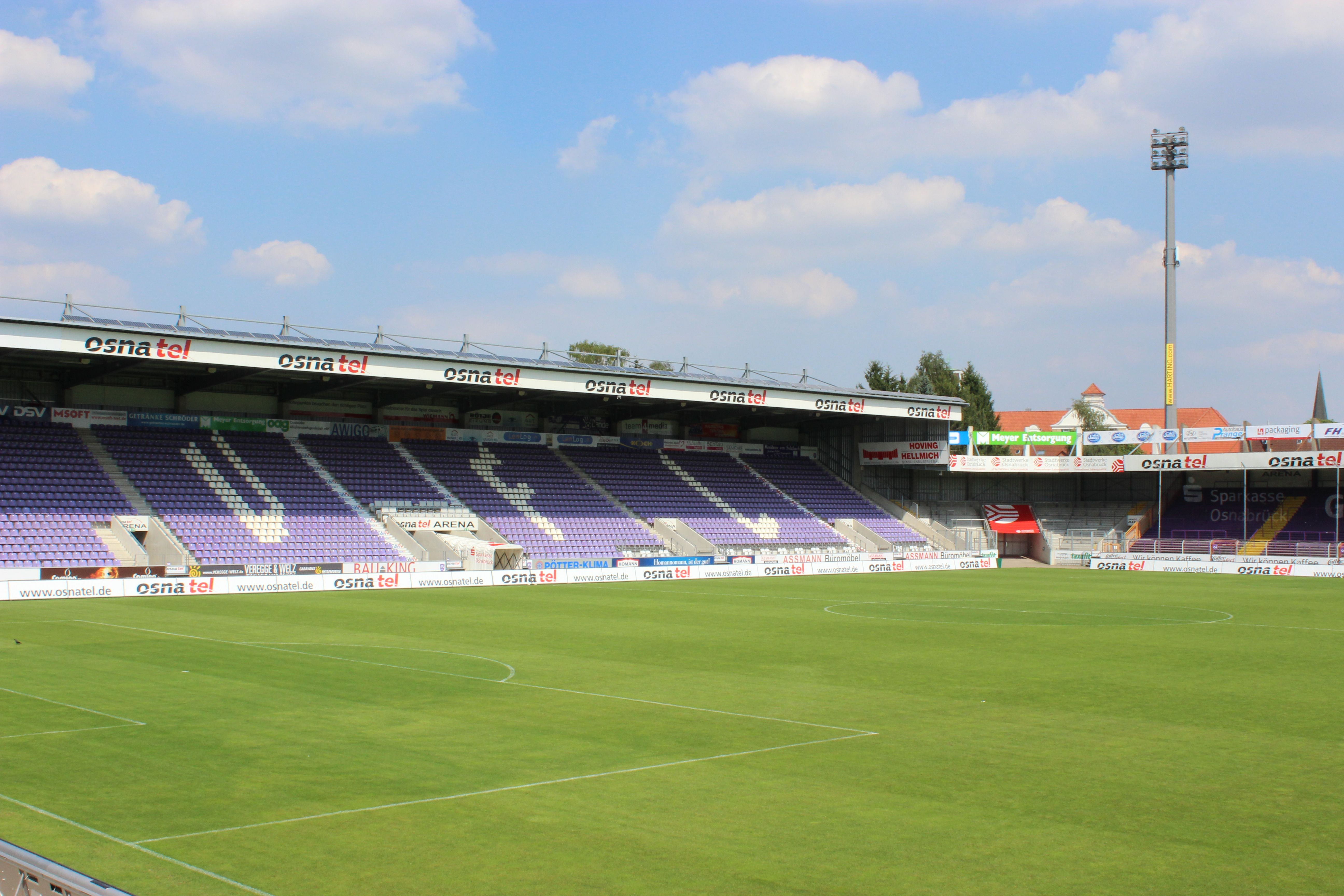
シュターディオン・アン・デア・ブレーマー・ブリュッケ

- オスナブリュックのほとんどすべての市区に、体育館や、芝上でのスポーツ・球技・陸上競技のためのスポーツ施設があり、地元のスポーツクラブが利用している。
- オスナブリュックで最も広く、重要なサッカースタジアムが、「シュターディオン・アン・デア・ブレーマー・ブリュッケ」（旧オスナテル＝アレーナ）である。VfL オスナブリュックはこのスタジアムでホームゲームを行っている。
- VfL オスナブリュックのトレーニング施設で、オスナブリュックの学校スポーツや陸上競技の中心となるのがヴェストシュタット市区のイロスヘーエ・スポーツパークである。
- 最も大きな体育館は、ヴュステ市区のシュロスヴァルハレである。
- 水泳競技には、オスナブリュック施設局が運営するネッテバート、モスカウバート、シンケルバートの3つの公共スイミングプールがある。自然の水浴場にはアッター湖が利用される。
- 漕艇競技にはオスナブリュック・シュティヒ運河で行われる。エーファースブルク地区にはこのための艇庫がある。
- ゾンネンヒューゲル市区には、アイススポーツホールとインドア電動カートコースがある。
- ナーナー・ヴァルトバーンでは、定期的にグラスバーン・レースが開催される。
- オスナブリュックにはゴルフ場がない。最寄りのゴルフ場はロッテとビッセンドルフにある。

### グルメ

#### 週の市
シンケル、ゾンネンヒューゲル、シェーラーベルクの各市区やレーデンホーフおよびヨハニス教会では定期的に週の市が開催される。ドームホーフでの週の市は特に伝統的なものである。

#### レストラン
グルメレストラン「ラ・ヴィ」は2011年11月に、ミシュラン=レストランガイドで三つ星を獲得した。2006年11月にゴー・ミヨ・ガイドブックはシェフのトーマス・ビューナーをドイツ5位に挙げ、「ラ・ヴィ」に最高位である4つの帽子を贈った。このレストランのオーナーはユルゲン・グロスマンである。彼はかつて RWE AG の代表責任者、ゲオルクスマリエンヒュッテ・ホールディング GmbH の共同経営者、フォルクスワーゲン AG の監査役員を務めた人物である。

#### 名物料理・食材

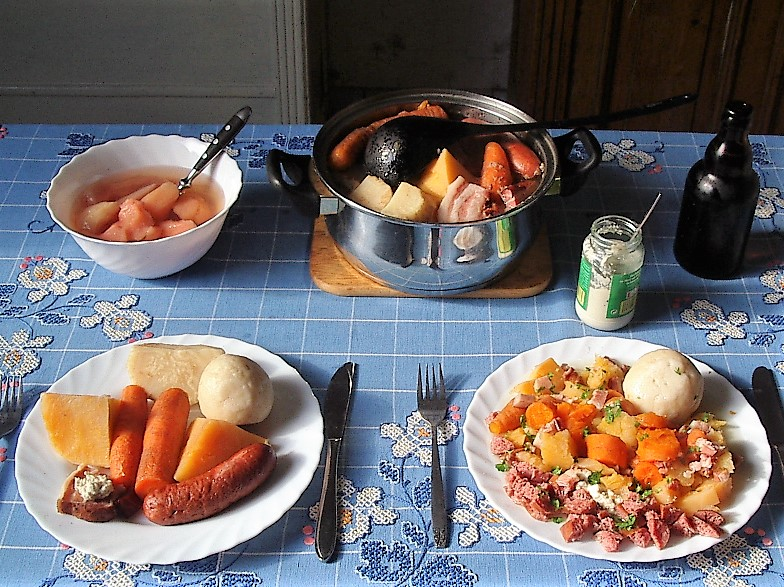
ラマンケンアイントプフ

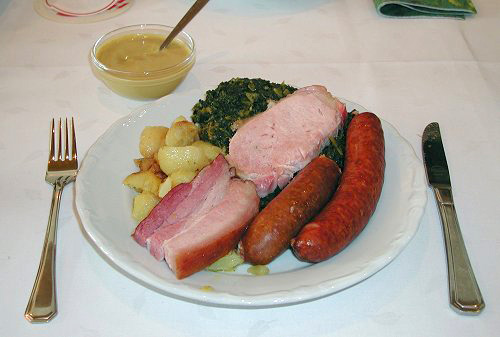
グリュンコール

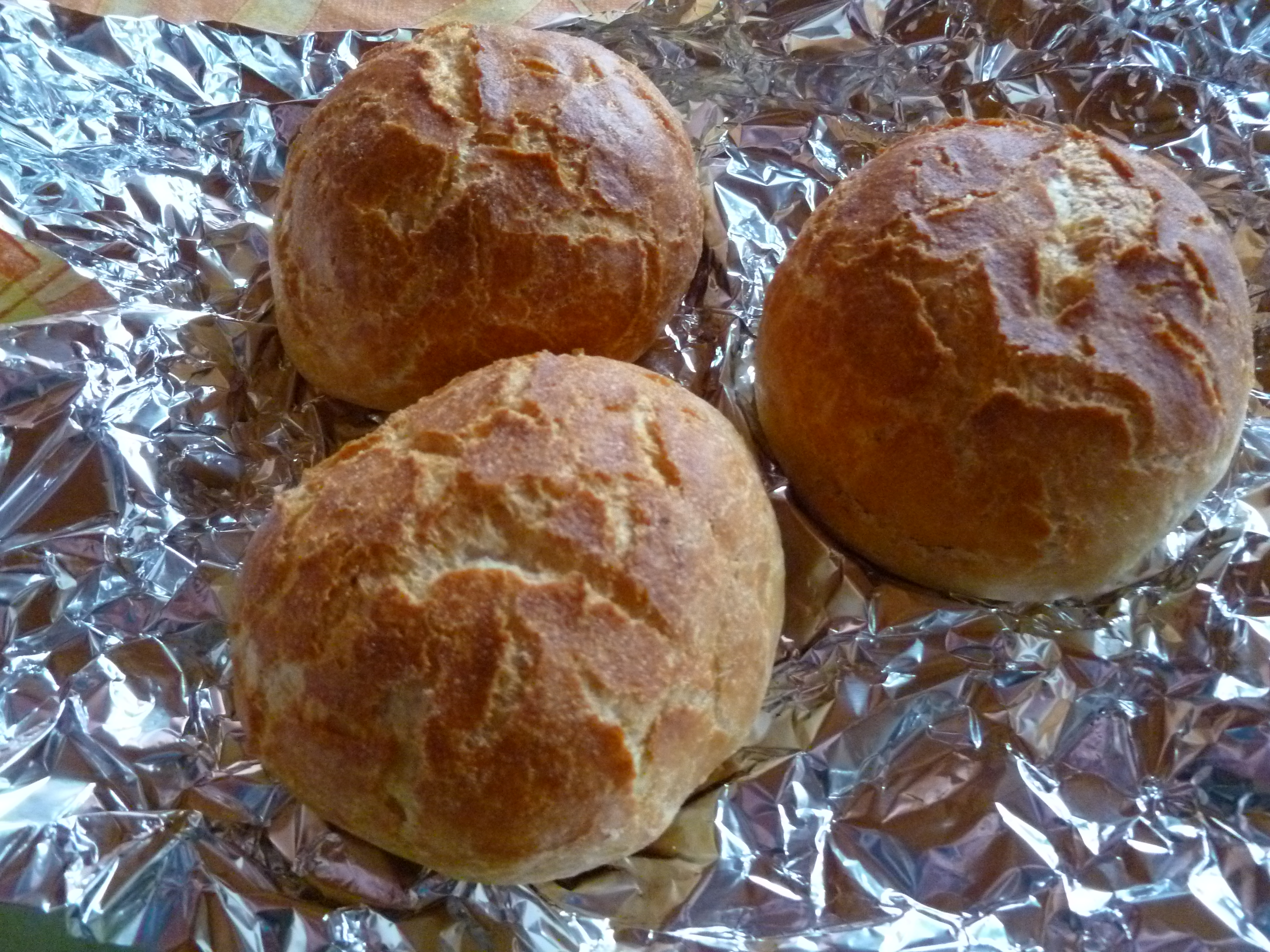
シュプリングブレッチェン

オスナブリュック地域の料理は、特にニーダーザクセンやヴェストファーレンの料理の影響を受けている。この地域の典型的な料理には、たとえば、以下の者が挙げられる:
ラマンケン: ありふれたルタバガ（スウェーデンカブ）で作る「ラマンケンアイントプフ」という煮込み料理がある。ルタバガはオスナブリュック地域では「ラマンケン」と呼ばれ（コールリューベとも呼ばれる）、秋になると伝統的な「ラマンケンアイントプフ」に用いられる。この料理にはルタバガの他に、ジャガイモ、ソラマメ、インゲンマメ、エンドウマメ、ニンジン、ネギ、セロリなどが使われる。最後の仕上げに甘く煮たセイヨウナシを添える。
グリュンコール（ケール）は伝統的な冬の食材である。毎年11月から2月がオスナブリュックのグリュンコールの季節である。かつては貧しい人々を支える料理であったが、現在では、特に肉の付け合わせとして美味な食材である。コールには特別なスパイスが用いられ、人気のコールヴルストに添えられる。コールを用いてベジタリアン向けの食事を調理することもできる。グリュンコールは、オスナブリュック地域では通常、カッセラー、コールヴルスト、ピンケル、新鮮な太い焼きソーセージ、油で炒めたジャガイモとともに供される。
ヴルステブロート はオスナブリュック地域の典型的な料理である。ヴルスト（ソーセージ）は血、粗挽きのライムギ、脂身の多いベーコン、豚肉、小麦粉、調味料で作る。これを薄く切って、ラードやバターで焼いてパンとともに食す。ヴルステブロートも伝統的に冬の料理である。かつては秋に家畜をつぶして作ったものである。
シュトプゼルはこの地域の典型的な冬の料理である。この料理は豚肉（特に茹でたブタの頭や足）、ブイヨン、挽き割り穀粒で作る。滋味に富んだシュトプゼルは、フライパンで炒めてパンとともに供されるか、あるいは茹でてウスターソースをかけてジャガイモやビートとともに食される。シュトプゼルは極めて栄養豊富で、ヴルステブロートと同様に秋に家畜をつぶした際に作られた。
プンパーニッケルは、オスナブリュックやその周辺地域ではしばしば「シュヴァルツブロート」（黒パン）とも呼ばれる。この種のパンは早くも1450年頃の飢餓の際に、都市領主の命令で都市農民が費用を出して貧しい人々のためのパンとして焼いたもので「bonum paniculum」、すなわち「おいしい小さなパン」と名付けられた。ラテン語が分からない民衆がこの bonum paniculum から、初めては「ボンパーニッケル」、その後「プンパーニッケル」と呼ぶようになった。オスナブリュックには古いパーニッケル塔が現存している。ここに貧しい人々のために bonum paniculum を焼くパン釜が設けられていた。
シュプリングブレッチェン (ドイツ語: Springbrötchen) は、焼き菓子のひび割れた (ドイツ語: aufspringen) 表面からその名が付けられた。これはオスナブリュック地域特産の小さなパンで、この地域でのみ提供されている。ひび割れた表面は、仕上げの生地に対する叩き方の違いによって生まれる。仕上げの生地には柔軟化剤の ABC-膨張剤（重炭酸アンモニウムを主成分とする）が含まれているため、全体的にややふっくらとした味わいが得られる。
ヘーデヴェッゲン（低地ドイツ地方では「ハイスヴェッケ」（直訳「温かいヴェッケン」）と呼ばれるが、それにもかかわらず通常は冷たい料理である）は、ビスケットに似たレーズン入りのパンである。やや脂肪分が高く、レーズンの他に砂糖漬けのシトロンの果皮も入れる。オスナブリュックではコーヒーや紅茶とともに好んで食され、特に謝肉祭の季節に人気である。
この他に、オスナブリュックにちなんだ「オスナブリュッカー・レネッテ」というリンゴの種類がある。

### 栄誉、褒賞
オスナブリュック市は、市民やその他の人々に対して多くの褒賞を行っている。
- ユストゥス＝メーザー＝メダル[94]
- エーリヒ＝マリア＝レマルクー平和賞[95]
- カリカチュア作家やカートゥーン作家のフリッツ＝ヴォルフ若手奨励賞
- 社会融和のためのYilmaz-Akyürek賞[96]
- エリーザベト＝ジーゲル賞[97]
- オスナブリュック市平和映画賞
- キッドクラージェ賞 - 「誰かのために強くなる」をモットーに行われるオスナブリュック市民グループのプロジェクト

### その他

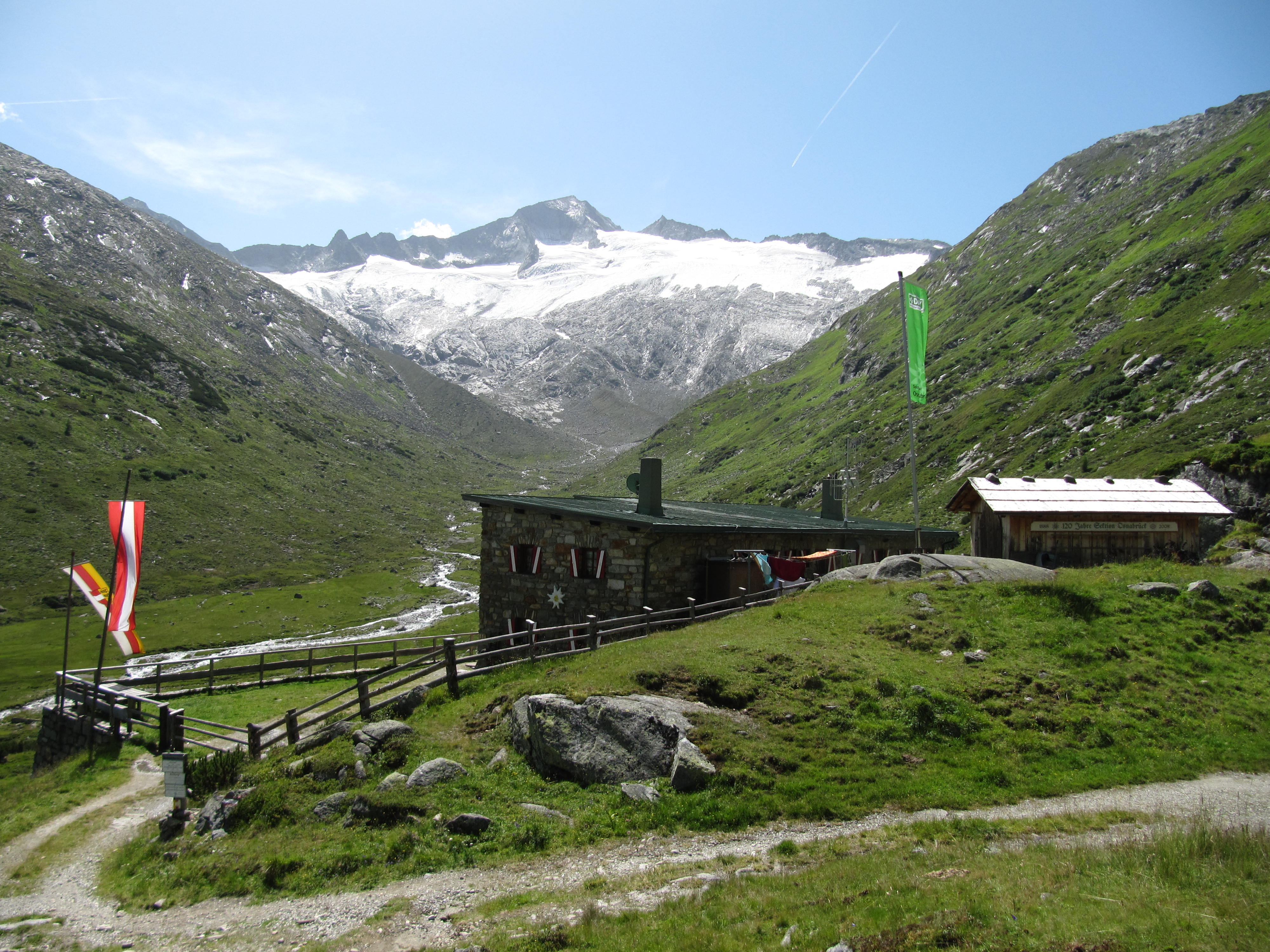
オスナブリュッカー・ヒュッテ

- 本市は近年、ある独特の特徴でメディアの注目を集めている。それはオオヤマネの害である。害であろうがなかろうが、オスナブリュックはオオヤマネ捕獲者を有するドイツで唯一の都市である。捕獲者は、この害獣を捕獲し、街から遠く離れた場所で解放する[98][99]。
- 雑誌「シュテルン」の2003年の記事によれば、ドイツで最も幸福な人はオスナブリュックに住む人である[100]。
- オスナブリュックの他に、類似した名前の街がいくつかある: アメリカ合衆国ノースダコタ州の北東部にオスナブロック市（英語版）が、オハイオ州にはオスナバーグがある。スコットランドにはオスナバラがある。太平洋のメヘティア島（英語版）は1767年にヨーロッパ人が発見した際にはオスナバラと命名された。さらにカナダのオンタリオ州には1998年にサウス・ストーモントが新たに形成されるまでオスナブロックという町があった。同じくオンタリオ州のオジワブ族の Mishkeegogamang Ojibway Nation があるが、ここはかつてオスナバラとして知られていた。
- 18世紀から19世紀にアングロ・サクソン地方では、粗く編んだ作業着が「オスナバーグ」の名前で普及していた。これはおそらくオスナブリュクの織布に起源とする。
- オーストリアのグローセレントタールには、高度 2032 m にオスナブリュッカー・ヒュッテがある。これはドイツ・アルペン協会のオスナブリュック部局の山小屋である[101]。
- ハンブルクのパンク・ロック・バンド「モントレアル」は2017年にミュージックビデオ「オスナブリュック」をリリースした。しかし、その映像はすべてミュンスターで収録されたものである[102]。
- 2006年にコクチョウ「ペトラ」が新聞の大見出しを飾った。このコクチョウはミュンスターで、大きな白鳥の形をした足踏みボートに恋をした。この鳥は、夏の間中、アー湖の「同類」から離れずに過ごし、11月に両者はミュンスター・アルヴェッター動物園に移された。「シュピーゲル」や「シュテルン」といったドイツのメディアの他に、アメリカ合衆国、日本、インド、アラビアのテレビチームが取材に訪れた。2009年末、ペトラは一時的に姿を消し、2013年春にオスナブリュックで「新しい恋人」を見つけて、ここで暮らしている[103]。

## 経済と社会資本

### 経済
オスナブリュックは、ニーダーザクセン州南西部および、境を接するヴェストファーレンの一部の上級中心都市である。この周辺市町村の人々は、この街で働き、ショッピングや活動の中心として街を利用している。オスナブリュックの経済は、ドイツにおける産業革命の開始以後、特に工業に依存している。ヨーロッパの重要な道路、鉄道、水路が交差する交通の便の良い場所に位置することから、オスナブリュックでは運輸業が著しく発展し、数多くのサービス系企業が地域を超えた名声を獲得している。

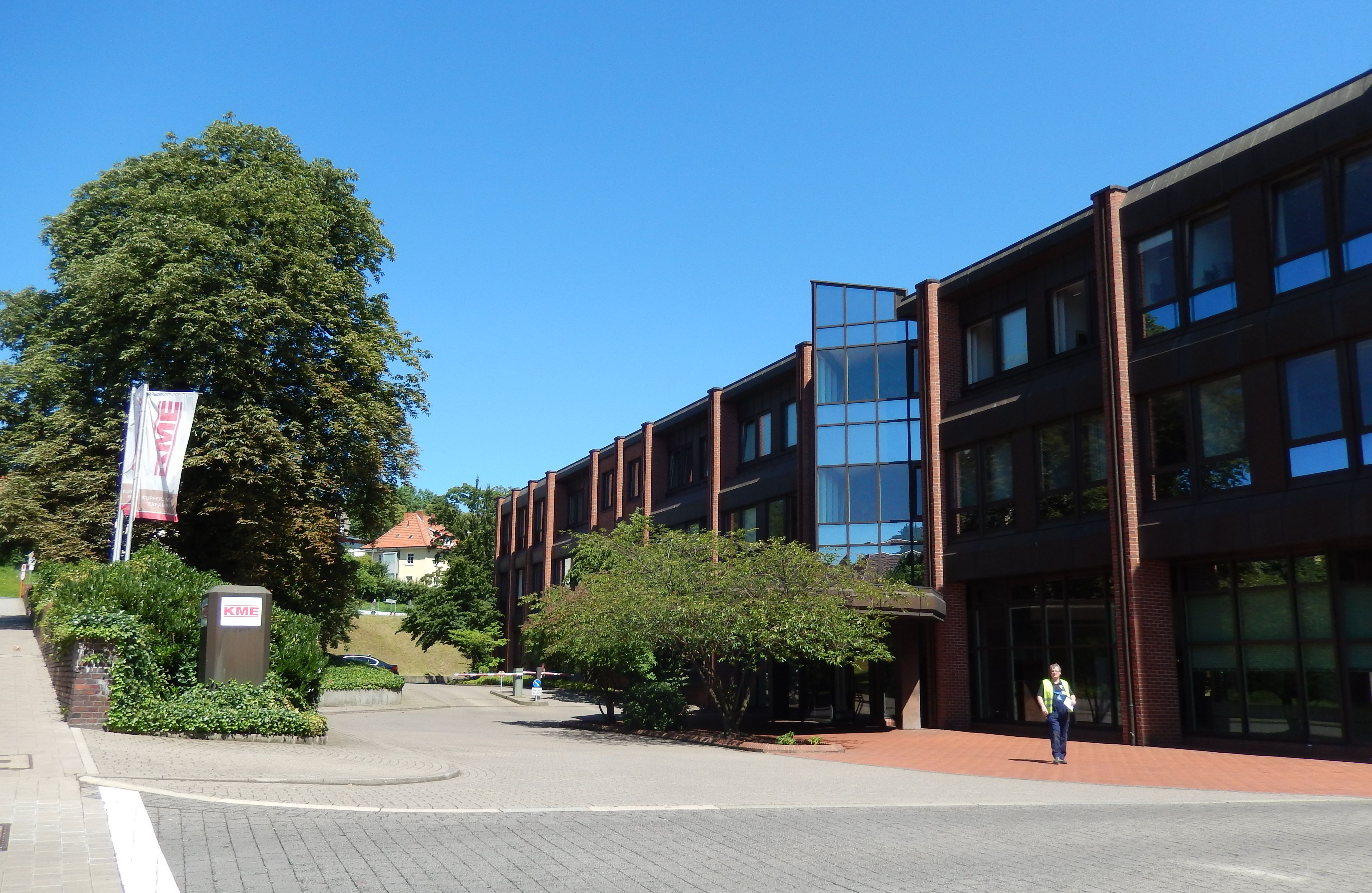
KME オスナブリュック

#### 鉄鋼、金属産業
1868年の「オスナブリュック鉄鋼工場」（後のクレックナー鉄鋼工場）や、同時期に市の南部にゲオルクスマリエンヒュッテが進出したことで、数十年間にわたって、オスナブリュックの風景は鉄鋼工場によって形成されるようになった。鉄鋼危機とその結果として1989年にクレックナー工場が終業した後も、ゲオルクスマリエンヒュッテは、建設用鋼材製造業者として存続している。
内市街の北、ガルトラーゲに1873年、ヴィッテ・ウント・ケンパー針金・釘工場が進出した。この会社は1890年にオスナブリュック銅・針金工場 AG (OKD) となった。現在この会社は KME AG という名称で、ヨーロッパにおける銅加工のトップ企業となっている。

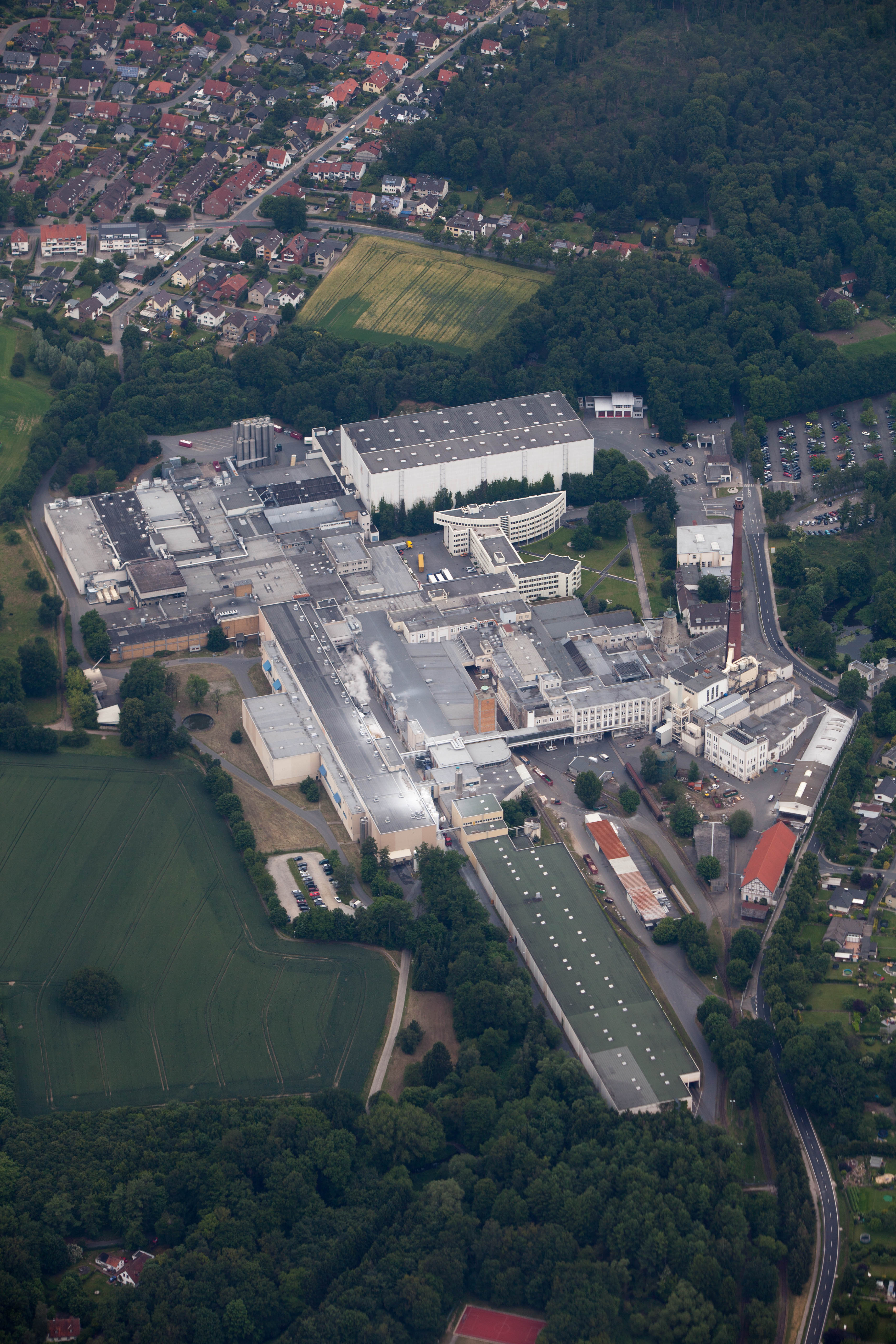
フェリックス・シェラー製紙

#### 紙産業
オスナブリュック市とその周辺地域は、ドイツの製紙業・紙製品加工業の中心地である。数世紀前からハーゼ川沿いには製紙用水車があり、ハーフェン市区のケンメラー製紙およびグレーテシュ市区のフェリックス・シャラー・グループが発展した。ケンメラー製紙はフィンランドの企業アールストロムに吸収された。しかし、2016年には再びケンメラーの名称を使用している。
また、オスナブリュックとその周辺には大きな紙製品加工業者がある。たとえばブラームシェのラッシュ壁紙製造やドゥーニ、ヘルステルのフィスラーゲなどである。

#### 自動車産業
オスナブリュックは、旧カルマンによる数多くのカプリオの製造地として知られている。2009年に破産した後、大部分がフォルクスワーゲン・オスナブリュックとしてフォルクスワーゲン・コンツェルンに組み込まれた。しかし、SUVの流行によりカプリオレの需要は減少した。このため現在この工場では、フォルクスワーゲン・コンツェルンの別の車種も製造している。

#### 転換
近年、オスナブリュックの多くの元工業用地や旧軍用地で転換プロセスが進行している。これにより、一方では確かに、土地の以前の利用者が重要な経済ファクターの一部をなしていたため、市の経済発展が危機にさらされた。しかし他方では、これらの土地が都市近郊型住宅地や商業地として利用されることで、地域の転換が大きな利益を生み出すようになることが期待される。
ドイツ連邦軍はオスナブリュックに多くの駐屯地を有しており、そのすべてが2004年までに開放された。連邦軍兵舎の跡地利用がなされたのは、たとえばヴェスターベルク市区（オスナブリュック総合大学や単科大学の拡張）やカルクヒューゲル市区（住宅地および行政センター）がある。イギリス軍の撤収により、2009年までにさらに兵舎の敷地が空いた。これらの一部、たとえばドーデンスハイデ（リムベルク兵舎）やアッター（ラントヴェール通りの兵舎）ではそれ以前から転用が始まっていた。
オスナブリュックの工業転換用地の例が、フレッダー市区の1989年に閉鎖されたクレックナー鉄鋼工場の敷地である。現在では都市近郊型商業地「ハーゼパーク」となっている。そのすぐ南に位置する扇形機関庫を有する旧貨物駅は新たな用途が期待されているが、現在の土地所有者とオスナブリュック市との間の対立によって困難になっている。

#### 通勤者
オスナブリュック市は周辺市町村と通勤での結びつきが極めて強い都市である。2012年現在、合計 51,270人の社会保険支払い義務のある就労者がこの街に通勤してくる。その大部分がオスナブリュック郡（ニーダーザクセン州）およびシュタインフルト郡（ノルトライン＝ヴェストファーレン州）からの通勤者である。逆にオスナブリュック市からは 20,194人がオスナブリュック郡、シュタインフルト郡およびミュンスター市へ働きに出かけている。最も通勤者が多いのはゲオルクスマリーエンヒュッテとオスナブリュック（ゲオルクスマリエンヒュッテからオスナブリュックへ 4,470人、オスナブリュックからゲオルクスマリエンヒュッテへ 2,181人）およびヴァレンホルストとオスナブリュク（ヴァレンホルストからオスナブリュクへ 4,432人、オスナブリュックからヴァレンホルストへ 1,107人）である。ベルム、ビッセンドルフ、ブラームシェ、ロッテからオスナブリュックへは 2,000人以上、ハーゲン・アム・トイトブルガー・ヴァルト、ハスベルゲン、イベンビューレン、メレ、オスターカッペルン、ヴェスターカペルンからオスナブリュックへは 1,000人以上が通勤している。

#### 企業
以下に、オスナブリュックに本社あるいは主要拠点を置く重要な企業をアルファベット順に列記する:

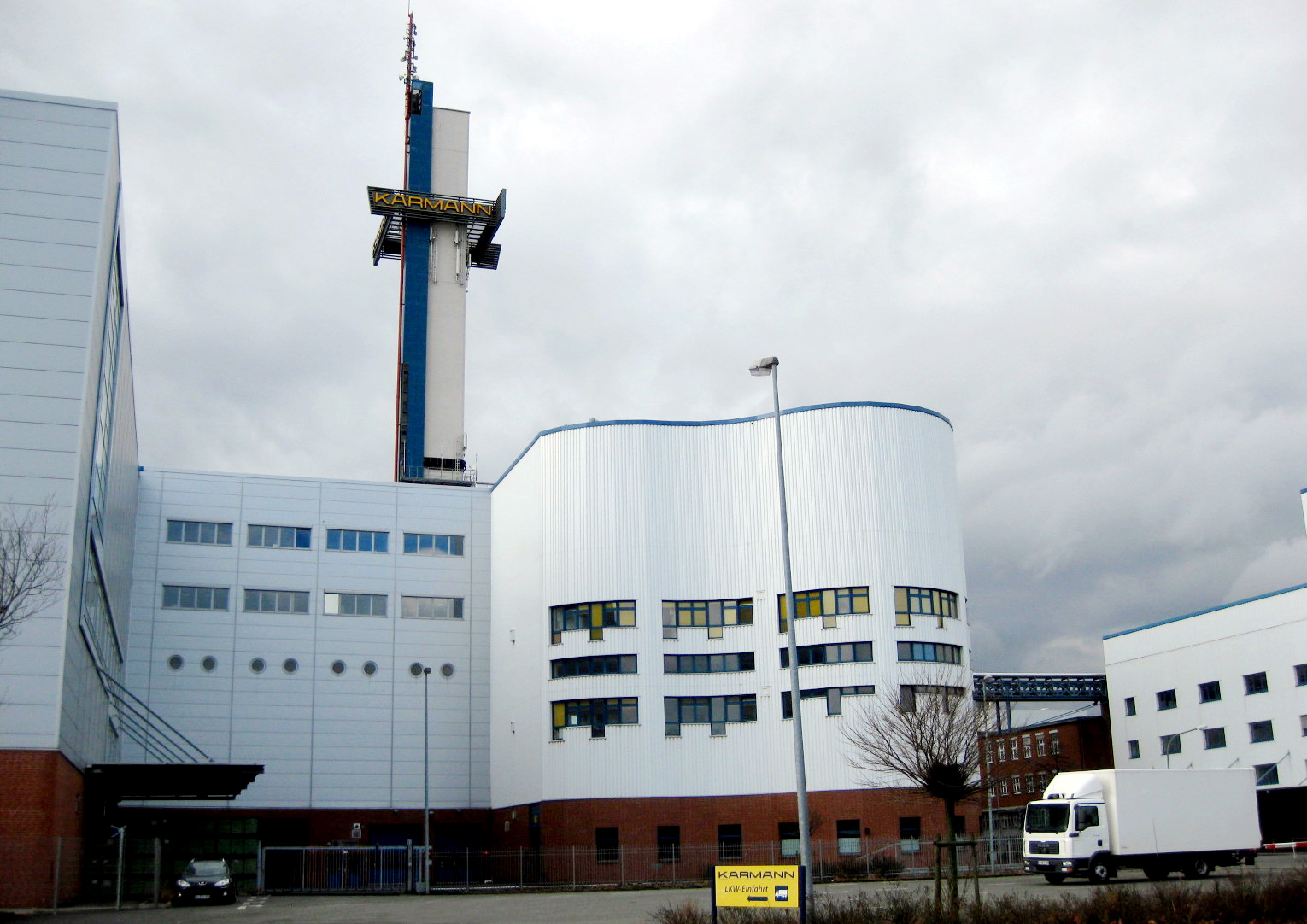
カルマン

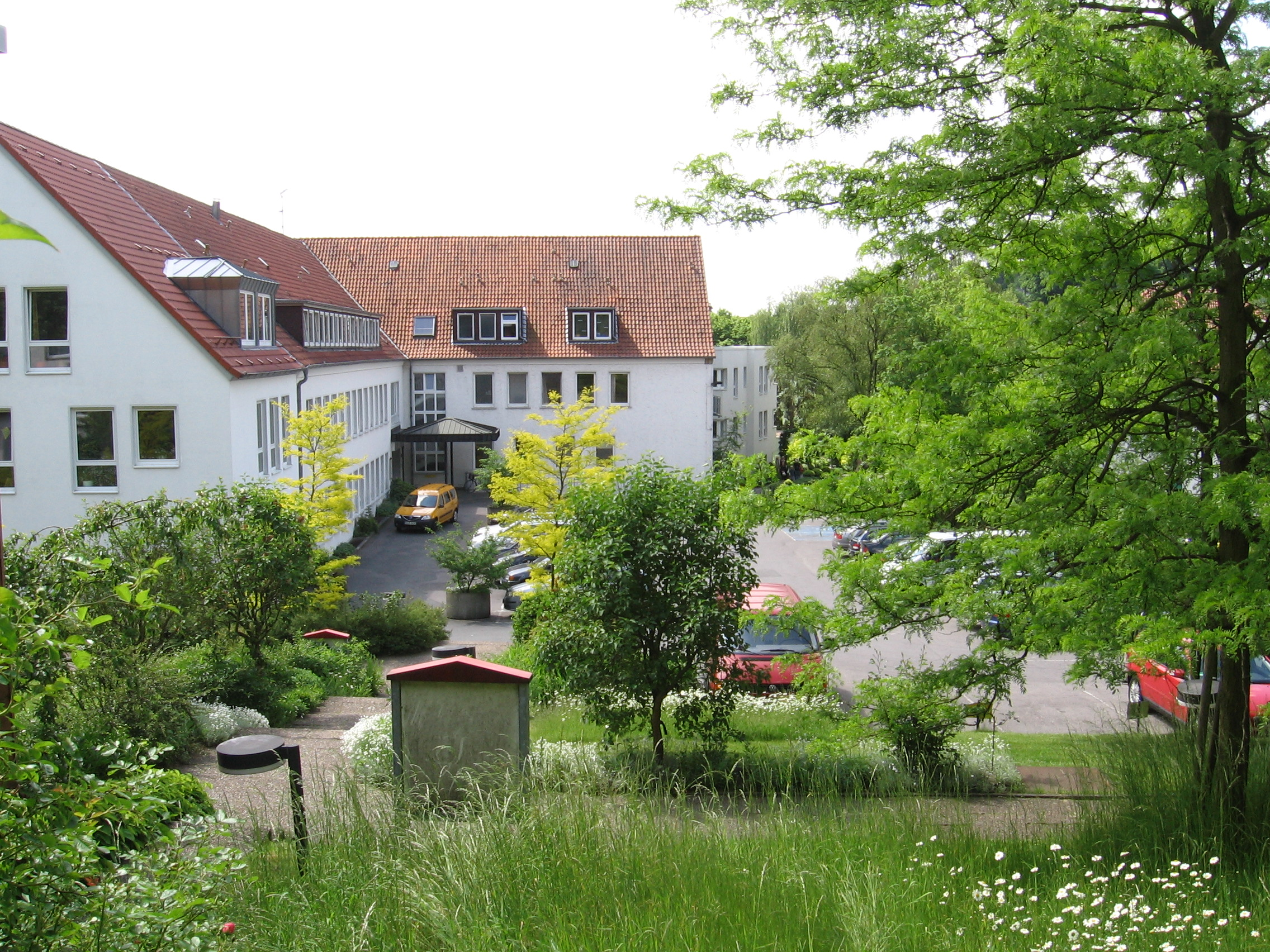
オスナブリュック子供病院

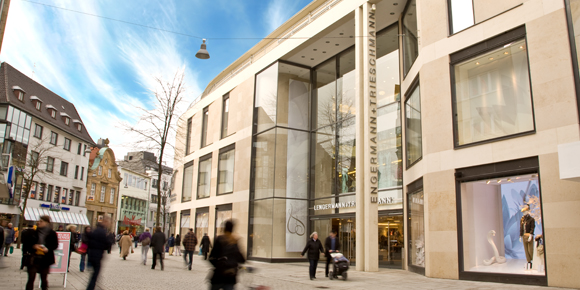
レンガーマン・ウント・トリーシュマン

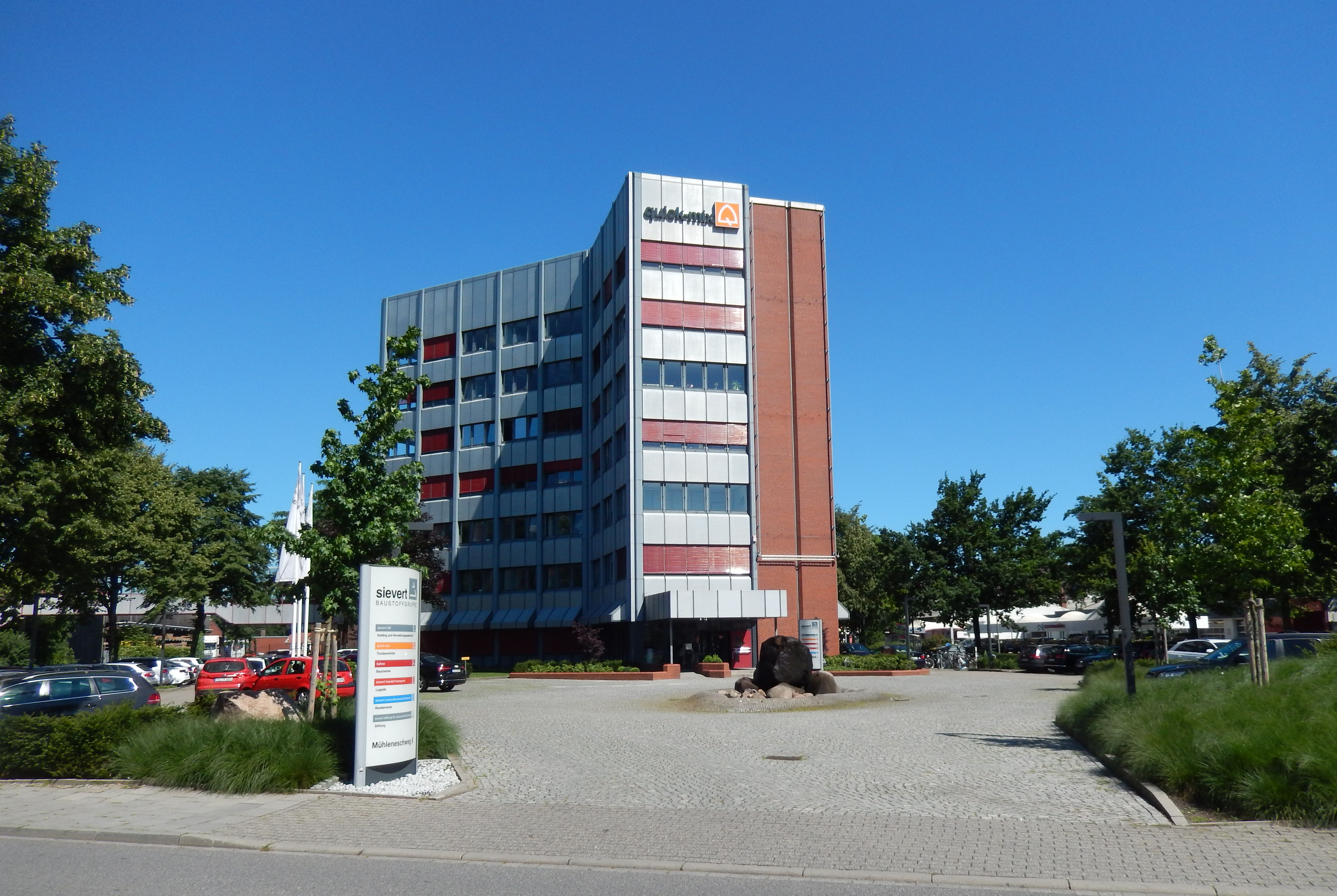
ジーヴェルト・クイック＝ミックス

- アウト・ヴェラー: verアーグループの一部、従業員数 471人（2007年現在）
- buw企業グループ: 連邦内に約 5,000人の従業員を擁する（2013年現在）
- オスナブリュック・キリスト教小児病院: 小児・青年医療の病院
- コンディトライ・コペンラート & ヴィーゼ: パン、焼き菓子製造、従業員数約 2200人（2010年）
- ヴェルナー・エーガーラント自動車輸送、1,174人
- フェリックス・シェラー・グループ、世界中に約2,400人の従業員
- ヘルマン・ワールドワイド・ロジスティクス、約9,200人
- ハインリヒ・フィップ GmbH & Co. KG、ミネラルオイル販売会社
- HR グループ GmbH & Co. KG、靴販売会社、靴販売チェーン「レーノ」の親会社、ヨーロッパ中に約 6,000人の従業員がいる。
- カルマン、現在はフォルクスワーゲン・オスナブリュック
- オスナブリュック子供病院、従業員数約 150人
- オスナブリュック病院、従業員数約 1,800人
- KM オイローパ金属、従業員数約 2,700人
- コッホ・インターナショナル、国際的運送業者、従業員数約 700人
- ケスター、従業員数約 1,000人
- レンガーマン・ウント・トリーシュマン、服飾販売
- ライジーファー、チョコレート製造、従業員数約 450人
- オスナブリュック・マリエン病院、従業員数約 1,500人
- マイヤー & マイヤー国際輸送代理店、世界中に約 2,300人の従業員を擁する（2008年）
- ノルトヴェストバーン、従業員数約 850人
- パラセルスス病院、従業員数約 5,200人
- ピーペンブロック企業グループ、連邦中に約 26,000人の従業員を擁する（2013年）
- Q1 エネルギー AG、連邦中にガソリンスタンドを180店有している（2015年現在）
- R & R アイスクリーム・ドイチュラント、ヨーロッパに1,400人の従業員、フランスとポーランドに工場を有する。
- ジーヴェルト AG、従業員数約 1,400人
- ゾストマイアー輸送、ヨーロッパ中に約1,000人の従業員を擁する（2008年）
- ティトゲマイヤー (GTO) プロドゥクティオーン、有用車輌の大手販売、従業員数約 500人
- フォルクスワーゲン・オスナブリュック、2011年から、従業員数約 1,200人
- ヴェラーグループ、従業員数約 1,750人
- ヴェセルス + ミュラー AG、乗用車および有用車輌の大手販売業者、従業員数約 3,300人、ドイツ、オランダ、オーストリア、USAに販売店を持つ

この他の、オスナブリュック周辺にある重要な企業は以下の通り:
- アマツォーネン＝ヴェルク（ドイツ語版、英語版）、ハスベルゲンの農機メーカー、従業員数約 1,500人
- AVO-ヴェルク・アウグスト・バイセ、ベルムの香辛料加工所、従業員数約 500人、フランスとポーランドに工場がある
- ドゥニ GmbH、ブラムシェの使い捨て食器製造、従業員数約 600人（2011年）
- エルスター・クロムシュレーダー、ロッテ＝ビューレンのガス器具、ガス測定器具製造会社、従業員数約 850人（2012年）
- フックス・スパイス、ディッセン・アム・トイトブルガー・ヴァルトのスパイス工場、従業員数約 3,500人
- ゲオルクスマリエンヒュッテ企業グループ、ゲオルクスマリエンヒュッテ、従業員数約 10,000人
- ヘリスト、バート・ローテンフェルデの食品工場、従業員数約 3,800人
- ホーマン・ファインコスト、ディッセン・アム・トイトブルガー・ヴァルトの食品会社、従業員数約 1,500人
- ケンパー・ヴルストヴァーレン、ノルトルプの食品（ソーセージ）メーカー従業員数約 1,300人（2009年）
- マインダース & エルスターマン、ベルムの印刷・出版社、従業員数約 170人
- サニケア配送薬局ヨハネス・メンター、バート・ラーエル、従業員数約 800人

この他にいくつかの企業がニーダーザクセンパークに進出している。

### メディア

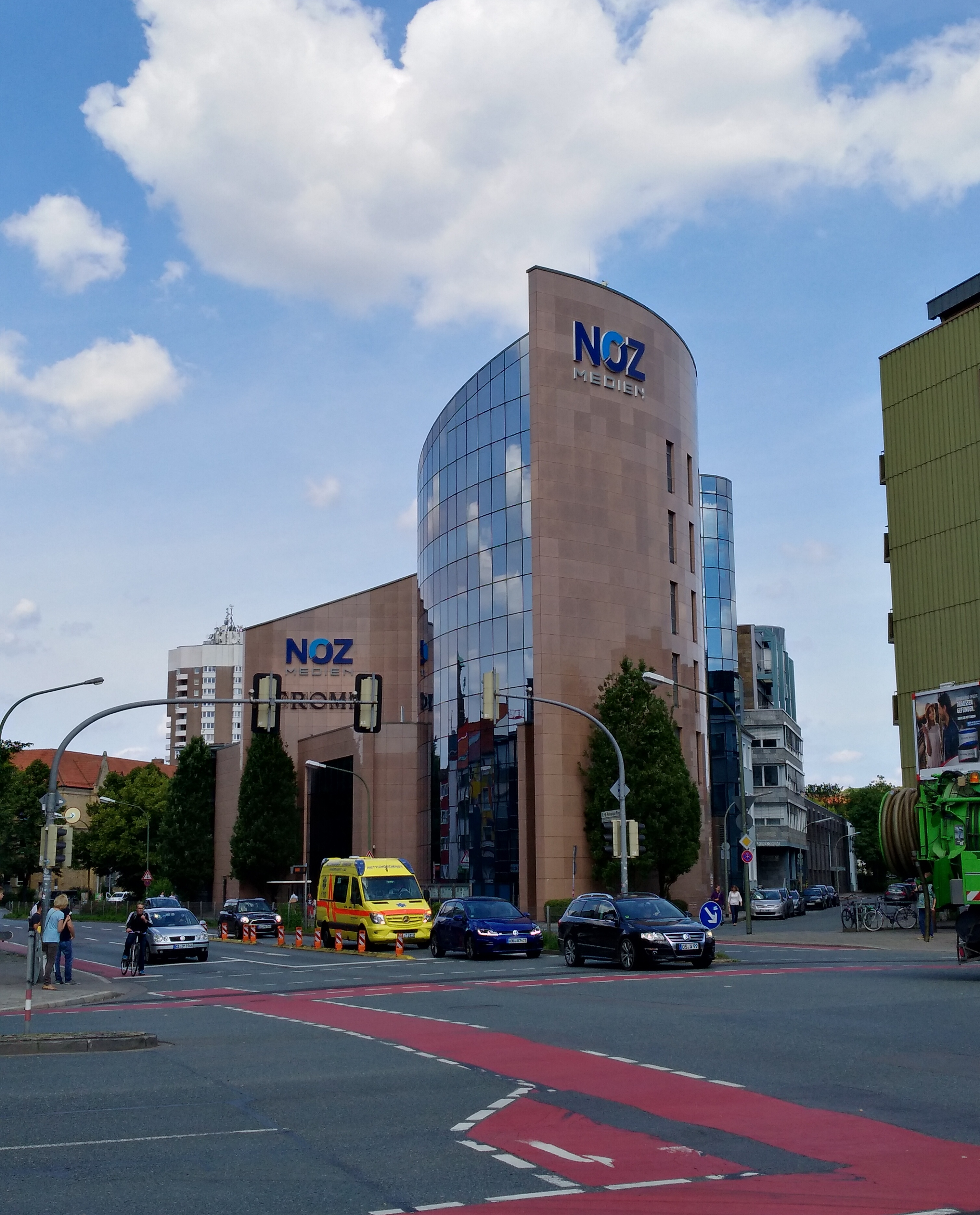
ノイエ・オスナブリュッカー・ツァイトゥング本社

#### 日刊紙
オスナブリュックでは、「ノイエ・オスナブリュッカー・ツァイトゥング」が刊行されている。この新聞は、1884年に創刊された「オスナブリュッカー・ターゲブラット」と「ノイエ・ターゲスポスト」が合併して成立した。

#### オンラインメディア
オンラインポータル「Hasepost.de」は2013年から運用されており、主にローカルニュースを発信している。先行するプロジェクト「Loewenpudel.de」はオスナブリュックで最初の地方オンラインポータルであり、1996年にスタートした。

#### 週刊紙、月刊誌
コマーシャルペーパー「オスナブリュッカー・ナハリヒテン」は毎週水曜日と日曜日に刊行されている。2014年1月まではさらに「オスナブリュッカー・ゾンターグスツァイトゥング」も日曜日に刊行されていた。
月刊紙には「インサイダー・オスナブリュック」、「オイレンシュピーゲル」「モスキート・マガジン」「シュトラーセンツァイトゥング・アプザイツ!?」がある。また1年に2回飲食店の主導によるタウン誌「シュタットブラット」が刊行されている。
2012年からオスナブリュック単科大学のメディアプロジェクトとして雑誌「オスナブリュッカー・ヴィッセン」が刊行されている。

#### 放送
オスナブリュックのローカルラジオ局は、「ラジオ・オスナブリュック 98.2」と「トイトラジオ・オスナブリュック」である。さらに、ラジオ番組やテレビ番組を制作する北ドイツ放送 (NDR) の地方スタジオの所在地でもある。これらの放送は、ブラムシェのシュレプトルパー・エッゲ送信所から発信されている。さらにラジオ局「ffn」、「ヒットラジオ・アンテネ」「ラジオ21」の地方スタジオもある。
osradio 104.8 は市民ラジオ放送局で、この放送局は一般公開されている。

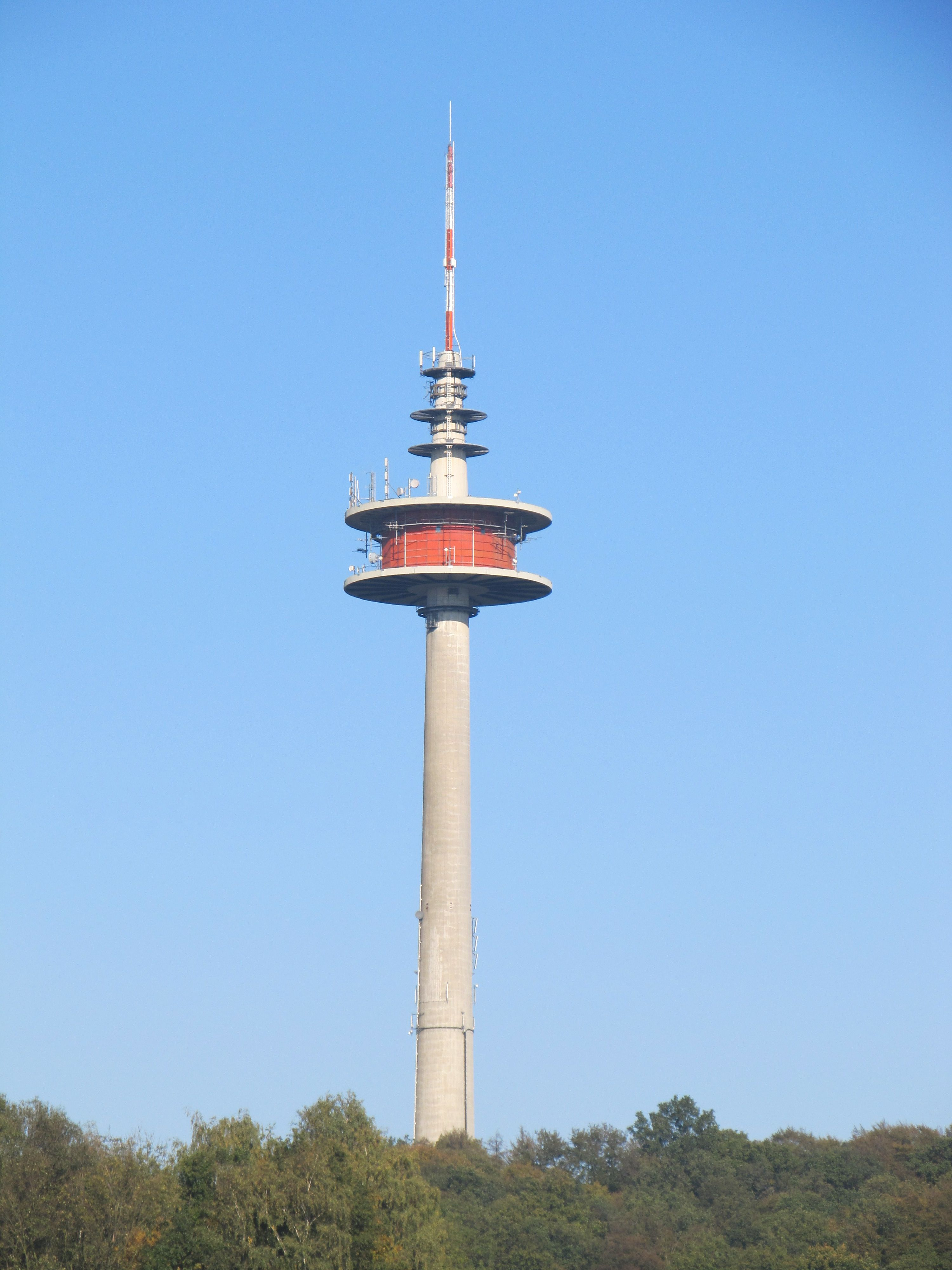
シンケル塔

### 通信
オスナブリュック唯一の電信塔が、1977年に完成した DFMG の送信塔「シンケル塔」で、ここには様々な送信局がある。オスナブリュックの北約 5 km のブラームシェ市内に NDR のシュレプトルパー・エッゲ放送送信所が、オスナブリュックの南約 10 km のハーゲン・アム・トイトブルガー・ヴァルト町内に DFMG のグラーフェンズンデルン送信塔がある。オスナブリュックにはかつて、オスナブリュック＝ツィーゲンブリンク送信所があった。

### 交通

#### 交通手段
以下の表は、2010年現在のオスナブリュック市の旅客交通における交通手段のシェアを示している。
| 交通手段 | 徒歩 | 自転車 | 公共交通機関 | 自動車 |
| -------- | ---- | ------ | ------------ | ------ |
| 比率     | 19 % | 12 %   | 16 %         | 53 %   |

#### 道路
オスナブリュックを複数の連邦アウトバーンが通っている: 北西部を A1号線「ハンザ線」プットガルデン - ザールブリュッケン、南部を A30号線バート・エーンハウゼン - アムステルダム、東部を A30号線オスナブリュック - パーダーボルンである。さらに連邦道 B68号線がこの街を貫いている。B51号線と B65号線は市の東端を通っている。市内環状線内は、いくつかの箇所が歩行者専用区域に指定されている。
ノイマルクトは、中心的な交通の乗り換え地点である。ここはオスナブリュックの繁華なショッピング街であるグローセ通り/ヨハニス通りが大通りと交差する地点であり、市バスの中央乗り換え所がある。オスナブリュックの道路網は約 820 km で、このうち 760 km を市が管理している。31 km が連邦アウトバーン、12 km が連邦道、15 km が州道、65 km が郡道である。

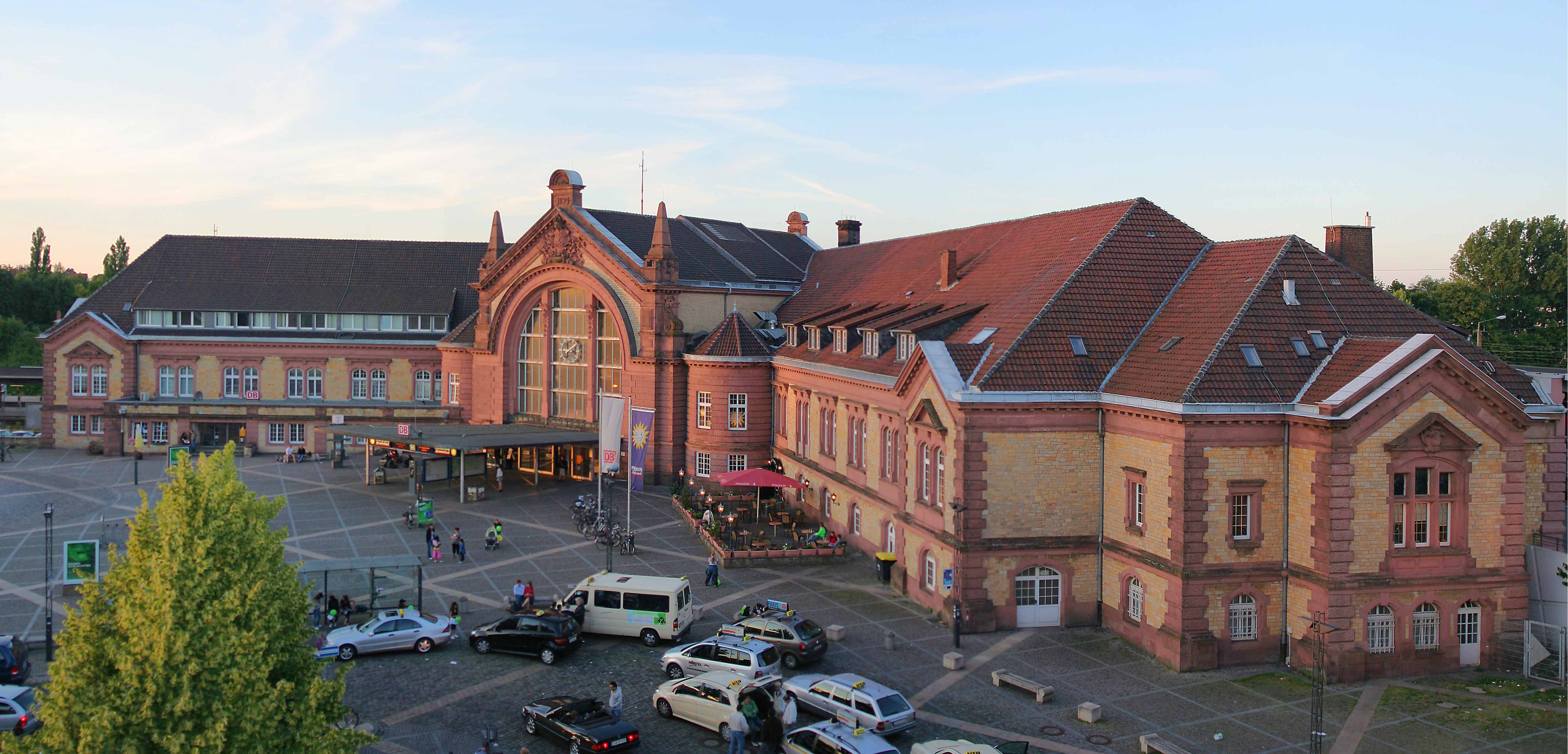
オスナブリュック中央駅

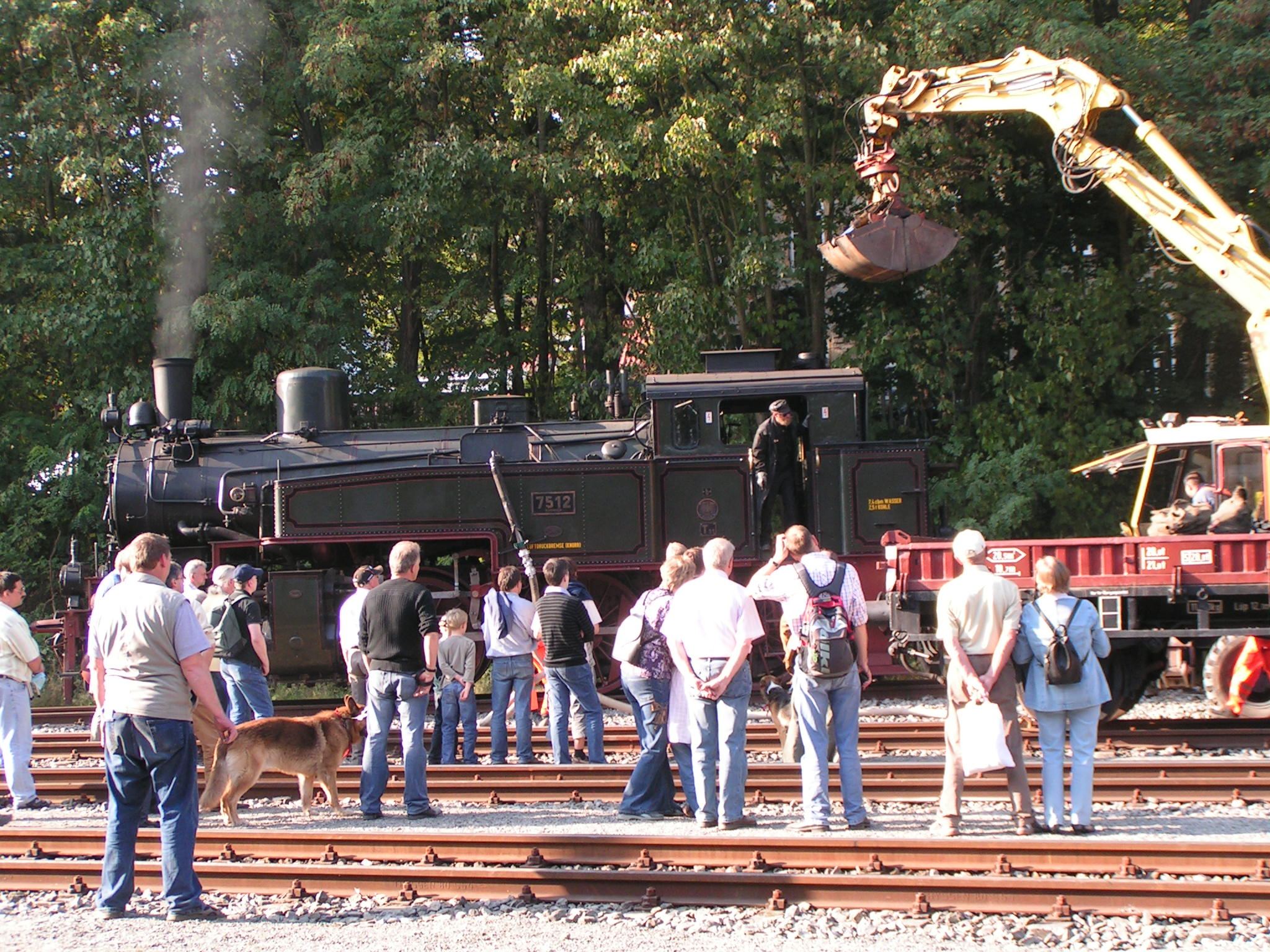
ピースベルク鉱山駅の蒸気機関車（保存鉄道）

#### 鉄道交通
オスナブリュック中央駅は旅客駅を含め鉄道交通の乗り換え地点である。駅は立体交差構造の珍しい形式で、操車場を有している。ハンブルク - ブレーメン - ルール地方の路線とアムステルダム - ハノーファー - ベルリンの路線が、中央駅で交差する。この他に2つの支線がここから分岐している。1つは南東のビーレフェルト方面へ（ハラー・ヴィレム）、もう1つは北方面へ向かう。後者はヘゼーペで2つの路線に分岐する。1つはクロッペンブルク - オルデンブルク (オルデンブルク) を経由してヴィルヘルムスハーフェンへ、もう1つはフェヒタを経由してデルメンホルストへ向かう。さらに、テックレンブルガー北鉄道が、オスナブリュック - メッティンゲン - レッケ - ライネ線で貨物鉄道および保存鉄道を運行している。この路線を近代的な地方路線として再開させるかどうか議論がなされている。 SPNV ヴェストファーレン＝リッペ近郊交通プランでは、良好な経済性が見込めるとして、オスナブリュックからレッケまでを30分間隔で運行する近代的な地方鉄道として再開することが期待されている。
オスナブリュック中央駅は2000年からノルトヴェストバーンの本社がある駅となっている。オスナブリュック市内にはこの他に、オスナブリュック・アルトシュタット（2009年末まではオスナブリュック・ハーゼトーア駅）とオスナブリュック＝ズットハウゼン駅がある。前者は、ブラームシェ、オルデンブルク、ヴィルヘルムスハーフェン、フェヒタ、ブレーメン、ライネ、バート・ベントハイム、ビュンデ、ビーレフェルト、ブラウンシュヴァイクへの列車が、後者はハレ (ヴェストファーレン) - ビーレフェルト方面の列車が利用できる。オスナブリュック＝エーファースブルク駅、オスナブリュック＝リュストリンゲン駅、オスナブリュック西駅は閉鎖されている。
オスナブリュック中央駅 - オスナブリュック・アルトシュタット駅 - オスナブリュック＝ピースベルク駅間の保存鉄道は、蒸気機関車愛好会によって運営されている。この他に、オスナブリュックからヴェスターカペルン、メッティンゲンを経由してレッケに至るテックレンブルガー北鉄道があるが、現在は保存鉄道と貨物列車が運行するだけである。
1996年にオスナブリュック市は、「オスナブリュック地域の都市鉄道」というタイトルの下、カールスルーエ交通コンサルタントに実施可能性調査を依頼した。この調査では、内市街の鉄道路線を脱却してカールスルーエ・モデルに基づく都市型鉄道（Sバーン）に転換することが可能であるかが示された。
ICE にはオスナブリュックにちなんだ名称を持つ車輌が存在する。
オスナブリュックでは1906年に、2系統の路線を持つ路面電車が開通した。1920年代に3つめの路線がこれに加わった。オスナブリュックの路面電車は1960年まで運行していた。

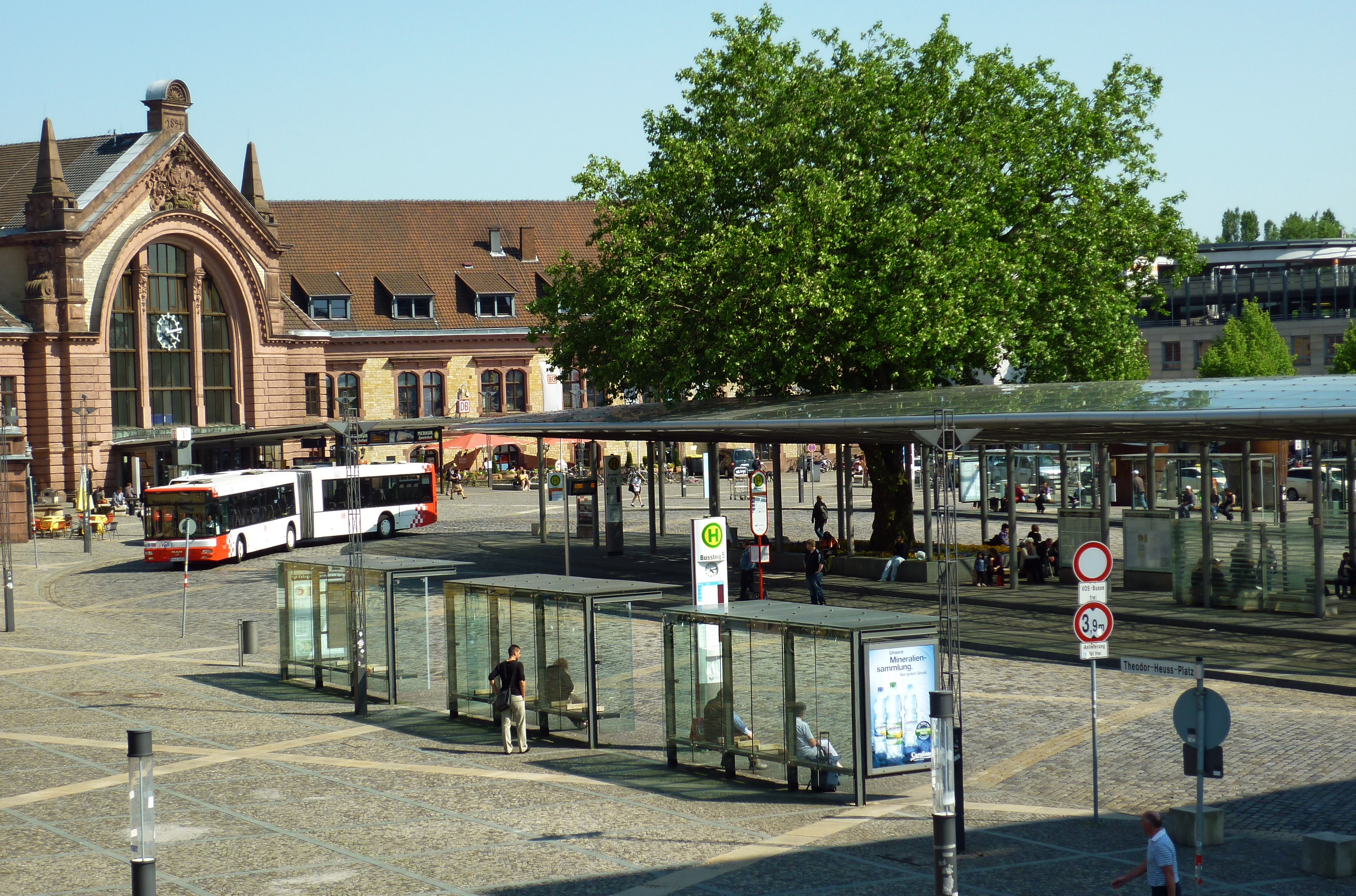
中央駅前のバスステーション

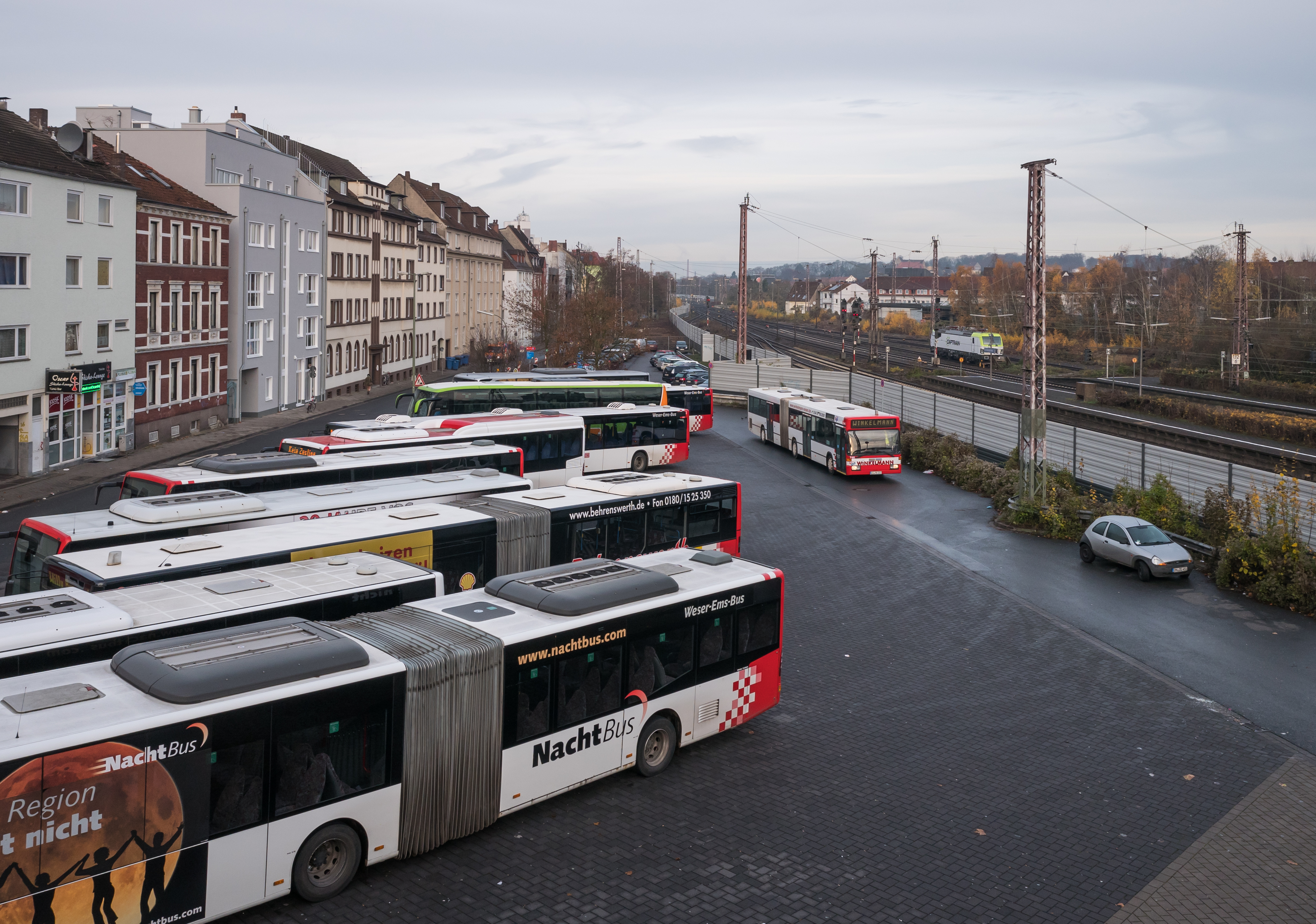
アイゼンバーン通りの長距離バス停

#### バス交通
近郊道路旅客交通は、オスナブリュック施設局 AG の9本の市バス基幹路線と、これと密接に結びついたヴェーザー＝エムス・バスおよびその他の会社の地域バスが担っている。1960年代までは他の交通機関もこれに寄与していた: 上述の通り1906年から1960年までは路面電車も運行していた。1949年に最初のトロリーバス路線が営業を開始した。トロリーバス路線は、1968年まで、廃止された路面電車に替わって運行していた。その後、ディーゼルエンジンで走行するバスが市内で唯一の交通機関となった。中央駅に次ぐ重要な中央乗り換え所が、多くのバス停がまとまっているノイマルクトである。
近郊道路旅客交通を統合する交通連盟はこれまで存在していない。オスナブリュック交通共同体 (VOS) のバスチケットは、列車では使用できない。ただしビーレフェルト行きのハラー・ヴィレム線は例外的に VOS-プラス料金が適用される。ミュンスターラントやテックレンブルガー・ラント方面の列車はヴェストファーレン料金が適用されるが、これらのチケットはオスナブリュック市バス網でも有効である。
この他に2013年からオスナブリュック鉄道路線にはニーダーザクセン料金も適用されるが、バスには適用されていない。
ニーダーザクセンでは、ディーゼルバスやトロリーバスに対する補助金は拠出されないが、Sバーンに対する補助金が間違いなく認可されるであろうことは、今後の計画にとって重要である。
広域の旅行バスは駅の他に、アイゼンバーン通りに停車する。ここでは、ポーランドや旧ユーゴスラビア、旧ソ連の国々へのバスが発着する。この他に、ベルリン行きのバスが1日に何本も運行している。

#### 遊歩道
オスナブリュックは、ヴェーザー＝エムス・ヴィーエン山地連合によって管理されている多くの広域遊歩道の発着点となっている。
- 全長 229 km のハンデルスヴェーク: ドイツのテッデンヴェークとオランダのマールスクラマーパッドからなる（Deventer まで）
- 全長 208 km のヒューネンヴェーク（パーペンブルクまで）
- 全長 107 km のピッカーヴェーク（ヴィルデスハウゼンまで）
- 全長 90 km のヴィッテキンツヴェーク（ポルタ・ヴェストファーリカまで）

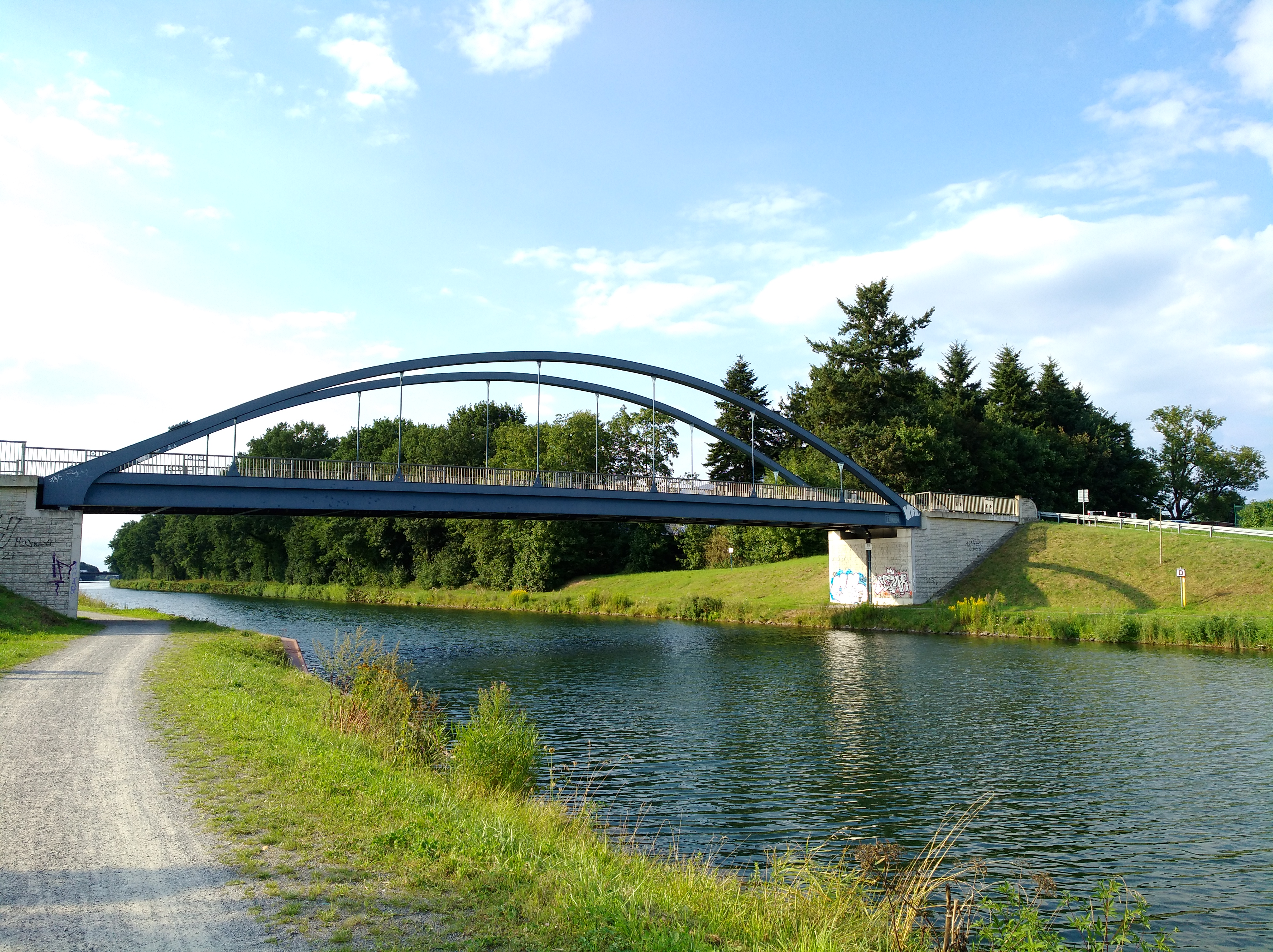
オスナブリュック・シュティヒ運河にかかるピエ地区への橋

#### 水路と港
オスナブリュック内陸港は、ハーフェン市区を終点とする全長 13 km のオスナブリュック・シュティヒ運河を経由してミッテルラント運河と結ばれている。ミッテルラント運河に直接面した新しい港としてヘリングハウゼン地区ボームターにレッカーミューレ運河港が計画されている。この港はB51号線がミッテルラント運河を渡る地点の付近に建設される計画である。

#### 航空路
- ミュンスター/オスナブリュック空港 (FMO) : 約 30 km の距離にある最寄りの空港がミュンスター/オスナブリュック空港である。毎日多くの便が、フランクフルト・アム・マイン、ミュンヘン、シュトゥットガルトの国際空港と結んでいる。ヨーロッパ内では、地中海周辺、カナリア諸島、トルコやエジプトへ向けて多くの航空会社が運行している。この空港からオスナブリュクへは、アウトバーン A1号線および A30号線を経由する。高速バス路線「X150 エクスプレス＝バス」が街と空港とを結んでいる。
- オスナブリュック＝アッターハイデ飛行場: 西のアッター市区にオスナブリュック＝アッターハイデ飛行場がある。この飛行場は専ら航空監視の委託に用いられている。この飛行場は、総重量 5.7 t までの飛行機が着陸でき、多くの社用機が利用している。遊覧飛行が1年中可能である。

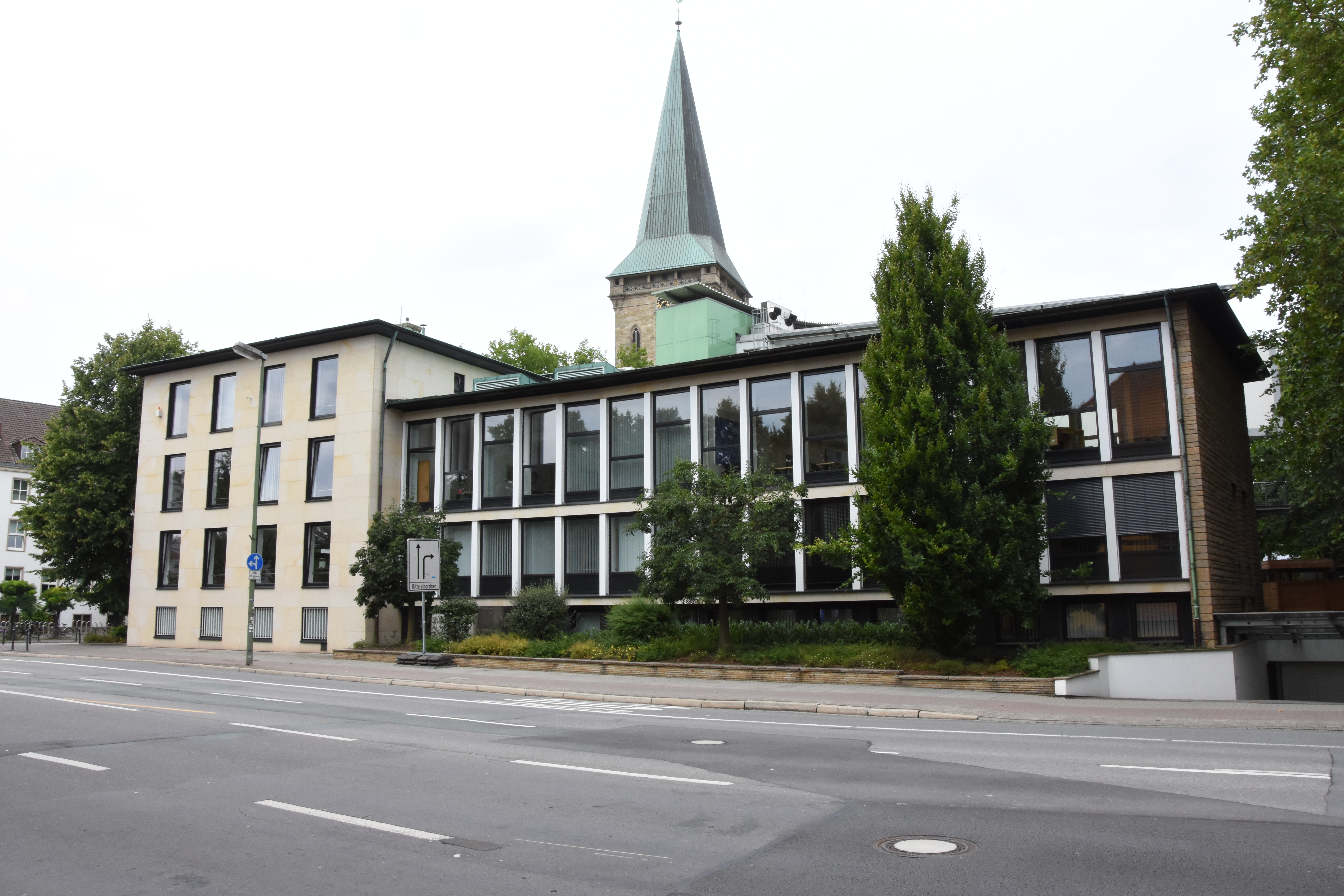
オスナブリュック＝エムスラント商工会

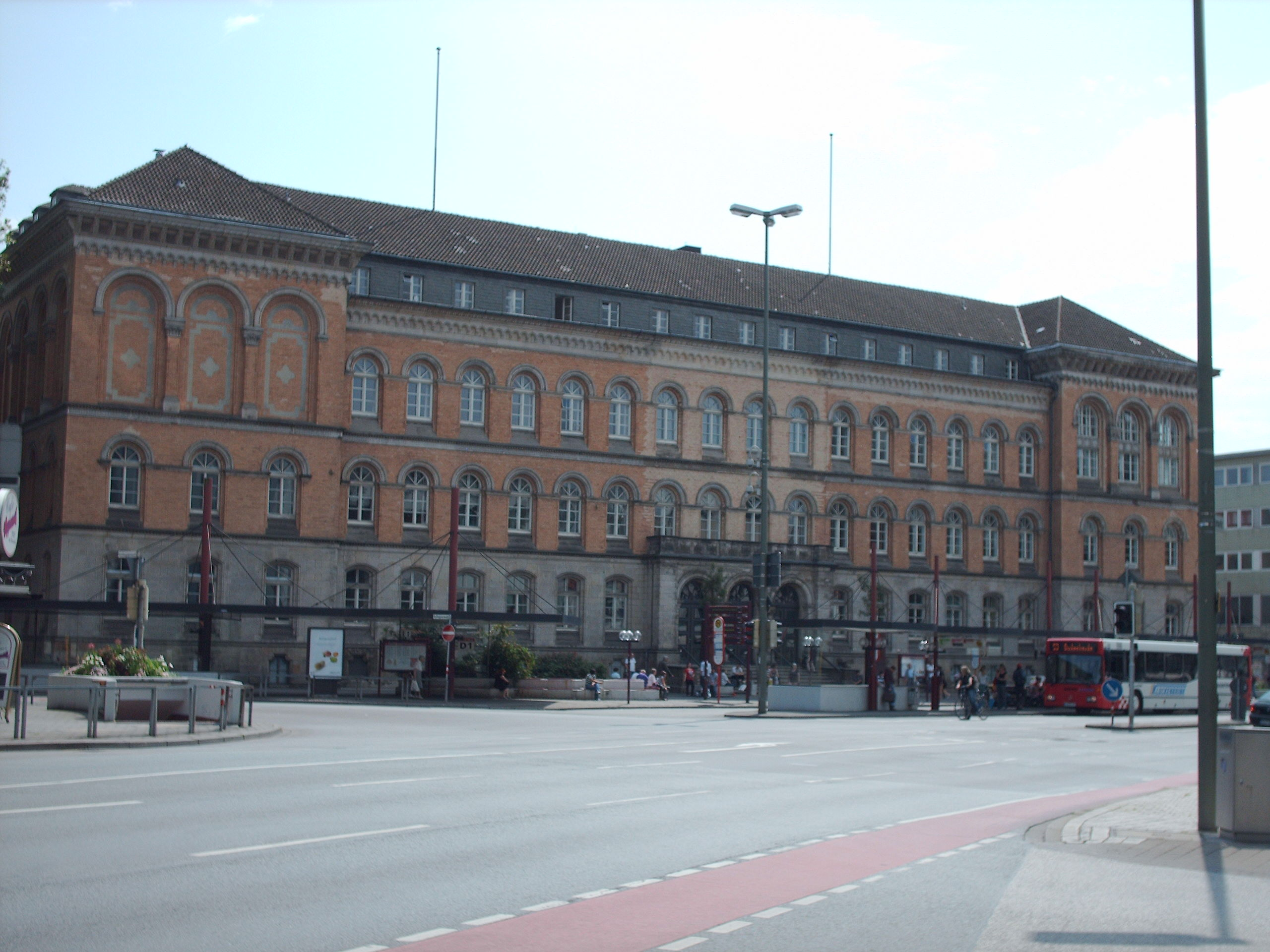
オスナブリュック地方裁判所

### 公共機関
オスナブリュックには以下の機関が存在する:
- ドイツ連邦環境財団
- ドイツ平和研究財団
- テルデ・ゾム・ドイチュラント（児童援助機関）
- オスナブリュック＝エムスラント手工業会 - 管轄地域: オスナブリュック市、オスナブリュック郡、グラーフシャフト・ベントハイム郡、エムスラント郡
- オスナブリュック中央税関
- オスナブリュック＝エムスラント＝グラーフシャフト・ベントハイム商工会 - 管轄地域: オスナブリュック市、オスナブリュック郡、グラーフシャフト・ベントハイム郡、パーペンブルクを除くエムスラント郡
- オスナブリュック地方裁判所
- ニーダーザクセン州立文書館オスナブリュック館
- オスナブリュック警察本部
- ドイツ連邦銀行支店

### 教育

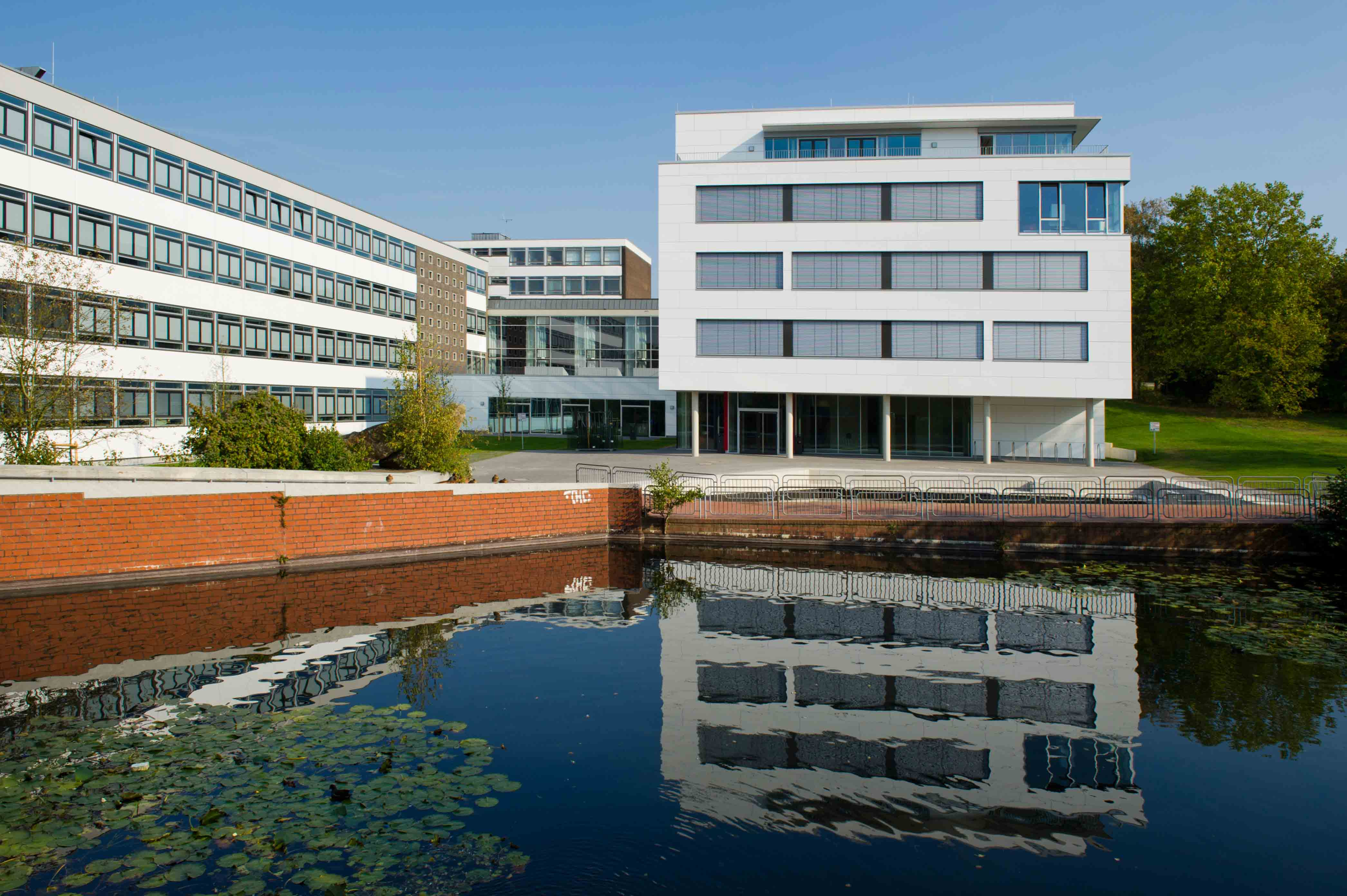
オスナブリュック単科大学

#### 大学
- オスナブリュック大学 (ドイツ語: Universität Osnabrück) はオスナブリュッカー城を本部としており、1974年に設立された。この大学は、1953年にオスナブリュックに設立された教育単科大学を母体としている。
- オスナブリュック単科大学 (ドイツ語: Hochschule Osnabrück) は1971年に、様々な施設が統合されて、設立された。高等農業学校、高等造園学校、州立工業学校がこれに参加した。同じ1971年に社会教育学高等専門学校から設立された北ドイツ・オスナブリュックおよびフェヒタ・カトリック専門大学はオスナブリュック専門大学に改編され、オスナブリュック司教とミュンスター司教が運営者から外れた。

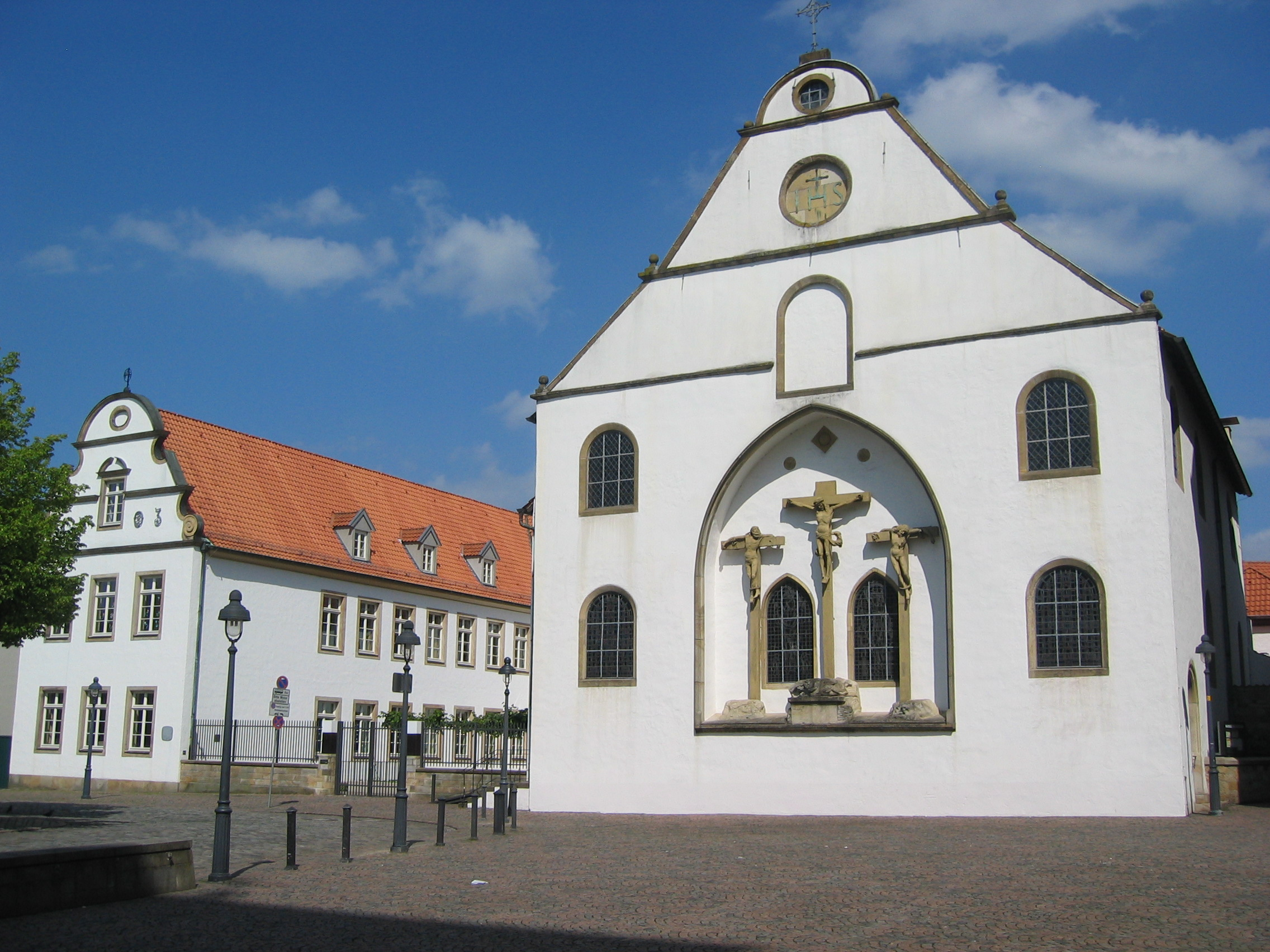
ギムナジウム・カロリヌム

#### 一般教育と職業学校
主な学校を列記する。
- ギムナジウム・カロリヌムは、804年にカール大帝によって設立されたと自称している。この学校はドイツで最も歴史の長い学校の1つである。
- そのすぐ隣にウルズラシューレがある。これは、アンゲラシューレとともにウルズラ女子修道会によって設立された女子ギムナジウムに由来する。現在両校は、司教本部が運営する州内で有名な共学のギムナジウムである。
- 1595年に完成した州立ラーツギムナジウム・オスナブリュックは、市内で最も古い非宗教系の学校である。
- ギムナジウム「イン・デア・ヴュステ」は、2000 エキスポ＝シューレであった。
- 1965年に、第4ユンゲンギムナジウムとして設立されたグラーフ＝シュタウフェンベルク＝ギムナジウムは、カルクヒューゲルにある。この学校はバイリンガル教育を行っている。
- UNESCOプロジェクト学校のシンケル総合学校は、オスナブリュック最大級の学校の1つである。この学校は、ニーダーザクセン州で最初期の全日制総合学校の1つである。
- 1980年からゾンネンヒューゲル学校センターに立地するエルンスト＝モーリッツ＝アルント＝ギムナジウムは全日制オイローパシューレである。
- エーファースブルクの学校センターは2010年にオスナブリュック統合型総合学校に移管された。
- 1961年から1990年までアメルドゥング通りに女子ギムナジウムとして設立されたケーテ＝コルヴィッツ＝ギムナジウムがあった。
- モンテッソーリ学園とエーヴィングハウゼン自由ヴァルドルフ学園はオスナブリュックを学区に含む私立の学校である。
- 19世紀初めに市参事会によって性別ごとに2クラスの国民学校と2クラスの本課程学校が市の中心部に設立された。これらは統合され4学年の市民学校が形成された。この市民学校は1833年にハーケン通り10番地の新しい校舎に移転した。ここはかつてユストゥス・メーザーの住居であった。この学校は1927年にメーゼー＝ミッテルシューレと改名された。現在はメーザー実科学校・アム・ヴェスターブルクとなっている。
- 社会教育学専門学校「フランツ・フォン・アッシジ」は1921年に設立された。
- 「演劇教育工房」は青少年向けの予防教育プログラムを提供している。

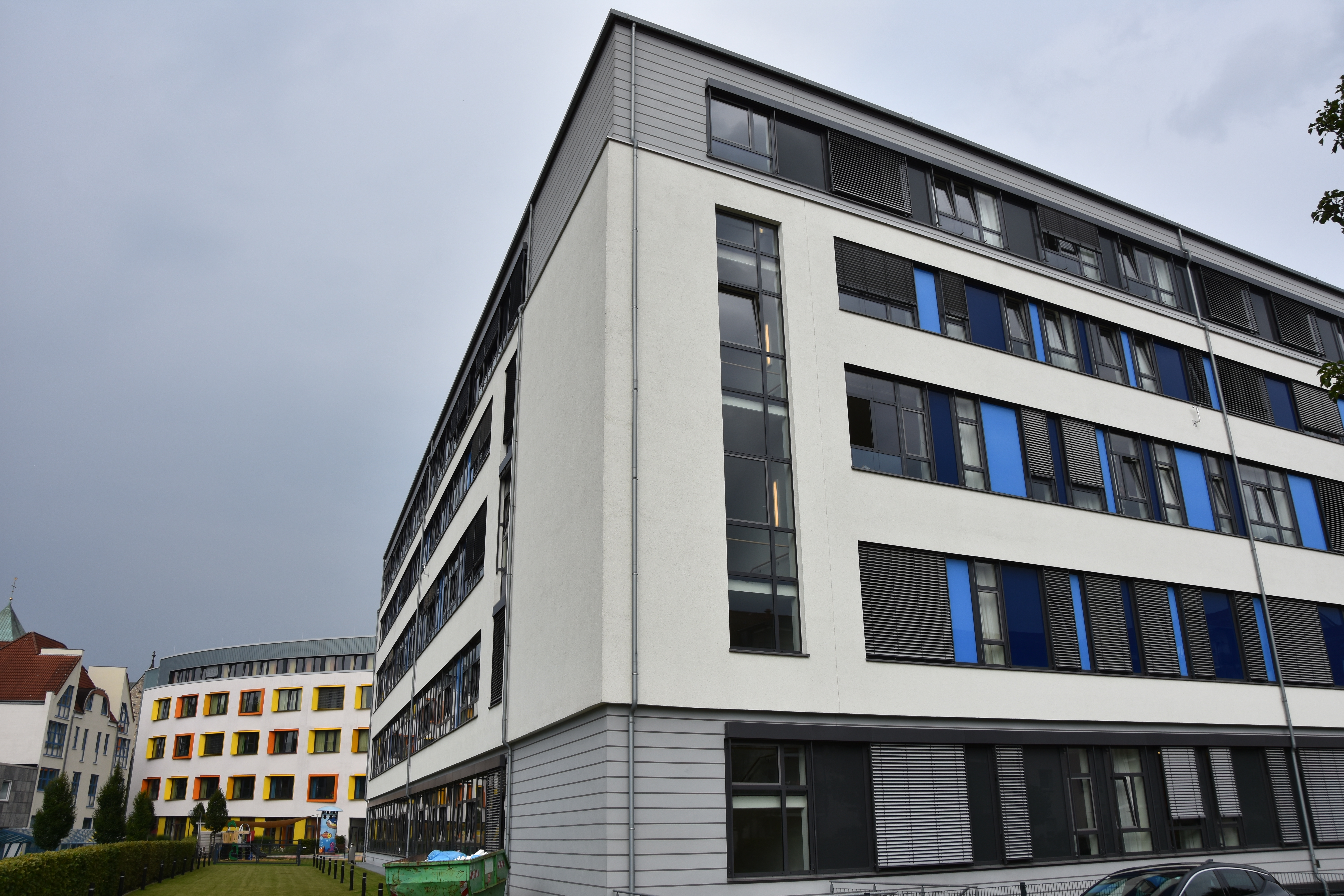
オスナブリュック・マリエン病院

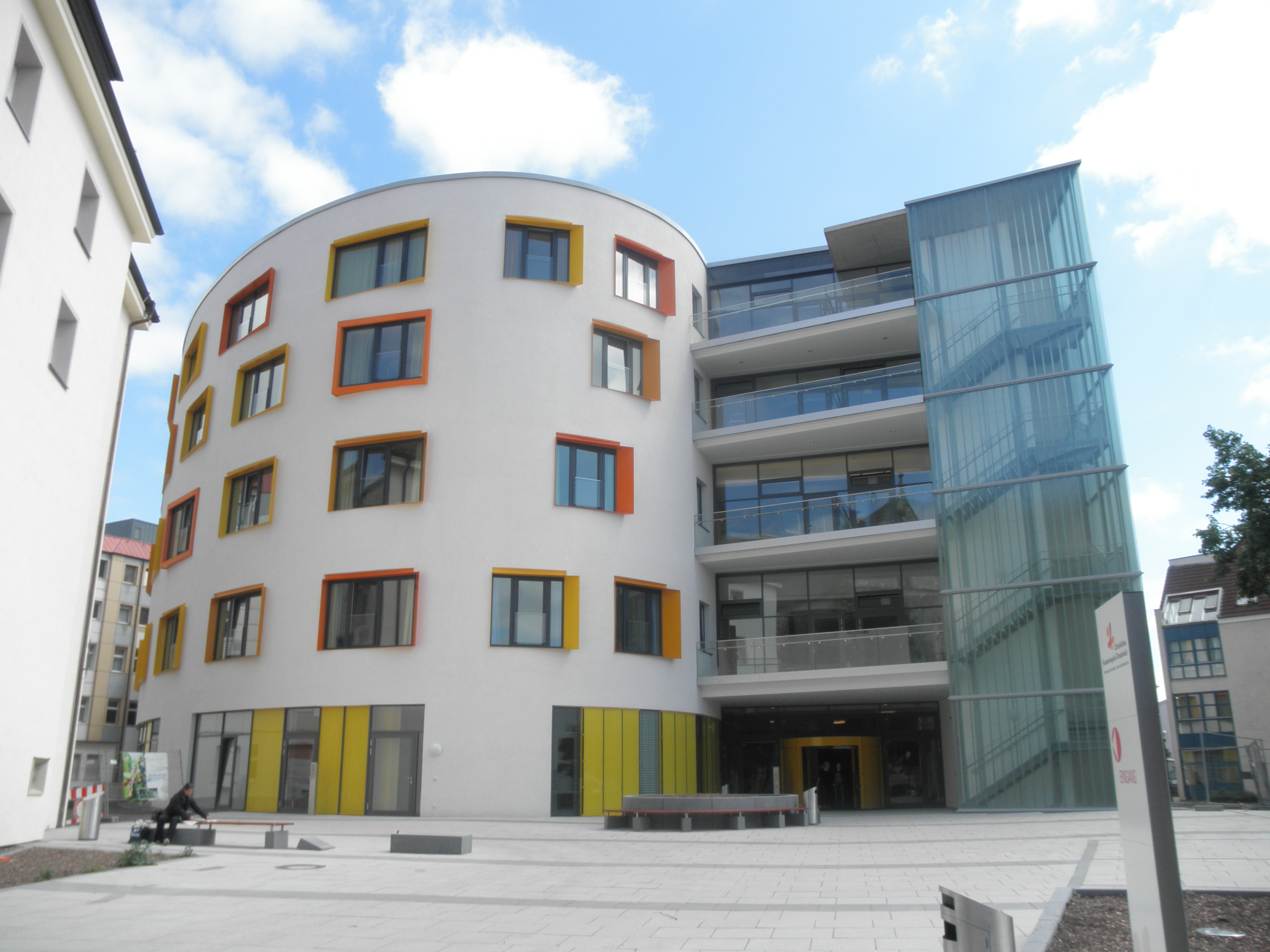
オスナブリュック・キリスト教小児病院

- ウルズラシューレ
- アンゲラシューレ
- ラーツギムナジウム
- ギムナジウム・イン・ヴュステ
- グラーフ＝シュタウフェンベルク＝ギムナジウム
- フランツ＝フォン＝アッシジ＝シューレ
- メーザー実科学校・アム・ヴェスターベルク

### 健康・保健・医療
- 最大の医療サービスを提供しているのは、ヴェスターベルク地区フィンケンヒューゲルに本院を構えるオスナブリュック市立病院である。
- ニールス＝シュテンセン＝クリニークが運営する病院として、内市街にオスナブリュック・マリエン病院 (MHO) が、オスナブリュックとの市境に面するゲルクスマリエンヒュッテにハールダーベルク・フランツィスクス病院がある。
- ヴェスターベルク地区には、オスナブリュック・パラセルスス病院の近くに、ドイツ・パラセルスス＝クリニーケンの本部がある。
- 一般小児科病院としては、オスナブリュック・キリスト教小児病院 (CKO) が2011年に開院し、マリエン病院に組み込まれた。
- 1872年に開設されていたシェーラーベルクのオスナブリュック小児病院は、CKO の設立後は小児精神病の専門病院となった。
- AMEOSグループは、2007年にゲルトルーデンベルクとクノル通りで精神科病棟を有するオスナブリュック郡立病院を買収した。
- ゲルトルーデンベルクには、高気圧酸素治療 (HBO) のための加圧センターがある。

かつて存在した病院:
- ナトルパー＝トーア＝ヴァルの現在の行政庁舎群は1991年まで現在の市立病院 (Klinikum) の前身にあたる市立病院 (Krankenhaus) の建物であった。
- エーファースブルク市区のナトルパー＝ホルツにはかつて、オスナブリュック連邦軍病院があった。この病院は国防軍の野戦病院を起源とし、1994年に正式に病院となった。現在この建物は難民収容所として利用されている。

## 人物

### 出身者
- アルベルト・ズホ（1390年以前 - 1449年以後）聖職者、神学者、歴史著述家
- ヨハン・ヴィルヘルム・ペーターセン（ドイツ語版、英語版）（1649年 - 1727年）福音主義神学者
- エルンスト・アウグスト2世フォン・ハノーファー（1674年 - 1728年）ヨーク・オールバニ公
- ヨハン・フリードリヒ・ヴィルヘルム・イェルーザレム（1709年 - 1789年）神学者
- ユストゥス・メーザー（1720年 - 1794年）著述家、法学者、歴史家
- エルンスト・フリードリヒ・ヘルベルト・ツー・ミュンスター（ドイツ語版、英語版）（1766年 - 1839年）政治家、ハノーファー家に仕えた
- ベルンハルト・ルドルフ・アーベケン（ドイツ語版、英語版）（1780年 - 1866年）哲学者
- フリードリヒ・クレメンス・ゲルケ（ドイツ語版、英語版）（1801年 - 1888年）電報の開発者
- ハインリヒ・アーベケン（ドイツ語版、英語版）（1809年 - 1872年）福音主義神学者
- アウグスト・フォン・クレリング（1819年 - 1876年）画家、彫刻家
- アウグスト・ハイゼンベルク（ドイツ語版）（1869年 - 1930年）ビザンティン研究者、ヴェルナー・ハイゼンベルクの父親
- ヴァルター・ヴァルリモント（1894年 - 1976年）軍人、国防軍砲兵大将
- エーリヒ・マリア・レマルク（1898年 - 1970年）作家
- フリードリヒ・フォルデムベルゲ＝ギルデヴァルト（ドイツ語版、英語版）（1899年 - 1962年）構成主義の画家、彫刻家
- マチアス・ヴィーマン（1902年 - 1969年）俳優
- ハンス・ゲオルク・カルマイヤー（ドイツ語版、英語版）（1903年 - 1972年）法学者
- フェリックス・ヌスバウム（1904年 - 1944年）画家
- ルドルフ・ベックマン（1910年 - 1943年）武装親衛隊員
- フランツ・ルーカス（ドイツ語版、英語版）（1911年 - 1994年）強制収容所の医師
- ベノ・シュテルツェンバッハ（1916年 - 1985年）俳優、演出家
- フーベルトゥス・ブランデンブルク（ドイツ語版、英語版）（1923年 - 2009年）ストックホルム司教
- ペーター・ファン・ペルス（1926年 - 1945年）アンネ・フランク一家とともに隠れ住んだユダヤ人
- ラインホルト・レマート（ドイツ語版、英語版）（1930年 - 2016年）数学者
- ホルスト・ボルヒャーディング（1930年 - 2015年）サッカー選手
- ルドルフ・ザイタース（ドイツ語版、英語版）（1937年 - ）政治家、連邦内務大臣、連邦議会副議長を歴任した。
- パウル・キルヒホーフ（ドイツ語版、英語版）（1943年 - ）
- ハイケ・フステーデ（1946年 - ）女子水泳選手、メキシコオリンピック 4×100mリレー銅メダリスト
- ハンス＝ペーター・ヤクスト（1954年 - ）自転車選手
- オラフ・ショルツ（1958年 - ）政治家、第9代首相、連邦労働・社会保障大臣、副首相、財務相、ハンブルク市長を勤めた。
- クリスティアン・ヴルフ（1959年 - ）政治家、ニーダーザクセン州首相、連邦大統領を歴任した。
- フォルカー・フリート（ドイツ語版、英語版）（1961年 - ）ホッケー選手
- ヨーヒェン・ホルスト（ドイツ語版、英語版）（1961年 - ）俳優
- トーマス・メレンカンプ（ドイツ語版、英語版）（1961年 - ）ボート競技選手
- エヴリーン・ヘルリツィウス（1963年 - ）ソプラノ歌手
- ジェントルマン（本名: ティルマン・オットー、1975年 - ）レゲエ歌手
- ホルガー・グランドルフ（ドイツ語版、英語版）（1983年 - ）ハンドボール選手
- ロビン・シュルツ（ドイツ語版、英語版）（1987年 - ）DJ、音楽プロデューサー
- フェリックス・クラウス（1992年 - ）サッカー選手
- ドニス・アヴディヤイ（1996年 - ）コソボ代表サッカー選手

### ゆかりの人物
- ヘレーネ・ランゲ（ドイツ語版、英語版）（1848年 - 1930年）フェミニズム運動家、教育政治家。1867年から1871年までオスナブリュックで教師を務めた。
- ヘルマン・ファン・ペルス（1898年 - 1944年）アンネ・フランクの家族とともに隠れ住んだ。
- ペーター・ベルリング（1934年 - 2017年）俳優。オスナブリュックで育った。

## 訳注
1. ↑  シュテッケンプフェルト (ドイツ語: Steckenpferd) は、棹の先にウマの頭部の模型をうけた玩具。ライテン (ドイツ語: reiten) は「騎乗する」という意味である。オスナブリュックでは1648年の三十年戦争終結を祝って、本物ではなく玩具のウマに乗るという習慣が始まった。
2. ↑  アイントプフ（ドイツ語: Eintopfは「煮込み料理」を意味する
3. ↑  ドイツ語: Wurst = ソーセージ、ドイツ語: Brot = パン
4. ↑  ブラームシェの市区

### 日本語文献
- 高橋理『ハンザ「同盟」の歴史　中世ヨーロッパの都市と商業』創元社、2013年。ISBN 978-4-422-20337-9。
- フィリップ・ドランジェ『ハンザ 12-17世紀』高橋理（監訳）、奥村優子、小澤実、小野寺利行、柏倉知秀、高橋陽子、谷澤毅（訳）、みすず書房、2016年。ISBN 978-4-622-08511-9。

### ウェブ
- “Wetter und Klima - Deutscher Wetterdienst - Leistungen - Langjährige Mittelwerte (1981 - 2010)” (ドイツ語). 2018年1月21日閲覧。
- “GEOGRAPHISCHE LAGE OSNABRÜCKS” (PDF) (ドイツ語).   Stadt Osnabrück, Team Strategische Stadtentwicklung und Statistik, (2013年1月). 2018年1月20日閲覧。
- “COMFORT Städtereport Osnabrück 2015” (PDF) (ドイツ語).   COMFORT-Gruppe (2015年3月). 2018年1月20日閲覧。
- “Grüne Hauptwege zur Naherholung - Erholungswegekonzept für Fußgänger und Radfahrer in der Stadt Osnabrück” (PDF) (ドイツ語).   Stadt Osnabrück (2016年10月). 2018年1月21日閲覧。